# Залокоцького тема
Те́ма Залоко́цького — тема в шаховій композиції. Суть теми — рух фігур одним маршрутом мінімум двічі в одному напрямку, або один раз в прямому і зворотному напрямку, або одним і тим же маршрутом.
Існує пряма і зворотна форми теми, які в свою чергу мають ряд видів (способів) вираження форм теми.

## Історія
Автор цієї ідеї — Залокоцький Роман Федорович (03.05.1940 — 17.09.2021). Перші розробки припадають на 1962 рік і в результаті пошуку було знайдено ряд видів вираження цієї ідеї, яка й отримала назву — Тема Залокоцького, від імені її відкривача. Автор теми сформулював і описав основну форму цієї ідеї — рух білих чи чорних фігур по певних полях (маршруту) в одній фазі в одному напрямку, а в другій фазі по цьому ж маршруту, але в зворотному напрямку. Внаслідок вище сказаного основна (базова) форма теми отримала назву — Зворотна форма. Анти-форма зворотної форми має назву — Пряма форма. На тему Залокоцького було проведено декілька тематичних конкурсів.

## Зворотна форма
Зворотна форма теми — це коли в процесі рішення задачі рухаються фігури, або одна фігура по одному і тому ж маршруту спочатку в одному напрямку, а потім в зворотному. Існують такі види вираження зворотної форми теми Залокоцького — зворотна чорна однофігурна форма; зворотна чорна двофігурна форма; зворотна біла однофігурна форма; зворотна біла двофігурна форма; зворотна змішана (чорно-біла або біло-чорна) форма; зворотна повна форма; зворотна повна змішана (чорно-біла) форма; зворотна укорочена форма.

### Зворотна чорна форма
Зворотна чорна форма — в процесі рішення чорна фігура або фігури рухаються в прямому і зворотному напрямку по одному і тому ж маршруту. Існують однофігурне вираження теми і кількафігурне.

#### Зворотна чорна однофігурна форма
Зворотна чорна однофігурна форма теми Залокоцького — коли одна і та ж чорна фігура у другому рішенні здійснює зворотний маршрут по тих самих полях, які долала  в першому рішенні. Лаконічніше формулювання — пішов та повернувся назад тією же самою дорогою.
В наступних двох задачах ця форма виражена в кооперативному жанрі.
|   | a | b | c | d | e | f | g | h |   |
| 8 | c8 білий кінь · d6 білий король · d4 чорний король · b3 білий пішак · d3 чорна тура · f3 білий пішак · c2 білий пішак | c8 білий кінь · d6 білий король · d4 чорний король · b3 білий пішак · d3 чорна тура · f3 білий пішак · c2 білий пішак | c8 білий кінь · d6 білий король · d4 чорний король · b3 білий пішак · d3 чорна тура · f3 білий пішак · c2 білий пішак | c8 білий кінь · d6 білий король · d4 чорний король · b3 білий пішак · d3 чорна тура · f3 білий пішак · c2 білий пішак | c8 білий кінь · d6 білий король · d4 чорний король · b3 білий пішак · d3 чорна тура · f3 білий пішак · c2 білий пішак | c8 білий кінь · d6 білий король · d4 чорний король · b3 білий пішак · d3 чорна тура · f3 білий пішак · c2 білий пішак | c8 білий кінь · d6 білий король · d4 чорний король · b3 білий пішак · d3 чорна тура · f3 білий пішак · c2 білий пішак | c8 білий кінь · d6 білий король · d4 чорний король · b3 білий пішак · d3 чорна тура · f3 білий пішак · c2 білий пішак | 8 |
| 7 | c8 білий кінь · d6 білий король · d4 чорний король · b3 білий пішак · d3 чорна тура · f3 білий пішак · c2 білий пішак | c8 білий кінь · d6 білий король · d4 чорний король · b3 білий пішак · d3 чорна тура · f3 білий пішак · c2 білий пішак | c8 білий кінь · d6 білий король · d4 чорний король · b3 білий пішак · d3 чорна тура · f3 білий пішак · c2 білий пішак | c8 білий кінь · d6 білий король · d4 чорний король · b3 білий пішак · d3 чорна тура · f3 білий пішак · c2 білий пішак | c8 білий кінь · d6 білий король · d4 чорний король · b3 білий пішак · d3 чорна тура · f3 білий пішак · c2 білий пішак | c8 білий кінь · d6 білий король · d4 чорний король · b3 білий пішак · d3 чорна тура · f3 білий пішак · c2 білий пішак | c8 білий кінь · d6 білий король · d4 чорний король · b3 білий пішак · d3 чорна тура · f3 білий пішак · c2 білий пішак | c8 білий кінь · d6 білий король · d4 чорний король · b3 білий пішак · d3 чорна тура · f3 білий пішак · c2 білий пішак | 7 |
| 6 | c8 білий кінь · d6 білий король · d4 чорний король · b3 білий пішак · d3 чорна тура · f3 білий пішак · c2 білий пішак | c8 білий кінь · d6 білий король · d4 чорний король · b3 білий пішак · d3 чорна тура · f3 білий пішак · c2 білий пішак | c8 білий кінь · d6 білий король · d4 чорний король · b3 білий пішак · d3 чорна тура · f3 білий пішак · c2 білий пішак | c8 білий кінь · d6 білий король · d4 чорний король · b3 білий пішак · d3 чорна тура · f3 білий пішак · c2 білий пішак | c8 білий кінь · d6 білий король · d4 чорний король · b3 білий пішак · d3 чорна тура · f3 білий пішак · c2 білий пішак | c8 білий кінь · d6 білий король · d4 чорний король · b3 білий пішак · d3 чорна тура · f3 білий пішак · c2 білий пішак | c8 білий кінь · d6 білий король · d4 чорний король · b3 білий пішак · d3 чорна тура · f3 білий пішак · c2 білий пішак | c8 білий кінь · d6 білий король · d4 чорний король · b3 білий пішак · d3 чорна тура · f3 білий пішак · c2 білий пішак | 6 |
| 5 | c8 білий кінь · d6 білий король · d4 чорний король · b3 білий пішак · d3 чорна тура · f3 білий пішак · c2 білий пішак | c8 білий кінь · d6 білий король · d4 чорний король · b3 білий пішак · d3 чорна тура · f3 білий пішак · c2 білий пішак | c8 білий кінь · d6 білий король · d4 чорний король · b3 білий пішак · d3 чорна тура · f3 білий пішак · c2 білий пішак | c8 білий кінь · d6 білий король · d4 чорний король · b3 білий пішак · d3 чорна тура · f3 білий пішак · c2 білий пішак | c8 білий кінь · d6 білий король · d4 чорний король · b3 білий пішак · d3 чорна тура · f3 білий пішак · c2 білий пішак | c8 білий кінь · d6 білий король · d4 чорний король · b3 білий пішак · d3 чорна тура · f3 білий пішак · c2 білий пішак | c8 білий кінь · d6 білий король · d4 чорний король · b3 білий пішак · d3 чорна тура · f3 білий пішак · c2 білий пішак | c8 білий кінь · d6 білий король · d4 чорний король · b3 білий пішак · d3 чорна тура · f3 білий пішак · c2 білий пішак | 5 |
| 4 | c8 білий кінь · d6 білий король · d4 чорний король · b3 білий пішак · d3 чорна тура · f3 білий пішак · c2 білий пішак | c8 білий кінь · d6 білий король · d4 чорний король · b3 білий пішак · d3 чорна тура · f3 білий пішак · c2 білий пішак | c8 білий кінь · d6 білий король · d4 чорний король · b3 білий пішак · d3 чорна тура · f3 білий пішак · c2 білий пішак | c8 білий кінь · d6 білий король · d4 чорний король · b3 білий пішак · d3 чорна тура · f3 білий пішак · c2 білий пішак | c8 білий кінь · d6 білий король · d4 чорний король · b3 білий пішак · d3 чорна тура · f3 білий пішак · c2 білий пішак | c8 білий кінь · d6 білий король · d4 чорний король · b3 білий пішак · d3 чорна тура · f3 білий пішак · c2 білий пішак | c8 білий кінь · d6 білий король · d4 чорний король · b3 білий пішак · d3 чорна тура · f3 білий пішак · c2 білий пішак | c8 білий кінь · d6 білий король · d4 чорний король · b3 білий пішак · d3 чорна тура · f3 білий пішак · c2 білий пішак | 4 |
| 3 | c8 білий кінь · d6 білий король · d4 чорний король · b3 білий пішак · d3 чорна тура · f3 білий пішак · c2 білий пішак | c8 білий кінь · d6 білий король · d4 чорний король · b3 білий пішак · d3 чорна тура · f3 білий пішак · c2 білий пішак | c8 білий кінь · d6 білий король · d4 чорний король · b3 білий пішак · d3 чорна тура · f3 білий пішак · c2 білий пішак | c8 білий кінь · d6 білий король · d4 чорний король · b3 білий пішак · d3 чорна тура · f3 білий пішак · c2 білий пішак | c8 білий кінь · d6 білий король · d4 чорний король · b3 білий пішак · d3 чорна тура · f3 білий пішак · c2 білий пішак | c8 білий кінь · d6 білий король · d4 чорний король · b3 білий пішак · d3 чорна тура · f3 білий пішак · c2 білий пішак | c8 білий кінь · d6 білий король · d4 чорний король · b3 білий пішак · d3 чорна тура · f3 білий пішак · c2 білий пішак | c8 білий кінь · d6 білий король · d4 чорний король · b3 білий пішак · d3 чорна тура · f3 білий пішак · c2 білий пішак | 3 |
| 2 | c8 білий кінь · d6 білий король · d4 чорний король · b3 білий пішак · d3 чорна тура · f3 білий пішак · c2 білий пішак | c8 білий кінь · d6 білий король · d4 чорний король · b3 білий пішак · d3 чорна тура · f3 білий пішак · c2 білий пішак | c8 білий кінь · d6 білий король · d4 чорний король · b3 білий пішак · d3 чорна тура · f3 білий пішак · c2 білий пішак | c8 білий кінь · d6 білий король · d4 чорний король · b3 білий пішак · d3 чорна тура · f3 білий пішак · c2 білий пішак | c8 білий кінь · d6 білий король · d4 чорний король · b3 білий пішак · d3 чорна тура · f3 білий пішак · c2 білий пішак | c8 білий кінь · d6 білий король · d4 чорний король · b3 білий пішак · d3 чорна тура · f3 білий пішак · c2 білий пішак | c8 білий кінь · d6 білий король · d4 чорний король · b3 білий пішак · d3 чорна тура · f3 білий пішак · c2 білий пішак | c8 білий кінь · d6 білий король · d4 чорний король · b3 білий пішак · d3 чорна тура · f3 білий пішак · c2 білий пішак | 2 |
| 1 | c8 білий кінь · d6 білий король · d4 чорний король · b3 білий пішак · d3 чорна тура · f3 білий пішак · c2 білий пішак | c8 білий кінь · d6 білий король · d4 чорний король · b3 білий пішак · d3 чорна тура · f3 білий пішак · c2 білий пішак | c8 білий кінь · d6 білий король · d4 чорний король · b3 білий пішак · d3 чорна тура · f3 білий пішак · c2 білий пішак | c8 білий кінь · d6 білий король · d4 чорний король · b3 білий пішак · d3 чорна тура · f3 білий пішак · c2 білий пішак | c8 білий кінь · d6 білий король · d4 чорний король · b3 білий пішак · d3 чорна тура · f3 білий пішак · c2 білий пішак | c8 білий кінь · d6 білий король · d4 чорний король · b3 білий пішак · d3 чорна тура · f3 білий пішак · c2 білий пішак | c8 білий кінь · d6 білий король · d4 чорний король · b3 білий пішак · d3 чорна тура · f3 білий пішак · c2 білий пішак | c8 білий кінь · d6 білий король · d4 чорний король · b3 білий пішак · d3 чорна тура · f3 білий пішак · c2 білий пішак | 1 |
|   | a | b | c | d | e | f | g | h |   |

FEN: 2N5/8/3K4/8/3k4/1P1r1P2/2P5/8
2 Sol

I  1. Rc3 Sa7 (Se7?) 2. Rc3—e3 Sb5# (IM)

II 1. Re3 Se7 (Sa7?) 2. Re3—c3 Sf5# (IM)
В першому рішенні чорна тура ходить на поля «с3» і «е3», а в другому рішенні та сама тура ходить на ті самі поля, але у зворотному напрямку — «е3» і «с3». Тема проходить на тлі чергування полів, на які ходить чорна тура.
|   | a | b | c | d | e | f | g | h |   |
| 8 | c7 білий кінь · e5 чорний ферзь · d4 чорний король · h3 біла тура · b2 білий кінь · e2 чорна тура · h1 білий король | c7 білий кінь · e5 чорний ферзь · d4 чорний король · h3 біла тура · b2 білий кінь · e2 чорна тура · h1 білий король | c7 білий кінь · e5 чорний ферзь · d4 чорний король · h3 біла тура · b2 білий кінь · e2 чорна тура · h1 білий король | c7 білий кінь · e5 чорний ферзь · d4 чорний король · h3 біла тура · b2 білий кінь · e2 чорна тура · h1 білий король | c7 білий кінь · e5 чорний ферзь · d4 чорний король · h3 біла тура · b2 білий кінь · e2 чорна тура · h1 білий король | c7 білий кінь · e5 чорний ферзь · d4 чорний король · h3 біла тура · b2 білий кінь · e2 чорна тура · h1 білий король | c7 білий кінь · e5 чорний ферзь · d4 чорний король · h3 біла тура · b2 білий кінь · e2 чорна тура · h1 білий король | c7 білий кінь · e5 чорний ферзь · d4 чорний король · h3 біла тура · b2 білий кінь · e2 чорна тура · h1 білий король | 8 |
| 7 | c7 білий кінь · e5 чорний ферзь · d4 чорний король · h3 біла тура · b2 білий кінь · e2 чорна тура · h1 білий король | c7 білий кінь · e5 чорний ферзь · d4 чорний король · h3 біла тура · b2 білий кінь · e2 чорна тура · h1 білий король | c7 білий кінь · e5 чорний ферзь · d4 чорний король · h3 біла тура · b2 білий кінь · e2 чорна тура · h1 білий король | c7 білий кінь · e5 чорний ферзь · d4 чорний король · h3 біла тура · b2 білий кінь · e2 чорна тура · h1 білий король | c7 білий кінь · e5 чорний ферзь · d4 чорний король · h3 біла тура · b2 білий кінь · e2 чорна тура · h1 білий король | c7 білий кінь · e5 чорний ферзь · d4 чорний король · h3 біла тура · b2 білий кінь · e2 чорна тура · h1 білий король | c7 білий кінь · e5 чорний ферзь · d4 чорний король · h3 біла тура · b2 білий кінь · e2 чорна тура · h1 білий король | c7 білий кінь · e5 чорний ферзь · d4 чорний король · h3 біла тура · b2 білий кінь · e2 чорна тура · h1 білий король | 7 |
| 6 | c7 білий кінь · e5 чорний ферзь · d4 чорний король · h3 біла тура · b2 білий кінь · e2 чорна тура · h1 білий король | c7 білий кінь · e5 чорний ферзь · d4 чорний король · h3 біла тура · b2 білий кінь · e2 чорна тура · h1 білий король | c7 білий кінь · e5 чорний ферзь · d4 чорний король · h3 біла тура · b2 білий кінь · e2 чорна тура · h1 білий король | c7 білий кінь · e5 чорний ферзь · d4 чорний король · h3 біла тура · b2 білий кінь · e2 чорна тура · h1 білий король | c7 білий кінь · e5 чорний ферзь · d4 чорний король · h3 біла тура · b2 білий кінь · e2 чорна тура · h1 білий король | c7 білий кінь · e5 чорний ферзь · d4 чорний король · h3 біла тура · b2 білий кінь · e2 чорна тура · h1 білий король | c7 білий кінь · e5 чорний ферзь · d4 чорний король · h3 біла тура · b2 білий кінь · e2 чорна тура · h1 білий король | c7 білий кінь · e5 чорний ферзь · d4 чорний король · h3 біла тура · b2 білий кінь · e2 чорна тура · h1 білий король | 6 |
| 5 | c7 білий кінь · e5 чорний ферзь · d4 чорний король · h3 біла тура · b2 білий кінь · e2 чорна тура · h1 білий король | c7 білий кінь · e5 чорний ферзь · d4 чорний король · h3 біла тура · b2 білий кінь · e2 чорна тура · h1 білий король | c7 білий кінь · e5 чорний ферзь · d4 чорний король · h3 біла тура · b2 білий кінь · e2 чорна тура · h1 білий король | c7 білий кінь · e5 чорний ферзь · d4 чорний король · h3 біла тура · b2 білий кінь · e2 чорна тура · h1 білий король | c7 білий кінь · e5 чорний ферзь · d4 чорний король · h3 біла тура · b2 білий кінь · e2 чорна тура · h1 білий король | c7 білий кінь · e5 чорний ферзь · d4 чорний король · h3 біла тура · b2 білий кінь · e2 чорна тура · h1 білий король | c7 білий кінь · e5 чорний ферзь · d4 чорний король · h3 біла тура · b2 білий кінь · e2 чорна тура · h1 білий король | c7 білий кінь · e5 чорний ферзь · d4 чорний король · h3 біла тура · b2 білий кінь · e2 чорна тура · h1 білий король | 5 |
| 4 | c7 білий кінь · e5 чорний ферзь · d4 чорний король · h3 біла тура · b2 білий кінь · e2 чорна тура · h1 білий король | c7 білий кінь · e5 чорний ферзь · d4 чорний король · h3 біла тура · b2 білий кінь · e2 чорна тура · h1 білий король | c7 білий кінь · e5 чорний ферзь · d4 чорний король · h3 біла тура · b2 білий кінь · e2 чорна тура · h1 білий король | c7 білий кінь · e5 чорний ферзь · d4 чорний король · h3 біла тура · b2 білий кінь · e2 чорна тура · h1 білий король | c7 білий кінь · e5 чорний ферзь · d4 чорний король · h3 біла тура · b2 білий кінь · e2 чорна тура · h1 білий король | c7 білий кінь · e5 чорний ферзь · d4 чорний король · h3 біла тура · b2 білий кінь · e2 чорна тура · h1 білий король | c7 білий кінь · e5 чорний ферзь · d4 чорний король · h3 біла тура · b2 білий кінь · e2 чорна тура · h1 білий король | c7 білий кінь · e5 чорний ферзь · d4 чорний король · h3 біла тура · b2 білий кінь · e2 чорна тура · h1 білий король | 4 |
| 3 | c7 білий кінь · e5 чорний ферзь · d4 чорний король · h3 біла тура · b2 білий кінь · e2 чорна тура · h1 білий король | c7 білий кінь · e5 чорний ферзь · d4 чорний король · h3 біла тура · b2 білий кінь · e2 чорна тура · h1 білий король | c7 білий кінь · e5 чорний ферзь · d4 чорний король · h3 біла тура · b2 білий кінь · e2 чорна тура · h1 білий король | c7 білий кінь · e5 чорний ферзь · d4 чорний король · h3 біла тура · b2 білий кінь · e2 чорна тура · h1 білий король | c7 білий кінь · e5 чорний ферзь · d4 чорний король · h3 біла тура · b2 білий кінь · e2 чорна тура · h1 білий король | c7 білий кінь · e5 чорний ферзь · d4 чорний король · h3 біла тура · b2 білий кінь · e2 чорна тура · h1 білий король | c7 білий кінь · e5 чорний ферзь · d4 чорний король · h3 біла тура · b2 білий кінь · e2 чорна тура · h1 білий король | c7 білий кінь · e5 чорний ферзь · d4 чорний король · h3 біла тура · b2 білий кінь · e2 чорна тура · h1 білий король | 3 |
| 2 | c7 білий кінь · e5 чорний ферзь · d4 чорний король · h3 біла тура · b2 білий кінь · e2 чорна тура · h1 білий король | c7 білий кінь · e5 чорний ферзь · d4 чорний король · h3 біла тура · b2 білий кінь · e2 чорна тура · h1 білий король | c7 білий кінь · e5 чорний ферзь · d4 чорний король · h3 біла тура · b2 білий кінь · e2 чорна тура · h1 білий король | c7 білий кінь · e5 чорний ферзь · d4 чорний король · h3 біла тура · b2 білий кінь · e2 чорна тура · h1 білий король | c7 білий кінь · e5 чорний ферзь · d4 чорний король · h3 біла тура · b2 білий кінь · e2 чорна тура · h1 білий король | c7 білий кінь · e5 чорний ферзь · d4 чорний король · h3 біла тура · b2 білий кінь · e2 чорна тура · h1 білий король | c7 білий кінь · e5 чорний ферзь · d4 чорний король · h3 біла тура · b2 білий кінь · e2 чорна тура · h1 білий король | c7 білий кінь · e5 чорний ферзь · d4 чорний король · h3 біла тура · b2 білий кінь · e2 чорна тура · h1 білий король | 2 |
| 1 | c7 білий кінь · e5 чорний ферзь · d4 чорний король · h3 біла тура · b2 білий кінь · e2 чорна тура · h1 білий король | c7 білий кінь · e5 чорний ферзь · d4 чорний король · h3 біла тура · b2 білий кінь · e2 чорна тура · h1 білий король | c7 білий кінь · e5 чорний ферзь · d4 чорний король · h3 біла тура · b2 білий кінь · e2 чорна тура · h1 білий король | c7 білий кінь · e5 чорний ферзь · d4 чорний король · h3 біла тура · b2 білий кінь · e2 чорна тура · h1 білий король | c7 білий кінь · e5 чорний ферзь · d4 чорний король · h3 біла тура · b2 білий кінь · e2 чорна тура · h1 білий король | c7 білий кінь · e5 чорний ферзь · d4 чорний король · h3 біла тура · b2 білий кінь · e2 чорна тура · h1 білий король | c7 білий кінь · e5 чорний ферзь · d4 чорний король · h3 біла тура · b2 білий кінь · e2 чорна тура · h1 білий король | c7 білий кінь · e5 чорний ферзь · d4 чорний король · h3 біла тура · b2 білий кінь · e2 чорна тура · h1 білий король | 1 |
|   | a | b | c | d | e | f | g | h |   |

FEN: 8/2N5/8/4q3/3k4/7R/1N2r3/7K
2 Sol

I  1. Re3 Sa6 2. Re3—e4 Rd3# (MM)

II 1. Re4 Rc3 2. Re4—e3 Rc4# (MM)
Одна і та ж чорна тура здійснює ходи в першому рішенні на поля «e3» i «e4», а в другому рішенні в зворотному напрямку — на поля «e4» і «e3». Тема проходить на тлі чергування полів, на які ходить чорна тура.

В наступних двох задачах ця форма виражена у багатоходівках на прямий мат.
|   | a                                                                                                   | b                                                                                                   | c                                                                                                   | d                                                                                                   | e                                                                                                   | f                                                                                                   | g                                                                                                   | h                                                                                                   |   |
| 8 | e3 чорний король · f3 білий кінь · c2 білий слон · e2 білий кінь · g2 білий пішак · f1 білий король | e3 чорний король · f3 білий кінь · c2 білий слон · e2 білий кінь · g2 білий пішак · f1 білий король | e3 чорний король · f3 білий кінь · c2 білий слон · e2 білий кінь · g2 білий пішак · f1 білий король | e3 чорний король · f3 білий кінь · c2 білий слон · e2 білий кінь · g2 білий пішак · f1 білий король | e3 чорний король · f3 білий кінь · c2 білий слон · e2 білий кінь · g2 білий пішак · f1 білий король | e3 чорний король · f3 білий кінь · c2 білий слон · e2 білий кінь · g2 білий пішак · f1 білий король | e3 чорний король · f3 білий кінь · c2 білий слон · e2 білий кінь · g2 білий пішак · f1 білий король | e3 чорний король · f3 білий кінь · c2 білий слон · e2 білий кінь · g2 білий пішак · f1 білий король | 8 |
| 7 | e3 чорний король · f3 білий кінь · c2 білий слон · e2 білий кінь · g2 білий пішак · f1 білий король | e3 чорний король · f3 білий кінь · c2 білий слон · e2 білий кінь · g2 білий пішак · f1 білий король | e3 чорний король · f3 білий кінь · c2 білий слон · e2 білий кінь · g2 білий пішак · f1 білий король | e3 чорний король · f3 білий кінь · c2 білий слон · e2 білий кінь · g2 білий пішак · f1 білий король | e3 чорний король · f3 білий кінь · c2 білий слон · e2 білий кінь · g2 білий пішак · f1 білий король | e3 чорний король · f3 білий кінь · c2 білий слон · e2 білий кінь · g2 білий пішак · f1 білий король | e3 чорний король · f3 білий кінь · c2 білий слон · e2 білий кінь · g2 білий пішак · f1 білий король | e3 чорний король · f3 білий кінь · c2 білий слон · e2 білий кінь · g2 білий пішак · f1 білий король | 7 |
| 6 | e3 чорний король · f3 білий кінь · c2 білий слон · e2 білий кінь · g2 білий пішак · f1 білий король | e3 чорний король · f3 білий кінь · c2 білий слон · e2 білий кінь · g2 білий пішак · f1 білий король | e3 чорний король · f3 білий кінь · c2 білий слон · e2 білий кінь · g2 білий пішак · f1 білий король | e3 чорний король · f3 білий кінь · c2 білий слон · e2 білий кінь · g2 білий пішак · f1 білий король | e3 чорний король · f3 білий кінь · c2 білий слон · e2 білий кінь · g2 білий пішак · f1 білий король | e3 чорний король · f3 білий кінь · c2 білий слон · e2 білий кінь · g2 білий пішак · f1 білий король | e3 чорний король · f3 білий кінь · c2 білий слон · e2 білий кінь · g2 білий пішак · f1 білий король | e3 чорний король · f3 білий кінь · c2 білий слон · e2 білий кінь · g2 білий пішак · f1 білий король | 6 |
| 5 | e3 чорний король · f3 білий кінь · c2 білий слон · e2 білий кінь · g2 білий пішак · f1 білий король | e3 чорний король · f3 білий кінь · c2 білий слон · e2 білий кінь · g2 білий пішак · f1 білий король | e3 чорний король · f3 білий кінь · c2 білий слон · e2 білий кінь · g2 білий пішак · f1 білий король | e3 чорний король · f3 білий кінь · c2 білий слон · e2 білий кінь · g2 білий пішак · f1 білий король | e3 чорний король · f3 білий кінь · c2 білий слон · e2 білий кінь · g2 білий пішак · f1 білий король | e3 чорний король · f3 білий кінь · c2 білий слон · e2 білий кінь · g2 білий пішак · f1 білий король | e3 чорний король · f3 білий кінь · c2 білий слон · e2 білий кінь · g2 білий пішак · f1 білий король | e3 чорний король · f3 білий кінь · c2 білий слон · e2 білий кінь · g2 білий пішак · f1 білий король | 5 |
| 4 | e3 чорний король · f3 білий кінь · c2 білий слон · e2 білий кінь · g2 білий пішак · f1 білий король | e3 чорний король · f3 білий кінь · c2 білий слон · e2 білий кінь · g2 білий пішак · f1 білий король | e3 чорний король · f3 білий кінь · c2 білий слон · e2 білий кінь · g2 білий пішак · f1 білий король | e3 чорний король · f3 білий кінь · c2 білий слон · e2 білий кінь · g2 білий пішак · f1 білий король | e3 чорний король · f3 білий кінь · c2 білий слон · e2 білий кінь · g2 білий пішак · f1 білий король | e3 чорний король · f3 білий кінь · c2 білий слон · e2 білий кінь · g2 білий пішак · f1 білий король | e3 чорний король · f3 білий кінь · c2 білий слон · e2 білий кінь · g2 білий пішак · f1 білий король | e3 чорний король · f3 білий кінь · c2 білий слон · e2 білий кінь · g2 білий пішак · f1 білий король | 4 |
| 3 | e3 чорний король · f3 білий кінь · c2 білий слон · e2 білий кінь · g2 білий пішак · f1 білий король | e3 чорний король · f3 білий кінь · c2 білий слон · e2 білий кінь · g2 білий пішак · f1 білий король | e3 чорний король · f3 білий кінь · c2 білий слон · e2 білий кінь · g2 білий пішак · f1 білий король | e3 чорний король · f3 білий кінь · c2 білий слон · e2 білий кінь · g2 білий пішак · f1 білий король | e3 чорний король · f3 білий кінь · c2 білий слон · e2 білий кінь · g2 білий пішак · f1 білий король | e3 чорний король · f3 білий кінь · c2 білий слон · e2 білий кінь · g2 білий пішак · f1 білий король | e3 чорний король · f3 білий кінь · c2 білий слон · e2 білий кінь · g2 білий пішак · f1 білий король | e3 чорний король · f3 білий кінь · c2 білий слон · e2 білий кінь · g2 білий пішак · f1 білий король | 3 |
| 2 | e3 чорний король · f3 білий кінь · c2 білий слон · e2 білий кінь · g2 білий пішак · f1 білий король | e3 чорний король · f3 білий кінь · c2 білий слон · e2 білий кінь · g2 білий пішак · f1 білий король | e3 чорний король · f3 білий кінь · c2 білий слон · e2 білий кінь · g2 білий пішак · f1 білий король | e3 чорний король · f3 білий кінь · c2 білий слон · e2 білий кінь · g2 білий пішак · f1 білий король | e3 чорний король · f3 білий кінь · c2 білий слон · e2 білий кінь · g2 білий пішак · f1 білий король | e3 чорний король · f3 білий кінь · c2 білий слон · e2 білий кінь · g2 білий пішак · f1 білий король | e3 чорний король · f3 білий кінь · c2 білий слон · e2 білий кінь · g2 білий пішак · f1 білий король | e3 чорний король · f3 білий кінь · c2 білий слон · e2 білий кінь · g2 білий пішак · f1 білий король | 2 |
| 1 | e3 чорний король · f3 білий кінь · c2 білий слон · e2 білий кінь · g2 білий пішак · f1 білий король | e3 чорний король · f3 білий кінь · c2 білий слон · e2 білий кінь · g2 білий пішак · f1 білий король | e3 чорний король · f3 білий кінь · c2 білий слон · e2 білий кінь · g2 білий пішак · f1 білий король | e3 чорний король · f3 білий кінь · c2 білий слон · e2 білий кінь · g2 білий пішак · f1 білий король | e3 чорний король · f3 білий кінь · c2 білий слон · e2 білий кінь · g2 білий пішак · f1 білий король | e3 чорний король · f3 білий кінь · c2 білий слон · e2 білий кінь · g2 білий пішак · f1 білий король | e3 чорний король · f3 білий кінь · c2 білий слон · e2 білий кінь · g2 білий пішак · f1 білий король | e3 чорний король · f3 білий кінь · c2 білий слон · e2 білий кінь · g2 білий пішак · f1 білий король | 1 |
|   | a                                                                                                   | b                                                                                                   | c                                                                                                   | d                                                                                                   | e                                                                                                   | f                                                                                                   | g                                                                                                   | h                                                                                                   |   |

FEN: 8/8/8/8/8/4kN2/2B1N1P1/5K2
1. Se5!
1. ... Ke3—d2  2. Bb1 Kd2—d1 3. Sd3 Kd1—d2
4. Sb2 Kd2—e3  5. Sc4#
Білі спочатку на кожному ході віддають вільне поле для ходу чорному королю, а самі тим часом перегруповують свої фігури. Чорний король на 3 - 4 ходах іде тими ж полями, якими ішов на 1 - 2 ходах, але в зворотному напрямку.
|   | a | b | c | d | e | f | g | h |   |
| 8 | c6 білий король · e6 чорний пішак · e5 білий кінь · d4 чорний король · g4 білий кінь · c2 білий пішак · d2 білий слон | c6 білий король · e6 чорний пішак · e5 білий кінь · d4 чорний король · g4 білий кінь · c2 білий пішак · d2 білий слон | c6 білий король · e6 чорний пішак · e5 білий кінь · d4 чорний король · g4 білий кінь · c2 білий пішак · d2 білий слон | c6 білий король · e6 чорний пішак · e5 білий кінь · d4 чорний король · g4 білий кінь · c2 білий пішак · d2 білий слон | c6 білий король · e6 чорний пішак · e5 білий кінь · d4 чорний король · g4 білий кінь · c2 білий пішак · d2 білий слон | c6 білий король · e6 чорний пішак · e5 білий кінь · d4 чорний король · g4 білий кінь · c2 білий пішак · d2 білий слон | c6 білий король · e6 чорний пішак · e5 білий кінь · d4 чорний король · g4 білий кінь · c2 білий пішак · d2 білий слон | c6 білий король · e6 чорний пішак · e5 білий кінь · d4 чорний король · g4 білий кінь · c2 білий пішак · d2 білий слон | 8 |
| 7 | c6 білий король · e6 чорний пішак · e5 білий кінь · d4 чорний король · g4 білий кінь · c2 білий пішак · d2 білий слон | c6 білий король · e6 чорний пішак · e5 білий кінь · d4 чорний король · g4 білий кінь · c2 білий пішак · d2 білий слон | c6 білий король · e6 чорний пішак · e5 білий кінь · d4 чорний король · g4 білий кінь · c2 білий пішак · d2 білий слон | c6 білий король · e6 чорний пішак · e5 білий кінь · d4 чорний король · g4 білий кінь · c2 білий пішак · d2 білий слон | c6 білий король · e6 чорний пішак · e5 білий кінь · d4 чорний король · g4 білий кінь · c2 білий пішак · d2 білий слон | c6 білий король · e6 чорний пішак · e5 білий кінь · d4 чорний король · g4 білий кінь · c2 білий пішак · d2 білий слон | c6 білий король · e6 чорний пішак · e5 білий кінь · d4 чорний король · g4 білий кінь · c2 білий пішак · d2 білий слон | c6 білий король · e6 чорний пішак · e5 білий кінь · d4 чорний король · g4 білий кінь · c2 білий пішак · d2 білий слон | 7 |
| 6 | c6 білий король · e6 чорний пішак · e5 білий кінь · d4 чорний король · g4 білий кінь · c2 білий пішак · d2 білий слон | c6 білий король · e6 чорний пішак · e5 білий кінь · d4 чорний король · g4 білий кінь · c2 білий пішак · d2 білий слон | c6 білий король · e6 чорний пішак · e5 білий кінь · d4 чорний король · g4 білий кінь · c2 білий пішак · d2 білий слон | c6 білий король · e6 чорний пішак · e5 білий кінь · d4 чорний король · g4 білий кінь · c2 білий пішак · d2 білий слон | c6 білий король · e6 чорний пішак · e5 білий кінь · d4 чорний король · g4 білий кінь · c2 білий пішак · d2 білий слон | c6 білий король · e6 чорний пішак · e5 білий кінь · d4 чорний король · g4 білий кінь · c2 білий пішак · d2 білий слон | c6 білий король · e6 чорний пішак · e5 білий кінь · d4 чорний король · g4 білий кінь · c2 білий пішак · d2 білий слон | c6 білий король · e6 чорний пішак · e5 білий кінь · d4 чорний король · g4 білий кінь · c2 білий пішак · d2 білий слон | 6 |
| 5 | c6 білий король · e6 чорний пішак · e5 білий кінь · d4 чорний король · g4 білий кінь · c2 білий пішак · d2 білий слон | c6 білий король · e6 чорний пішак · e5 білий кінь · d4 чорний король · g4 білий кінь · c2 білий пішак · d2 білий слон | c6 білий король · e6 чорний пішак · e5 білий кінь · d4 чорний король · g4 білий кінь · c2 білий пішак · d2 білий слон | c6 білий король · e6 чорний пішак · e5 білий кінь · d4 чорний король · g4 білий кінь · c2 білий пішак · d2 білий слон | c6 білий король · e6 чорний пішак · e5 білий кінь · d4 чорний король · g4 білий кінь · c2 білий пішак · d2 білий слон | c6 білий король · e6 чорний пішак · e5 білий кінь · d4 чорний король · g4 білий кінь · c2 білий пішак · d2 білий слон | c6 білий король · e6 чорний пішак · e5 білий кінь · d4 чорний король · g4 білий кінь · c2 білий пішак · d2 білий слон | c6 білий король · e6 чорний пішак · e5 білий кінь · d4 чорний король · g4 білий кінь · c2 білий пішак · d2 білий слон | 5 |
| 4 | c6 білий король · e6 чорний пішак · e5 білий кінь · d4 чорний король · g4 білий кінь · c2 білий пішак · d2 білий слон | c6 білий король · e6 чорний пішак · e5 білий кінь · d4 чорний король · g4 білий кінь · c2 білий пішак · d2 білий слон | c6 білий король · e6 чорний пішак · e5 білий кінь · d4 чорний король · g4 білий кінь · c2 білий пішак · d2 білий слон | c6 білий король · e6 чорний пішак · e5 білий кінь · d4 чорний король · g4 білий кінь · c2 білий пішак · d2 білий слон | c6 білий король · e6 чорний пішак · e5 білий кінь · d4 чорний король · g4 білий кінь · c2 білий пішак · d2 білий слон | c6 білий король · e6 чорний пішак · e5 білий кінь · d4 чорний король · g4 білий кінь · c2 білий пішак · d2 білий слон | c6 білий король · e6 чорний пішак · e5 білий кінь · d4 чорний король · g4 білий кінь · c2 білий пішак · d2 білий слон | c6 білий король · e6 чорний пішак · e5 білий кінь · d4 чорний король · g4 білий кінь · c2 білий пішак · d2 білий слон | 4 |
| 3 | c6 білий король · e6 чорний пішак · e5 білий кінь · d4 чорний король · g4 білий кінь · c2 білий пішак · d2 білий слон | c6 білий король · e6 чорний пішак · e5 білий кінь · d4 чорний король · g4 білий кінь · c2 білий пішак · d2 білий слон | c6 білий король · e6 чорний пішак · e5 білий кінь · d4 чорний король · g4 білий кінь · c2 білий пішак · d2 білий слон | c6 білий король · e6 чорний пішак · e5 білий кінь · d4 чорний король · g4 білий кінь · c2 білий пішак · d2 білий слон | c6 білий король · e6 чорний пішак · e5 білий кінь · d4 чорний король · g4 білий кінь · c2 білий пішак · d2 білий слон | c6 білий король · e6 чорний пішак · e5 білий кінь · d4 чорний король · g4 білий кінь · c2 білий пішак · d2 білий слон | c6 білий король · e6 чорний пішак · e5 білий кінь · d4 чорний король · g4 білий кінь · c2 білий пішак · d2 білий слон | c6 білий король · e6 чорний пішак · e5 білий кінь · d4 чорний король · g4 білий кінь · c2 білий пішак · d2 білий слон | 3 |
| 2 | c6 білий король · e6 чорний пішак · e5 білий кінь · d4 чорний король · g4 білий кінь · c2 білий пішак · d2 білий слон | c6 білий король · e6 чорний пішак · e5 білий кінь · d4 чорний король · g4 білий кінь · c2 білий пішак · d2 білий слон | c6 білий король · e6 чорний пішак · e5 білий кінь · d4 чорний король · g4 білий кінь · c2 білий пішак · d2 білий слон | c6 білий король · e6 чорний пішак · e5 білий кінь · d4 чорний король · g4 білий кінь · c2 білий пішак · d2 білий слон | c6 білий король · e6 чорний пішак · e5 білий кінь · d4 чорний король · g4 білий кінь · c2 білий пішак · d2 білий слон | c6 білий король · e6 чорний пішак · e5 білий кінь · d4 чорний король · g4 білий кінь · c2 білий пішак · d2 білий слон | c6 білий король · e6 чорний пішак · e5 білий кінь · d4 чорний король · g4 білий кінь · c2 білий пішак · d2 білий слон | c6 білий король · e6 чорний пішак · e5 білий кінь · d4 чорний король · g4 білий кінь · c2 білий пішак · d2 білий слон | 2 |
| 1 | c6 білий король · e6 чорний пішак · e5 білий кінь · d4 чорний король · g4 білий кінь · c2 білий пішак · d2 білий слон | c6 білий король · e6 чорний пішак · e5 білий кінь · d4 чорний король · g4 білий кінь · c2 білий пішак · d2 білий слон | c6 білий король · e6 чорний пішак · e5 білий кінь · d4 чорний король · g4 білий кінь · c2 білий пішак · d2 білий слон | c6 білий король · e6 чорний пішак · e5 білий кінь · d4 чорний король · g4 білий кінь · c2 білий пішак · d2 білий слон | c6 білий король · e6 чорний пішак · e5 білий кінь · d4 чорний король · g4 білий кінь · c2 білий пішак · d2 білий слон | c6 білий король · e6 чорний пішак · e5 білий кінь · d4 чорний король · g4 білий кінь · c2 білий пішак · d2 білий слон | c6 білий король · e6 чорний пішак · e5 білий кінь · d4 чорний король · g4 білий кінь · c2 білий пішак · d2 білий слон | c6 білий король · e6 чорний пішак · e5 білий кінь · d4 чорний король · g4 білий кінь · c2 білий пішак · d2 білий слон | 1 |
|   | a | b | c | d | e | f | g | h |   |

FEN: 8/8/2K1p3/4N3/3k2N1/8/2PB4/8
1. Sf7?
1. ... Kc4  2. Sf6 Kd4  3. Kc6 e5  4. Sd8 e4  5. Sc6#
1. ... Ke4!
1. Kd6!
1. ...  Kd4—e4 2. Sf6+ Ke4—f5 3. Sh5 Kf5—e4
 4. Sg3+ Ke4—d4 5. c3#
Чорний король на 3 - 4 ходах іде тими ж полями, якими ішов на 1 - 2 ходах, але в зворотному напрямку.

#### Зворотна чорна кількафігурна форма
Зворотна  чорна форма теми Залокоцького — друга чорна фігура у другому рішенні здійснює зворотний маршрут по тих самих полях, по яких в першому рішенні ходила перша чорна фігура, тобто в першому рішенні ходить одна чорна фігура, а  в другому рішенні друга чорна фігура проходить той самий маршрут, але  у зворотному напрямку.
|   | a | b | c | d | e | f | g | h |   |
| 8 | b8 білий кінь · d8 чорний кінь · d7 чорний кінь · e6 чорний король · f6 чорний пішак · h5 білий король · e4 білий пішак · a3 білий слон | b8 білий кінь · d8 чорний кінь · d7 чорний кінь · e6 чорний король · f6 чорний пішак · h5 білий король · e4 білий пішак · a3 білий слон | b8 білий кінь · d8 чорний кінь · d7 чорний кінь · e6 чорний король · f6 чорний пішак · h5 білий король · e4 білий пішак · a3 білий слон | b8 білий кінь · d8 чорний кінь · d7 чорний кінь · e6 чорний король · f6 чорний пішак · h5 білий король · e4 білий пішак · a3 білий слон | b8 білий кінь · d8 чорний кінь · d7 чорний кінь · e6 чорний король · f6 чорний пішак · h5 білий король · e4 білий пішак · a3 білий слон | b8 білий кінь · d8 чорний кінь · d7 чорний кінь · e6 чорний король · f6 чорний пішак · h5 білий король · e4 білий пішак · a3 білий слон | b8 білий кінь · d8 чорний кінь · d7 чорний кінь · e6 чорний король · f6 чорний пішак · h5 білий король · e4 білий пішак · a3 білий слон | b8 білий кінь · d8 чорний кінь · d7 чорний кінь · e6 чорний король · f6 чорний пішак · h5 білий король · e4 білий пішак · a3 білий слон | 8 |
| 7 | b8 білий кінь · d8 чорний кінь · d7 чорний кінь · e6 чорний король · f6 чорний пішак · h5 білий король · e4 білий пішак · a3 білий слон | b8 білий кінь · d8 чорний кінь · d7 чорний кінь · e6 чорний король · f6 чорний пішак · h5 білий король · e4 білий пішак · a3 білий слон | b8 білий кінь · d8 чорний кінь · d7 чорний кінь · e6 чорний король · f6 чорний пішак · h5 білий король · e4 білий пішак · a3 білий слон | b8 білий кінь · d8 чорний кінь · d7 чорний кінь · e6 чорний король · f6 чорний пішак · h5 білий король · e4 білий пішак · a3 білий слон | b8 білий кінь · d8 чорний кінь · d7 чорний кінь · e6 чорний король · f6 чорний пішак · h5 білий король · e4 білий пішак · a3 білий слон | b8 білий кінь · d8 чорний кінь · d7 чорний кінь · e6 чорний король · f6 чорний пішак · h5 білий король · e4 білий пішак · a3 білий слон | b8 білий кінь · d8 чорний кінь · d7 чорний кінь · e6 чорний король · f6 чорний пішак · h5 білий король · e4 білий пішак · a3 білий слон | b8 білий кінь · d8 чорний кінь · d7 чорний кінь · e6 чорний король · f6 чорний пішак · h5 білий король · e4 білий пішак · a3 білий слон | 7 |
| 6 | b8 білий кінь · d8 чорний кінь · d7 чорний кінь · e6 чорний король · f6 чорний пішак · h5 білий король · e4 білий пішак · a3 білий слон | b8 білий кінь · d8 чорний кінь · d7 чорний кінь · e6 чорний король · f6 чорний пішак · h5 білий король · e4 білий пішак · a3 білий слон | b8 білий кінь · d8 чорний кінь · d7 чорний кінь · e6 чорний король · f6 чорний пішак · h5 білий король · e4 білий пішак · a3 білий слон | b8 білий кінь · d8 чорний кінь · d7 чорний кінь · e6 чорний король · f6 чорний пішак · h5 білий король · e4 білий пішак · a3 білий слон | b8 білий кінь · d8 чорний кінь · d7 чорний кінь · e6 чорний король · f6 чорний пішак · h5 білий король · e4 білий пішак · a3 білий слон | b8 білий кінь · d8 чорний кінь · d7 чорний кінь · e6 чорний король · f6 чорний пішак · h5 білий король · e4 білий пішак · a3 білий слон | b8 білий кінь · d8 чорний кінь · d7 чорний кінь · e6 чорний король · f6 чорний пішак · h5 білий король · e4 білий пішак · a3 білий слон | b8 білий кінь · d8 чорний кінь · d7 чорний кінь · e6 чорний король · f6 чорний пішак · h5 білий король · e4 білий пішак · a3 білий слон | 6 |
| 5 | b8 білий кінь · d8 чорний кінь · d7 чорний кінь · e6 чорний король · f6 чорний пішак · h5 білий король · e4 білий пішак · a3 білий слон | b8 білий кінь · d8 чорний кінь · d7 чорний кінь · e6 чорний король · f6 чорний пішак · h5 білий король · e4 білий пішак · a3 білий слон | b8 білий кінь · d8 чорний кінь · d7 чорний кінь · e6 чорний король · f6 чорний пішак · h5 білий король · e4 білий пішак · a3 білий слон | b8 білий кінь · d8 чорний кінь · d7 чорний кінь · e6 чорний король · f6 чорний пішак · h5 білий король · e4 білий пішак · a3 білий слон | b8 білий кінь · d8 чорний кінь · d7 чорний кінь · e6 чорний король · f6 чорний пішак · h5 білий король · e4 білий пішак · a3 білий слон | b8 білий кінь · d8 чорний кінь · d7 чорний кінь · e6 чорний король · f6 чорний пішак · h5 білий король · e4 білий пішак · a3 білий слон | b8 білий кінь · d8 чорний кінь · d7 чорний кінь · e6 чорний король · f6 чорний пішак · h5 білий король · e4 білий пішак · a3 білий слон | b8 білий кінь · d8 чорний кінь · d7 чорний кінь · e6 чорний король · f6 чорний пішак · h5 білий король · e4 білий пішак · a3 білий слон | 5 |
| 4 | b8 білий кінь · d8 чорний кінь · d7 чорний кінь · e6 чорний король · f6 чорний пішак · h5 білий король · e4 білий пішак · a3 білий слон | b8 білий кінь · d8 чорний кінь · d7 чорний кінь · e6 чорний король · f6 чорний пішак · h5 білий король · e4 білий пішак · a3 білий слон | b8 білий кінь · d8 чорний кінь · d7 чорний кінь · e6 чорний король · f6 чорний пішак · h5 білий король · e4 білий пішак · a3 білий слон | b8 білий кінь · d8 чорний кінь · d7 чорний кінь · e6 чорний король · f6 чорний пішак · h5 білий король · e4 білий пішак · a3 білий слон | b8 білий кінь · d8 чорний кінь · d7 чорний кінь · e6 чорний король · f6 чорний пішак · h5 білий король · e4 білий пішак · a3 білий слон | b8 білий кінь · d8 чорний кінь · d7 чорний кінь · e6 чорний король · f6 чорний пішак · h5 білий король · e4 білий пішак · a3 білий слон | b8 білий кінь · d8 чорний кінь · d7 чорний кінь · e6 чорний король · f6 чорний пішак · h5 білий король · e4 білий пішак · a3 білий слон | b8 білий кінь · d8 чорний кінь · d7 чорний кінь · e6 чорний король · f6 чорний пішак · h5 білий король · e4 білий пішак · a3 білий слон | 4 |
| 3 | b8 білий кінь · d8 чорний кінь · d7 чорний кінь · e6 чорний король · f6 чорний пішак · h5 білий король · e4 білий пішак · a3 білий слон | b8 білий кінь · d8 чорний кінь · d7 чорний кінь · e6 чорний король · f6 чорний пішак · h5 білий король · e4 білий пішак · a3 білий слон | b8 білий кінь · d8 чорний кінь · d7 чорний кінь · e6 чорний король · f6 чорний пішак · h5 білий король · e4 білий пішак · a3 білий слон | b8 білий кінь · d8 чорний кінь · d7 чорний кінь · e6 чорний король · f6 чорний пішак · h5 білий король · e4 білий пішак · a3 білий слон | b8 білий кінь · d8 чорний кінь · d7 чорний кінь · e6 чорний король · f6 чорний пішак · h5 білий король · e4 білий пішак · a3 білий слон | b8 білий кінь · d8 чорний кінь · d7 чорний кінь · e6 чорний король · f6 чорний пішак · h5 білий король · e4 білий пішак · a3 білий слон | b8 білий кінь · d8 чорний кінь · d7 чорний кінь · e6 чорний король · f6 чорний пішак · h5 білий король · e4 білий пішак · a3 білий слон | b8 білий кінь · d8 чорний кінь · d7 чорний кінь · e6 чорний король · f6 чорний пішак · h5 білий король · e4 білий пішак · a3 білий слон | 3 |
| 2 | b8 білий кінь · d8 чорний кінь · d7 чорний кінь · e6 чорний король · f6 чорний пішак · h5 білий король · e4 білий пішак · a3 білий слон | b8 білий кінь · d8 чорний кінь · d7 чорний кінь · e6 чорний король · f6 чорний пішак · h5 білий король · e4 білий пішак · a3 білий слон | b8 білий кінь · d8 чорний кінь · d7 чорний кінь · e6 чорний король · f6 чорний пішак · h5 білий король · e4 білий пішак · a3 білий слон | b8 білий кінь · d8 чорний кінь · d7 чорний кінь · e6 чорний король · f6 чорний пішак · h5 білий король · e4 білий пішак · a3 білий слон | b8 білий кінь · d8 чорний кінь · d7 чорний кінь · e6 чорний король · f6 чорний пішак · h5 білий король · e4 білий пішак · a3 білий слон | b8 білий кінь · d8 чорний кінь · d7 чорний кінь · e6 чорний король · f6 чорний пішак · h5 білий король · e4 білий пішак · a3 білий слон | b8 білий кінь · d8 чорний кінь · d7 чорний кінь · e6 чорний король · f6 чорний пішак · h5 білий король · e4 білий пішак · a3 білий слон | b8 білий кінь · d8 чорний кінь · d7 чорний кінь · e6 чорний король · f6 чорний пішак · h5 білий король · e4 білий пішак · a3 білий слон | 2 |
| 1 | b8 білий кінь · d8 чорний кінь · d7 чорний кінь · e6 чорний король · f6 чорний пішак · h5 білий король · e4 білий пішак · a3 білий слон | b8 білий кінь · d8 чорний кінь · d7 чорний кінь · e6 чорний король · f6 чорний пішак · h5 білий король · e4 білий пішак · a3 білий слон | b8 білий кінь · d8 чорний кінь · d7 чорний кінь · e6 чорний король · f6 чорний пішак · h5 білий король · e4 білий пішак · a3 білий слон | b8 білий кінь · d8 чорний кінь · d7 чорний кінь · e6 чорний король · f6 чорний пішак · h5 білий король · e4 білий пішак · a3 білий слон | b8 білий кінь · d8 чорний кінь · d7 чорний кінь · e6 чорний король · f6 чорний пішак · h5 білий король · e4 білий пішак · a3 білий слон | b8 білий кінь · d8 чорний кінь · d7 чорний кінь · e6 чорний король · f6 чорний пішак · h5 білий король · e4 білий пішак · a3 білий слон | b8 білий кінь · d8 чорний кінь · d7 чорний кінь · e6 чорний король · f6 чорний пішак · h5 білий король · e4 білий пішак · a3 білий слон | b8 білий кінь · d8 чорний кінь · d7 чорний кінь · e6 чорний король · f6 чорний пішак · h5 білий король · e4 білий пішак · a3 білий слон | 1 |
|   | a | b | c | d | e | f | g | h |   |

FEN: 1N1n4/3n4/4kp2/7K/4P3/B7/8/8
2 Sol

I  1.Se5 Sd7 2.Sdf7 Sf8# (MM)

II 1.Sf7 Sc6 2.Sfe5 Sd8# (MM)
В першому рішенні кінь «d7» ходить на поля «е5» і «f7», а в другому рішенні другий чорний кінь «d8» ходить на ті ж самі поля, але у зворотному напрямку. Тема проходить на тлі чергування полів, на які ходять чорні коні.

### Зворотна біла форма
Зворотна біла форма — в процесі рішення біла фігура або фігури рухаються в прямому і зворотному напрямку по одному і тому ж маршруту. Існують однофігурне вираження теми і кількафігурне.

#### Зворотна біла однофігурна форма
Зворотна біла однофігурна форма теми Залокоцького — одна і та ж біла фігура у другому рішенні здійснює зворотний маршрут по тих самих полях, які були в першому рішенні, кажучи лаконічніше — одна і та ж біла фігура пішла та повернувся назад тією же самою дорогою.
|   | a | b | c | d | e | f | g | h |   |
| 8 | h6 чорний пішак · e4 білий кінь · h4 чорний слон · d3 чорний пішак · h3 чорний король · a2 чорний слон · h2 чорний пішак · f1 білий король · h1 білий слон | h6 чорний пішак · e4 білий кінь · h4 чорний слон · d3 чорний пішак · h3 чорний король · a2 чорний слон · h2 чорний пішак · f1 білий король · h1 білий слон | h6 чорний пішак · e4 білий кінь · h4 чорний слон · d3 чорний пішак · h3 чорний король · a2 чорний слон · h2 чорний пішак · f1 білий король · h1 білий слон | h6 чорний пішак · e4 білий кінь · h4 чорний слон · d3 чорний пішак · h3 чорний король · a2 чорний слон · h2 чорний пішак · f1 білий король · h1 білий слон | h6 чорний пішак · e4 білий кінь · h4 чорний слон · d3 чорний пішак · h3 чорний король · a2 чорний слон · h2 чорний пішак · f1 білий король · h1 білий слон | h6 чорний пішак · e4 білий кінь · h4 чорний слон · d3 чорний пішак · h3 чорний король · a2 чорний слон · h2 чорний пішак · f1 білий король · h1 білий слон | h6 чорний пішак · e4 білий кінь · h4 чорний слон · d3 чорний пішак · h3 чорний король · a2 чорний слон · h2 чорний пішак · f1 білий король · h1 білий слон | h6 чорний пішак · e4 білий кінь · h4 чорний слон · d3 чорний пішак · h3 чорний король · a2 чорний слон · h2 чорний пішак · f1 білий король · h1 білий слон | 8 |
| 7 | h6 чорний пішак · e4 білий кінь · h4 чорний слон · d3 чорний пішак · h3 чорний король · a2 чорний слон · h2 чорний пішак · f1 білий король · h1 білий слон | h6 чорний пішак · e4 білий кінь · h4 чорний слон · d3 чорний пішак · h3 чорний король · a2 чорний слон · h2 чорний пішак · f1 білий король · h1 білий слон | h6 чорний пішак · e4 білий кінь · h4 чорний слон · d3 чорний пішак · h3 чорний король · a2 чорний слон · h2 чорний пішак · f1 білий король · h1 білий слон | h6 чорний пішак · e4 білий кінь · h4 чорний слон · d3 чорний пішак · h3 чорний король · a2 чорний слон · h2 чорний пішак · f1 білий король · h1 білий слон | h6 чорний пішак · e4 білий кінь · h4 чорний слон · d3 чорний пішак · h3 чорний король · a2 чорний слон · h2 чорний пішак · f1 білий король · h1 білий слон | h6 чорний пішак · e4 білий кінь · h4 чорний слон · d3 чорний пішак · h3 чорний король · a2 чорний слон · h2 чорний пішак · f1 білий король · h1 білий слон | h6 чорний пішак · e4 білий кінь · h4 чорний слон · d3 чорний пішак · h3 чорний король · a2 чорний слон · h2 чорний пішак · f1 білий король · h1 білий слон | h6 чорний пішак · e4 білий кінь · h4 чорний слон · d3 чорний пішак · h3 чорний король · a2 чорний слон · h2 чорний пішак · f1 білий король · h1 білий слон | 7 |
| 6 | h6 чорний пішак · e4 білий кінь · h4 чорний слон · d3 чорний пішак · h3 чорний король · a2 чорний слон · h2 чорний пішак · f1 білий король · h1 білий слон | h6 чорний пішак · e4 білий кінь · h4 чорний слон · d3 чорний пішак · h3 чорний король · a2 чорний слон · h2 чорний пішак · f1 білий король · h1 білий слон | h6 чорний пішак · e4 білий кінь · h4 чорний слон · d3 чорний пішак · h3 чорний король · a2 чорний слон · h2 чорний пішак · f1 білий король · h1 білий слон | h6 чорний пішак · e4 білий кінь · h4 чорний слон · d3 чорний пішак · h3 чорний король · a2 чорний слон · h2 чорний пішак · f1 білий король · h1 білий слон | h6 чорний пішак · e4 білий кінь · h4 чорний слон · d3 чорний пішак · h3 чорний король · a2 чорний слон · h2 чорний пішак · f1 білий король · h1 білий слон | h6 чорний пішак · e4 білий кінь · h4 чорний слон · d3 чорний пішак · h3 чорний король · a2 чорний слон · h2 чорний пішак · f1 білий король · h1 білий слон | h6 чорний пішак · e4 білий кінь · h4 чорний слон · d3 чорний пішак · h3 чорний король · a2 чорний слон · h2 чорний пішак · f1 білий король · h1 білий слон | h6 чорний пішак · e4 білий кінь · h4 чорний слон · d3 чорний пішак · h3 чорний король · a2 чорний слон · h2 чорний пішак · f1 білий король · h1 білий слон | 6 |
| 5 | h6 чорний пішак · e4 білий кінь · h4 чорний слон · d3 чорний пішак · h3 чорний король · a2 чорний слон · h2 чорний пішак · f1 білий король · h1 білий слон | h6 чорний пішак · e4 білий кінь · h4 чорний слон · d3 чорний пішак · h3 чорний король · a2 чорний слон · h2 чорний пішак · f1 білий король · h1 білий слон | h6 чорний пішак · e4 білий кінь · h4 чорний слон · d3 чорний пішак · h3 чорний король · a2 чорний слон · h2 чорний пішак · f1 білий король · h1 білий слон | h6 чорний пішак · e4 білий кінь · h4 чорний слон · d3 чорний пішак · h3 чорний король · a2 чорний слон · h2 чорний пішак · f1 білий король · h1 білий слон | h6 чорний пішак · e4 білий кінь · h4 чорний слон · d3 чорний пішак · h3 чорний король · a2 чорний слон · h2 чорний пішак · f1 білий король · h1 білий слон | h6 чорний пішак · e4 білий кінь · h4 чорний слон · d3 чорний пішак · h3 чорний король · a2 чорний слон · h2 чорний пішак · f1 білий король · h1 білий слон | h6 чорний пішак · e4 білий кінь · h4 чорний слон · d3 чорний пішак · h3 чорний король · a2 чорний слон · h2 чорний пішак · f1 білий король · h1 білий слон | h6 чорний пішак · e4 білий кінь · h4 чорний слон · d3 чорний пішак · h3 чорний король · a2 чорний слон · h2 чорний пішак · f1 білий король · h1 білий слон | 5 |
| 4 | h6 чорний пішак · e4 білий кінь · h4 чорний слон · d3 чорний пішак · h3 чорний король · a2 чорний слон · h2 чорний пішак · f1 білий король · h1 білий слон | h6 чорний пішак · e4 білий кінь · h4 чорний слон · d3 чорний пішак · h3 чорний король · a2 чорний слон · h2 чорний пішак · f1 білий король · h1 білий слон | h6 чорний пішак · e4 білий кінь · h4 чорний слон · d3 чорний пішак · h3 чорний король · a2 чорний слон · h2 чорний пішак · f1 білий король · h1 білий слон | h6 чорний пішак · e4 білий кінь · h4 чорний слон · d3 чорний пішак · h3 чорний король · a2 чорний слон · h2 чорний пішак · f1 білий король · h1 білий слон | h6 чорний пішак · e4 білий кінь · h4 чорний слон · d3 чорний пішак · h3 чорний король · a2 чорний слон · h2 чорний пішак · f1 білий король · h1 білий слон | h6 чорний пішак · e4 білий кінь · h4 чорний слон · d3 чорний пішак · h3 чорний король · a2 чорний слон · h2 чорний пішак · f1 білий король · h1 білий слон | h6 чорний пішак · e4 білий кінь · h4 чорний слон · d3 чорний пішак · h3 чорний король · a2 чорний слон · h2 чорний пішак · f1 білий король · h1 білий слон | h6 чорний пішак · e4 білий кінь · h4 чорний слон · d3 чорний пішак · h3 чорний король · a2 чорний слон · h2 чорний пішак · f1 білий король · h1 білий слон | 4 |
| 3 | h6 чорний пішак · e4 білий кінь · h4 чорний слон · d3 чорний пішак · h3 чорний король · a2 чорний слон · h2 чорний пішак · f1 білий король · h1 білий слон | h6 чорний пішак · e4 білий кінь · h4 чорний слон · d3 чорний пішак · h3 чорний король · a2 чорний слон · h2 чорний пішак · f1 білий король · h1 білий слон | h6 чорний пішак · e4 білий кінь · h4 чорний слон · d3 чорний пішак · h3 чорний король · a2 чорний слон · h2 чорний пішак · f1 білий король · h1 білий слон | h6 чорний пішак · e4 білий кінь · h4 чорний слон · d3 чорний пішак · h3 чорний король · a2 чорний слон · h2 чорний пішак · f1 білий король · h1 білий слон | h6 чорний пішак · e4 білий кінь · h4 чорний слон · d3 чорний пішак · h3 чорний король · a2 чорний слон · h2 чорний пішак · f1 білий король · h1 білий слон | h6 чорний пішак · e4 білий кінь · h4 чорний слон · d3 чорний пішак · h3 чорний король · a2 чорний слон · h2 чорний пішак · f1 білий король · h1 білий слон | h6 чорний пішак · e4 білий кінь · h4 чорний слон · d3 чорний пішак · h3 чорний король · a2 чорний слон · h2 чорний пішак · f1 білий король · h1 білий слон | h6 чорний пішак · e4 білий кінь · h4 чорний слон · d3 чорний пішак · h3 чорний король · a2 чорний слон · h2 чорний пішак · f1 білий король · h1 білий слон | 3 |
| 2 | h6 чорний пішак · e4 білий кінь · h4 чорний слон · d3 чорний пішак · h3 чорний король · a2 чорний слон · h2 чорний пішак · f1 білий король · h1 білий слон | h6 чорний пішак · e4 білий кінь · h4 чорний слон · d3 чорний пішак · h3 чорний король · a2 чорний слон · h2 чорний пішак · f1 білий король · h1 білий слон | h6 чорний пішак · e4 білий кінь · h4 чорний слон · d3 чорний пішак · h3 чорний король · a2 чорний слон · h2 чорний пішак · f1 білий король · h1 білий слон | h6 чорний пішак · e4 білий кінь · h4 чорний слон · d3 чорний пішак · h3 чорний король · a2 чорний слон · h2 чорний пішак · f1 білий король · h1 білий слон | h6 чорний пішак · e4 білий кінь · h4 чорний слон · d3 чорний пішак · h3 чорний король · a2 чорний слон · h2 чорний пішак · f1 білий король · h1 білий слон | h6 чорний пішак · e4 білий кінь · h4 чорний слон · d3 чорний пішак · h3 чорний король · a2 чорний слон · h2 чорний пішак · f1 білий король · h1 білий слон | h6 чорний пішак · e4 білий кінь · h4 чорний слон · d3 чорний пішак · h3 чорний король · a2 чорний слон · h2 чорний пішак · f1 білий король · h1 білий слон | h6 чорний пішак · e4 білий кінь · h4 чорний слон · d3 чорний пішак · h3 чорний король · a2 чорний слон · h2 чорний пішак · f1 білий король · h1 білий слон | 2 |
| 1 | h6 чорний пішак · e4 білий кінь · h4 чорний слон · d3 чорний пішак · h3 чорний король · a2 чорний слон · h2 чорний пішак · f1 білий король · h1 білий слон | h6 чорний пішак · e4 білий кінь · h4 чорний слон · d3 чорний пішак · h3 чорний король · a2 чорний слон · h2 чорний пішак · f1 білий король · h1 білий слон | h6 чорний пішак · e4 білий кінь · h4 чорний слон · d3 чорний пішак · h3 чорний король · a2 чорний слон · h2 чорний пішак · f1 білий король · h1 білий слон | h6 чорний пішак · e4 білий кінь · h4 чорний слон · d3 чорний пішак · h3 чорний король · a2 чорний слон · h2 чорний пішак · f1 білий король · h1 білий слон | h6 чорний пішак · e4 білий кінь · h4 чорний слон · d3 чорний пішак · h3 чорний король · a2 чорний слон · h2 чорний пішак · f1 білий король · h1 білий слон | h6 чорний пішак · e4 білий кінь · h4 чорний слон · d3 чорний пішак · h3 чорний король · a2 чорний слон · h2 чорний пішак · f1 білий король · h1 білий слон | h6 чорний пішак · e4 білий кінь · h4 чорний слон · d3 чорний пішак · h3 чорний король · a2 чорний слон · h2 чорний пішак · f1 білий король · h1 білий слон | h6 чорний пішак · e4 білий кінь · h4 чорний слон · d3 чорний пішак · h3 чорний король · a2 чорний слон · h2 чорний пішак · f1 білий король · h1 білий слон | 1 |
|   | a | b | c | d | e | f | g | h |   |

FEN: 8/8/7p/8/4N2b/3p3k/b6p/5K1B
b) h3 → h5

a) 1.Be6 Bf3 2.Bg4 Bg2# (MM)

b) 1.Bf7 Bg2 2.Bg6 Bf3# (MM)
Тема проходить на тлі чергування полів на які ходить білий слон.

Нижче показано різновид зворотної білої однофігурної форми, яка може бути виражена в одній фазі (в кожному рішенні) в багатоходовій задачі, оскільки тематична фігура проходить маршрут в прямому і зворотному напрямку в кожній фазі.
|   | a | b | c | d | e | f | g | h |   |
| 8 | c8 чорний слон · d7 чорний король · e7 білий пішак · g7 чорний пішак · h7 чорний пішак · c6 чорний пішак · d6 чорний ферзь · e6 чорний кінь · f6 чорний слон · h6 чорна тура · c5 чорна тура · d5 чорний пішак · g5 чорний пішак · h4 чорний кінь · f3 чорний пішак · f2 чорний пішак · h1 білий король | c8 чорний слон · d7 чорний король · e7 білий пішак · g7 чорний пішак · h7 чорний пішак · c6 чорний пішак · d6 чорний ферзь · e6 чорний кінь · f6 чорний слон · h6 чорна тура · c5 чорна тура · d5 чорний пішак · g5 чорний пішак · h4 чорний кінь · f3 чорний пішак · f2 чорний пішак · h1 білий король | c8 чорний слон · d7 чорний король · e7 білий пішак · g7 чорний пішак · h7 чорний пішак · c6 чорний пішак · d6 чорний ферзь · e6 чорний кінь · f6 чорний слон · h6 чорна тура · c5 чорна тура · d5 чорний пішак · g5 чорний пішак · h4 чорний кінь · f3 чорний пішак · f2 чорний пішак · h1 білий король | c8 чорний слон · d7 чорний король · e7 білий пішак · g7 чорний пішак · h7 чорний пішак · c6 чорний пішак · d6 чорний ферзь · e6 чорний кінь · f6 чорний слон · h6 чорна тура · c5 чорна тура · d5 чорний пішак · g5 чорний пішак · h4 чорний кінь · f3 чорний пішак · f2 чорний пішак · h1 білий король | c8 чорний слон · d7 чорний король · e7 білий пішак · g7 чорний пішак · h7 чорний пішак · c6 чорний пішак · d6 чорний ферзь · e6 чорний кінь · f6 чорний слон · h6 чорна тура · c5 чорна тура · d5 чорний пішак · g5 чорний пішак · h4 чорний кінь · f3 чорний пішак · f2 чорний пішак · h1 білий король | c8 чорний слон · d7 чорний король · e7 білий пішак · g7 чорний пішак · h7 чорний пішак · c6 чорний пішак · d6 чорний ферзь · e6 чорний кінь · f6 чорний слон · h6 чорна тура · c5 чорна тура · d5 чорний пішак · g5 чорний пішак · h4 чорний кінь · f3 чорний пішак · f2 чорний пішак · h1 білий король | c8 чорний слон · d7 чорний король · e7 білий пішак · g7 чорний пішак · h7 чорний пішак · c6 чорний пішак · d6 чорний ферзь · e6 чорний кінь · f6 чорний слон · h6 чорна тура · c5 чорна тура · d5 чорний пішак · g5 чорний пішак · h4 чорний кінь · f3 чорний пішак · f2 чорний пішак · h1 білий король | c8 чорний слон · d7 чорний король · e7 білий пішак · g7 чорний пішак · h7 чорний пішак · c6 чорний пішак · d6 чорний ферзь · e6 чорний кінь · f6 чорний слон · h6 чорна тура · c5 чорна тура · d5 чорний пішак · g5 чорний пішак · h4 чорний кінь · f3 чорний пішак · f2 чорний пішак · h1 білий король | 8 |
| 7 | c8 чорний слон · d7 чорний король · e7 білий пішак · g7 чорний пішак · h7 чорний пішак · c6 чорний пішак · d6 чорний ферзь · e6 чорний кінь · f6 чорний слон · h6 чорна тура · c5 чорна тура · d5 чорний пішак · g5 чорний пішак · h4 чорний кінь · f3 чорний пішак · f2 чорний пішак · h1 білий король | c8 чорний слон · d7 чорний король · e7 білий пішак · g7 чорний пішак · h7 чорний пішак · c6 чорний пішак · d6 чорний ферзь · e6 чорний кінь · f6 чорний слон · h6 чорна тура · c5 чорна тура · d5 чорний пішак · g5 чорний пішак · h4 чорний кінь · f3 чорний пішак · f2 чорний пішак · h1 білий король | c8 чорний слон · d7 чорний король · e7 білий пішак · g7 чорний пішак · h7 чорний пішак · c6 чорний пішак · d6 чорний ферзь · e6 чорний кінь · f6 чорний слон · h6 чорна тура · c5 чорна тура · d5 чорний пішак · g5 чорний пішак · h4 чорний кінь · f3 чорний пішак · f2 чорний пішак · h1 білий король | c8 чорний слон · d7 чорний король · e7 білий пішак · g7 чорний пішак · h7 чорний пішак · c6 чорний пішак · d6 чорний ферзь · e6 чорний кінь · f6 чорний слон · h6 чорна тура · c5 чорна тура · d5 чорний пішак · g5 чорний пішак · h4 чорний кінь · f3 чорний пішак · f2 чорний пішак · h1 білий король | c8 чорний слон · d7 чорний король · e7 білий пішак · g7 чорний пішак · h7 чорний пішак · c6 чорний пішак · d6 чорний ферзь · e6 чорний кінь · f6 чорний слон · h6 чорна тура · c5 чорна тура · d5 чорний пішак · g5 чорний пішак · h4 чорний кінь · f3 чорний пішак · f2 чорний пішак · h1 білий король | c8 чорний слон · d7 чорний король · e7 білий пішак · g7 чорний пішак · h7 чорний пішак · c6 чорний пішак · d6 чорний ферзь · e6 чорний кінь · f6 чорний слон · h6 чорна тура · c5 чорна тура · d5 чорний пішак · g5 чорний пішак · h4 чорний кінь · f3 чорний пішак · f2 чорний пішак · h1 білий король | c8 чорний слон · d7 чорний король · e7 білий пішак · g7 чорний пішак · h7 чорний пішак · c6 чорний пішак · d6 чорний ферзь · e6 чорний кінь · f6 чорний слон · h6 чорна тура · c5 чорна тура · d5 чорний пішак · g5 чорний пішак · h4 чорний кінь · f3 чорний пішак · f2 чорний пішак · h1 білий король | c8 чорний слон · d7 чорний король · e7 білий пішак · g7 чорний пішак · h7 чорний пішак · c6 чорний пішак · d6 чорний ферзь · e6 чорний кінь · f6 чорний слон · h6 чорна тура · c5 чорна тура · d5 чорний пішак · g5 чорний пішак · h4 чорний кінь · f3 чорний пішак · f2 чорний пішак · h1 білий король | 7 |
| 6 | c8 чорний слон · d7 чорний король · e7 білий пішак · g7 чорний пішак · h7 чорний пішак · c6 чорний пішак · d6 чорний ферзь · e6 чорний кінь · f6 чорний слон · h6 чорна тура · c5 чорна тура · d5 чорний пішак · g5 чорний пішак · h4 чорний кінь · f3 чорний пішак · f2 чорний пішак · h1 білий король | c8 чорний слон · d7 чорний король · e7 білий пішак · g7 чорний пішак · h7 чорний пішак · c6 чорний пішак · d6 чорний ферзь · e6 чорний кінь · f6 чорний слон · h6 чорна тура · c5 чорна тура · d5 чорний пішак · g5 чорний пішак · h4 чорний кінь · f3 чорний пішак · f2 чорний пішак · h1 білий король | c8 чорний слон · d7 чорний король · e7 білий пішак · g7 чорний пішак · h7 чорний пішак · c6 чорний пішак · d6 чорний ферзь · e6 чорний кінь · f6 чорний слон · h6 чорна тура · c5 чорна тура · d5 чорний пішак · g5 чорний пішак · h4 чорний кінь · f3 чорний пішак · f2 чорний пішак · h1 білий король | c8 чорний слон · d7 чорний король · e7 білий пішак · g7 чорний пішак · h7 чорний пішак · c6 чорний пішак · d6 чорний ферзь · e6 чорний кінь · f6 чорний слон · h6 чорна тура · c5 чорна тура · d5 чорний пішак · g5 чорний пішак · h4 чорний кінь · f3 чорний пішак · f2 чорний пішак · h1 білий король | c8 чорний слон · d7 чорний король · e7 білий пішак · g7 чорний пішак · h7 чорний пішак · c6 чорний пішак · d6 чорний ферзь · e6 чорний кінь · f6 чорний слон · h6 чорна тура · c5 чорна тура · d5 чорний пішак · g5 чорний пішак · h4 чорний кінь · f3 чорний пішак · f2 чорний пішак · h1 білий король | c8 чорний слон · d7 чорний король · e7 білий пішак · g7 чорний пішак · h7 чорний пішак · c6 чорний пішак · d6 чорний ферзь · e6 чорний кінь · f6 чорний слон · h6 чорна тура · c5 чорна тура · d5 чорний пішак · g5 чорний пішак · h4 чорний кінь · f3 чорний пішак · f2 чорний пішак · h1 білий король | c8 чорний слон · d7 чорний король · e7 білий пішак · g7 чорний пішак · h7 чорний пішак · c6 чорний пішак · d6 чорний ферзь · e6 чорний кінь · f6 чорний слон · h6 чорна тура · c5 чорна тура · d5 чорний пішак · g5 чорний пішак · h4 чорний кінь · f3 чорний пішак · f2 чорний пішак · h1 білий король | c8 чорний слон · d7 чорний король · e7 білий пішак · g7 чорний пішак · h7 чорний пішак · c6 чорний пішак · d6 чорний ферзь · e6 чорний кінь · f6 чорний слон · h6 чорна тура · c5 чорна тура · d5 чорний пішак · g5 чорний пішак · h4 чорний кінь · f3 чорний пішак · f2 чорний пішак · h1 білий король | 6 |
| 5 | c8 чорний слон · d7 чорний король · e7 білий пішак · g7 чорний пішак · h7 чорний пішак · c6 чорний пішак · d6 чорний ферзь · e6 чорний кінь · f6 чорний слон · h6 чорна тура · c5 чорна тура · d5 чорний пішак · g5 чорний пішак · h4 чорний кінь · f3 чорний пішак · f2 чорний пішак · h1 білий король | c8 чорний слон · d7 чорний король · e7 білий пішак · g7 чорний пішак · h7 чорний пішак · c6 чорний пішак · d6 чорний ферзь · e6 чорний кінь · f6 чорний слон · h6 чорна тура · c5 чорна тура · d5 чорний пішак · g5 чорний пішак · h4 чорний кінь · f3 чорний пішак · f2 чорний пішак · h1 білий король | c8 чорний слон · d7 чорний король · e7 білий пішак · g7 чорний пішак · h7 чорний пішак · c6 чорний пішак · d6 чорний ферзь · e6 чорний кінь · f6 чорний слон · h6 чорна тура · c5 чорна тура · d5 чорний пішак · g5 чорний пішак · h4 чорний кінь · f3 чорний пішак · f2 чорний пішак · h1 білий король | c8 чорний слон · d7 чорний король · e7 білий пішак · g7 чорний пішак · h7 чорний пішак · c6 чорний пішак · d6 чорний ферзь · e6 чорний кінь · f6 чорний слон · h6 чорна тура · c5 чорна тура · d5 чорний пішак · g5 чорний пішак · h4 чорний кінь · f3 чорний пішак · f2 чорний пішак · h1 білий король | c8 чорний слон · d7 чорний король · e7 білий пішак · g7 чорний пішак · h7 чорний пішак · c6 чорний пішак · d6 чорний ферзь · e6 чорний кінь · f6 чорний слон · h6 чорна тура · c5 чорна тура · d5 чорний пішак · g5 чорний пішак · h4 чорний кінь · f3 чорний пішак · f2 чорний пішак · h1 білий король | c8 чорний слон · d7 чорний король · e7 білий пішак · g7 чорний пішак · h7 чорний пішак · c6 чорний пішак · d6 чорний ферзь · e6 чорний кінь · f6 чорний слон · h6 чорна тура · c5 чорна тура · d5 чорний пішак · g5 чорний пішак · h4 чорний кінь · f3 чорний пішак · f2 чорний пішак · h1 білий король | c8 чорний слон · d7 чорний король · e7 білий пішак · g7 чорний пішак · h7 чорний пішак · c6 чорний пішак · d6 чорний ферзь · e6 чорний кінь · f6 чорний слон · h6 чорна тура · c5 чорна тура · d5 чорний пішак · g5 чорний пішак · h4 чорний кінь · f3 чорний пішак · f2 чорний пішак · h1 білий король | c8 чорний слон · d7 чорний король · e7 білий пішак · g7 чорний пішак · h7 чорний пішак · c6 чорний пішак · d6 чорний ферзь · e6 чорний кінь · f6 чорний слон · h6 чорна тура · c5 чорна тура · d5 чорний пішак · g5 чорний пішак · h4 чорний кінь · f3 чорний пішак · f2 чорний пішак · h1 білий король | 5 |
| 4 | c8 чорний слон · d7 чорний король · e7 білий пішак · g7 чорний пішак · h7 чорний пішак · c6 чорний пішак · d6 чорний ферзь · e6 чорний кінь · f6 чорний слон · h6 чорна тура · c5 чорна тура · d5 чорний пішак · g5 чорний пішак · h4 чорний кінь · f3 чорний пішак · f2 чорний пішак · h1 білий король | c8 чорний слон · d7 чорний король · e7 білий пішак · g7 чорний пішак · h7 чорний пішак · c6 чорний пішак · d6 чорний ферзь · e6 чорний кінь · f6 чорний слон · h6 чорна тура · c5 чорна тура · d5 чорний пішак · g5 чорний пішак · h4 чорний кінь · f3 чорний пішак · f2 чорний пішак · h1 білий король | c8 чорний слон · d7 чорний король · e7 білий пішак · g7 чорний пішак · h7 чорний пішак · c6 чорний пішак · d6 чорний ферзь · e6 чорний кінь · f6 чорний слон · h6 чорна тура · c5 чорна тура · d5 чорний пішак · g5 чорний пішак · h4 чорний кінь · f3 чорний пішак · f2 чорний пішак · h1 білий король | c8 чорний слон · d7 чорний король · e7 білий пішак · g7 чорний пішак · h7 чорний пішак · c6 чорний пішак · d6 чорний ферзь · e6 чорний кінь · f6 чорний слон · h6 чорна тура · c5 чорна тура · d5 чорний пішак · g5 чорний пішак · h4 чорний кінь · f3 чорний пішак · f2 чорний пішак · h1 білий король | c8 чорний слон · d7 чорний король · e7 білий пішак · g7 чорний пішак · h7 чорний пішак · c6 чорний пішак · d6 чорний ферзь · e6 чорний кінь · f6 чорний слон · h6 чорна тура · c5 чорна тура · d5 чорний пішак · g5 чорний пішак · h4 чорний кінь · f3 чорний пішак · f2 чорний пішак · h1 білий король | c8 чорний слон · d7 чорний король · e7 білий пішак · g7 чорний пішак · h7 чорний пішак · c6 чорний пішак · d6 чорний ферзь · e6 чорний кінь · f6 чорний слон · h6 чорна тура · c5 чорна тура · d5 чорний пішак · g5 чорний пішак · h4 чорний кінь · f3 чорний пішак · f2 чорний пішак · h1 білий король | c8 чорний слон · d7 чорний король · e7 білий пішак · g7 чорний пішак · h7 чорний пішак · c6 чорний пішак · d6 чорний ферзь · e6 чорний кінь · f6 чорний слон · h6 чорна тура · c5 чорна тура · d5 чорний пішак · g5 чорний пішак · h4 чорний кінь · f3 чорний пішак · f2 чорний пішак · h1 білий король | c8 чорний слон · d7 чорний король · e7 білий пішак · g7 чорний пішак · h7 чорний пішак · c6 чорний пішак · d6 чорний ферзь · e6 чорний кінь · f6 чорний слон · h6 чорна тура · c5 чорна тура · d5 чорний пішак · g5 чорний пішак · h4 чорний кінь · f3 чорний пішак · f2 чорний пішак · h1 білий король | 4 |
| 3 | c8 чорний слон · d7 чорний король · e7 білий пішак · g7 чорний пішак · h7 чорний пішак · c6 чорний пішак · d6 чорний ферзь · e6 чорний кінь · f6 чорний слон · h6 чорна тура · c5 чорна тура · d5 чорний пішак · g5 чорний пішак · h4 чорний кінь · f3 чорний пішак · f2 чорний пішак · h1 білий король | c8 чорний слон · d7 чорний король · e7 білий пішак · g7 чорний пішак · h7 чорний пішак · c6 чорний пішак · d6 чорний ферзь · e6 чорний кінь · f6 чорний слон · h6 чорна тура · c5 чорна тура · d5 чорний пішак · g5 чорний пішак · h4 чорний кінь · f3 чорний пішак · f2 чорний пішак · h1 білий король | c8 чорний слон · d7 чорний король · e7 білий пішак · g7 чорний пішак · h7 чорний пішак · c6 чорний пішак · d6 чорний ферзь · e6 чорний кінь · f6 чорний слон · h6 чорна тура · c5 чорна тура · d5 чорний пішак · g5 чорний пішак · h4 чорний кінь · f3 чорний пішак · f2 чорний пішак · h1 білий король | c8 чорний слон · d7 чорний король · e7 білий пішак · g7 чорний пішак · h7 чорний пішак · c6 чорний пішак · d6 чорний ферзь · e6 чорний кінь · f6 чорний слон · h6 чорна тура · c5 чорна тура · d5 чорний пішак · g5 чорний пішак · h4 чорний кінь · f3 чорний пішак · f2 чорний пішак · h1 білий король | c8 чорний слон · d7 чорний король · e7 білий пішак · g7 чорний пішак · h7 чорний пішак · c6 чорний пішак · d6 чорний ферзь · e6 чорний кінь · f6 чорний слон · h6 чорна тура · c5 чорна тура · d5 чорний пішак · g5 чорний пішак · h4 чорний кінь · f3 чорний пішак · f2 чорний пішак · h1 білий король | c8 чорний слон · d7 чорний король · e7 білий пішак · g7 чорний пішак · h7 чорний пішак · c6 чорний пішак · d6 чорний ферзь · e6 чорний кінь · f6 чорний слон · h6 чорна тура · c5 чорна тура · d5 чорний пішак · g5 чорний пішак · h4 чорний кінь · f3 чорний пішак · f2 чорний пішак · h1 білий король | c8 чорний слон · d7 чорний король · e7 білий пішак · g7 чорний пішак · h7 чорний пішак · c6 чорний пішак · d6 чорний ферзь · e6 чорний кінь · f6 чорний слон · h6 чорна тура · c5 чорна тура · d5 чорний пішак · g5 чорний пішак · h4 чорний кінь · f3 чорний пішак · f2 чорний пішак · h1 білий король | c8 чорний слон · d7 чорний король · e7 білий пішак · g7 чорний пішак · h7 чорний пішак · c6 чорний пішак · d6 чорний ферзь · e6 чорний кінь · f6 чорний слон · h6 чорна тура · c5 чорна тура · d5 чорний пішак · g5 чорний пішак · h4 чорний кінь · f3 чорний пішак · f2 чорний пішак · h1 білий король | 3 |
| 2 | c8 чорний слон · d7 чорний король · e7 білий пішак · g7 чорний пішак · h7 чорний пішак · c6 чорний пішак · d6 чорний ферзь · e6 чорний кінь · f6 чорний слон · h6 чорна тура · c5 чорна тура · d5 чорний пішак · g5 чорний пішак · h4 чорний кінь · f3 чорний пішак · f2 чорний пішак · h1 білий король | c8 чорний слон · d7 чорний король · e7 білий пішак · g7 чорний пішак · h7 чорний пішак · c6 чорний пішак · d6 чорний ферзь · e6 чорний кінь · f6 чорний слон · h6 чорна тура · c5 чорна тура · d5 чорний пішак · g5 чорний пішак · h4 чорний кінь · f3 чорний пішак · f2 чорний пішак · h1 білий король | c8 чорний слон · d7 чорний король · e7 білий пішак · g7 чорний пішак · h7 чорний пішак · c6 чорний пішак · d6 чорний ферзь · e6 чорний кінь · f6 чорний слон · h6 чорна тура · c5 чорна тура · d5 чорний пішак · g5 чорний пішак · h4 чорний кінь · f3 чорний пішак · f2 чорний пішак · h1 білий король | c8 чорний слон · d7 чорний король · e7 білий пішак · g7 чорний пішак · h7 чорний пішак · c6 чорний пішак · d6 чорний ферзь · e6 чорний кінь · f6 чорний слон · h6 чорна тура · c5 чорна тура · d5 чорний пішак · g5 чорний пішак · h4 чорний кінь · f3 чорний пішак · f2 чорний пішак · h1 білий король | c8 чорний слон · d7 чорний король · e7 білий пішак · g7 чорний пішак · h7 чорний пішак · c6 чорний пішак · d6 чорний ферзь · e6 чорний кінь · f6 чорний слон · h6 чорна тура · c5 чорна тура · d5 чорний пішак · g5 чорний пішак · h4 чорний кінь · f3 чорний пішак · f2 чорний пішак · h1 білий король | c8 чорний слон · d7 чорний король · e7 білий пішак · g7 чорний пішак · h7 чорний пішак · c6 чорний пішак · d6 чорний ферзь · e6 чорний кінь · f6 чорний слон · h6 чорна тура · c5 чорна тура · d5 чорний пішак · g5 чорний пішак · h4 чорний кінь · f3 чорний пішак · f2 чорний пішак · h1 білий король | c8 чорний слон · d7 чорний король · e7 білий пішак · g7 чорний пішак · h7 чорний пішак · c6 чорний пішак · d6 чорний ферзь · e6 чорний кінь · f6 чорний слон · h6 чорна тура · c5 чорна тура · d5 чорний пішак · g5 чорний пішак · h4 чорний кінь · f3 чорний пішак · f2 чорний пішак · h1 білий король | c8 чорний слон · d7 чорний король · e7 білий пішак · g7 чорний пішак · h7 чорний пішак · c6 чорний пішак · d6 чорний ферзь · e6 чорний кінь · f6 чорний слон · h6 чорна тура · c5 чорна тура · d5 чорний пішак · g5 чорний пішак · h4 чорний кінь · f3 чорний пішак · f2 чорний пішак · h1 білий король | 2 |
| 1 | c8 чорний слон · d7 чорний король · e7 білий пішак · g7 чорний пішак · h7 чорний пішак · c6 чорний пішак · d6 чорний ферзь · e6 чорний кінь · f6 чорний слон · h6 чорна тура · c5 чорна тура · d5 чорний пішак · g5 чорний пішак · h4 чорний кінь · f3 чорний пішак · f2 чорний пішак · h1 білий король | c8 чорний слон · d7 чорний король · e7 білий пішак · g7 чорний пішак · h7 чорний пішак · c6 чорний пішак · d6 чорний ферзь · e6 чорний кінь · f6 чорний слон · h6 чорна тура · c5 чорна тура · d5 чорний пішак · g5 чорний пішак · h4 чорний кінь · f3 чорний пішак · f2 чорний пішак · h1 білий король | c8 чорний слон · d7 чорний король · e7 білий пішак · g7 чорний пішак · h7 чорний пішак · c6 чорний пішак · d6 чорний ферзь · e6 чорний кінь · f6 чорний слон · h6 чорна тура · c5 чорна тура · d5 чорний пішак · g5 чорний пішак · h4 чорний кінь · f3 чорний пішак · f2 чорний пішак · h1 білий король | c8 чорний слон · d7 чорний король · e7 білий пішак · g7 чорний пішак · h7 чорний пішак · c6 чорний пішак · d6 чорний ферзь · e6 чорний кінь · f6 чорний слон · h6 чорна тура · c5 чорна тура · d5 чорний пішак · g5 чорний пішак · h4 чорний кінь · f3 чорний пішак · f2 чорний пішак · h1 білий король | c8 чорний слон · d7 чорний король · e7 білий пішак · g7 чорний пішак · h7 чорний пішак · c6 чорний пішак · d6 чорний ферзь · e6 чорний кінь · f6 чорний слон · h6 чорна тура · c5 чорна тура · d5 чорний пішак · g5 чорний пішак · h4 чорний кінь · f3 чорний пішак · f2 чорний пішак · h1 білий король | c8 чорний слон · d7 чорний король · e7 білий пішак · g7 чорний пішак · h7 чорний пішак · c6 чорний пішак · d6 чорний ферзь · e6 чорний кінь · f6 чорний слон · h6 чорна тура · c5 чорна тура · d5 чорний пішак · g5 чорний пішак · h4 чорний кінь · f3 чорний пішак · f2 чорний пішак · h1 білий король | c8 чорний слон · d7 чорний король · e7 білий пішак · g7 чорний пішак · h7 чорний пішак · c6 чорний пішак · d6 чорний ферзь · e6 чорний кінь · f6 чорний слон · h6 чорна тура · c5 чорна тура · d5 чорний пішак · g5 чорний пішак · h4 чорний кінь · f3 чорний пішак · f2 чорний пішак · h1 білий король | c8 чорний слон · d7 чорний король · e7 білий пішак · g7 чорний пішак · h7 чорний пішак · c6 чорний пішак · d6 чорний ферзь · e6 чорний кінь · f6 чорний слон · h6 чорна тура · c5 чорна тура · d5 чорний пішак · g5 чорний пішак · h4 чорний кінь · f3 чорний пішак · f2 чорний пішак · h1 білий король | 1 |
|   | a | b | c | d | e | f | g | h |   |

FEN: 2b5/3kP1pp/2pqnb1r/2rp2p1/7n/5p2/5p2/7K
b) h6 → h7,   c) g5 → c7

a) 1. ... e8=B+ 2.Ke7 Bxc6 3.Kf7 Bxd5 4.Kg6 Bc6 5.Rf5 Be8# (MM)

b) 1. ... e8=S 2.Qe5 Sxg7 3.Kd6 Sh5 4.Rd7 Sg7 5.Be7 Se8# (MM)

c) 1. ... e8=R 2.Sf8 Re6 3.Bb7 Rxf6 4.Kc8 Re6 5.Sd7 Re8# (MM)
Триразове втілення зворотної білої однофігурної форми теми Залокоцького. У кожній з трьох фаз біла фігура ходить по одному з трьох маршрутів спочатку в одну сторону, а потім в зворотному — повертається тими ж полями, по яких перед цим ходила. Унікальна задача. В конкурсі опублікованих задач, присвяченому святому «Георгію Переможцю» за 2008 рік ця задача зайняла перше місце і була відзначена званням лауреата цього конкурсу, а автори отримали дипломи й медалі.

#### Зворотна біла кількафігурна форма
Зворотна біла форма теми — у другому рішенні друга біла фігура ходить тим самим маршрутом, що ходила в першому рішенні інша біла фігура, але у зворотному напрямку.
|   | a | b | c | d | e | f | g | h |   |
| 8 | a8 чорна тура · d8 чорний слон · b5 біла тура · f5 білий король · a4 чорний король · b4 чорний пішак · b3 чорний пішак · b2 біла тура · h1 чорна тура | a8 чорна тура · d8 чорний слон · b5 біла тура · f5 білий король · a4 чорний король · b4 чорний пішак · b3 чорний пішак · b2 біла тура · h1 чорна тура | a8 чорна тура · d8 чорний слон · b5 біла тура · f5 білий король · a4 чорний король · b4 чорний пішак · b3 чорний пішак · b2 біла тура · h1 чорна тура | a8 чорна тура · d8 чорний слон · b5 біла тура · f5 білий король · a4 чорний король · b4 чорний пішак · b3 чорний пішак · b2 біла тура · h1 чорна тура | a8 чорна тура · d8 чорний слон · b5 біла тура · f5 білий король · a4 чорний король · b4 чорний пішак · b3 чорний пішак · b2 біла тура · h1 чорна тура | a8 чорна тура · d8 чорний слон · b5 біла тура · f5 білий король · a4 чорний король · b4 чорний пішак · b3 чорний пішак · b2 біла тура · h1 чорна тура | a8 чорна тура · d8 чорний слон · b5 біла тура · f5 білий король · a4 чорний король · b4 чорний пішак · b3 чорний пішак · b2 біла тура · h1 чорна тура | a8 чорна тура · d8 чорний слон · b5 біла тура · f5 білий король · a4 чорний король · b4 чорний пішак · b3 чорний пішак · b2 біла тура · h1 чорна тура | 8 |
| 7 | a8 чорна тура · d8 чорний слон · b5 біла тура · f5 білий король · a4 чорний король · b4 чорний пішак · b3 чорний пішак · b2 біла тура · h1 чорна тура | a8 чорна тура · d8 чорний слон · b5 біла тура · f5 білий король · a4 чорний король · b4 чорний пішак · b3 чорний пішак · b2 біла тура · h1 чорна тура | a8 чорна тура · d8 чорний слон · b5 біла тура · f5 білий король · a4 чорний король · b4 чорний пішак · b3 чорний пішак · b2 біла тура · h1 чорна тура | a8 чорна тура · d8 чорний слон · b5 біла тура · f5 білий король · a4 чорний король · b4 чорний пішак · b3 чорний пішак · b2 біла тура · h1 чорна тура | a8 чорна тура · d8 чорний слон · b5 біла тура · f5 білий король · a4 чорний король · b4 чорний пішак · b3 чорний пішак · b2 біла тура · h1 чорна тура | a8 чорна тура · d8 чорний слон · b5 біла тура · f5 білий король · a4 чорний король · b4 чорний пішак · b3 чорний пішак · b2 біла тура · h1 чорна тура | a8 чорна тура · d8 чорний слон · b5 біла тура · f5 білий король · a4 чорний король · b4 чорний пішак · b3 чорний пішак · b2 біла тура · h1 чорна тура | a8 чорна тура · d8 чорний слон · b5 біла тура · f5 білий король · a4 чорний король · b4 чорний пішак · b3 чорний пішак · b2 біла тура · h1 чорна тура | 7 |
| 6 | a8 чорна тура · d8 чорний слон · b5 біла тура · f5 білий король · a4 чорний король · b4 чорний пішак · b3 чорний пішак · b2 біла тура · h1 чорна тура | a8 чорна тура · d8 чорний слон · b5 біла тура · f5 білий король · a4 чорний король · b4 чорний пішак · b3 чорний пішак · b2 біла тура · h1 чорна тура | a8 чорна тура · d8 чорний слон · b5 біла тура · f5 білий король · a4 чорний король · b4 чорний пішак · b3 чорний пішак · b2 біла тура · h1 чорна тура | a8 чорна тура · d8 чорний слон · b5 біла тура · f5 білий король · a4 чорний король · b4 чорний пішак · b3 чорний пішак · b2 біла тура · h1 чорна тура | a8 чорна тура · d8 чорний слон · b5 біла тура · f5 білий король · a4 чорний король · b4 чорний пішак · b3 чорний пішак · b2 біла тура · h1 чорна тура | a8 чорна тура · d8 чорний слон · b5 біла тура · f5 білий король · a4 чорний король · b4 чорний пішак · b3 чорний пішак · b2 біла тура · h1 чорна тура | a8 чорна тура · d8 чорний слон · b5 біла тура · f5 білий король · a4 чорний король · b4 чорний пішак · b3 чорний пішак · b2 біла тура · h1 чорна тура | a8 чорна тура · d8 чорний слон · b5 біла тура · f5 білий король · a4 чорний король · b4 чорний пішак · b3 чорний пішак · b2 біла тура · h1 чорна тура | 6 |
| 5 | a8 чорна тура · d8 чорний слон · b5 біла тура · f5 білий король · a4 чорний король · b4 чорний пішак · b3 чорний пішак · b2 біла тура · h1 чорна тура | a8 чорна тура · d8 чорний слон · b5 біла тура · f5 білий король · a4 чорний король · b4 чорний пішак · b3 чорний пішак · b2 біла тура · h1 чорна тура | a8 чорна тура · d8 чорний слон · b5 біла тура · f5 білий король · a4 чорний король · b4 чорний пішак · b3 чорний пішак · b2 біла тура · h1 чорна тура | a8 чорна тура · d8 чорний слон · b5 біла тура · f5 білий король · a4 чорний король · b4 чорний пішак · b3 чорний пішак · b2 біла тура · h1 чорна тура | a8 чорна тура · d8 чорний слон · b5 біла тура · f5 білий король · a4 чорний король · b4 чорний пішак · b3 чорний пішак · b2 біла тура · h1 чорна тура | a8 чорна тура · d8 чорний слон · b5 біла тура · f5 білий король · a4 чорний король · b4 чорний пішак · b3 чорний пішак · b2 біла тура · h1 чорна тура | a8 чорна тура · d8 чорний слон · b5 біла тура · f5 білий король · a4 чорний король · b4 чорний пішак · b3 чорний пішак · b2 біла тура · h1 чорна тура | a8 чорна тура · d8 чорний слон · b5 біла тура · f5 білий король · a4 чорний король · b4 чорний пішак · b3 чорний пішак · b2 біла тура · h1 чорна тура | 5 |
| 4 | a8 чорна тура · d8 чорний слон · b5 біла тура · f5 білий король · a4 чорний король · b4 чорний пішак · b3 чорний пішак · b2 біла тура · h1 чорна тура | a8 чорна тура · d8 чорний слон · b5 біла тура · f5 білий король · a4 чорний король · b4 чорний пішак · b3 чорний пішак · b2 біла тура · h1 чорна тура | a8 чорна тура · d8 чорний слон · b5 біла тура · f5 білий король · a4 чорний король · b4 чорний пішак · b3 чорний пішак · b2 біла тура · h1 чорна тура | a8 чорна тура · d8 чорний слон · b5 біла тура · f5 білий король · a4 чорний король · b4 чорний пішак · b3 чорний пішак · b2 біла тура · h1 чорна тура | a8 чорна тура · d8 чорний слон · b5 біла тура · f5 білий король · a4 чорний король · b4 чорний пішак · b3 чорний пішак · b2 біла тура · h1 чорна тура | a8 чорна тура · d8 чорний слон · b5 біла тура · f5 білий король · a4 чорний король · b4 чорний пішак · b3 чорний пішак · b2 біла тура · h1 чорна тура | a8 чорна тура · d8 чорний слон · b5 біла тура · f5 білий король · a4 чорний король · b4 чорний пішак · b3 чорний пішак · b2 біла тура · h1 чорна тура | a8 чорна тура · d8 чорний слон · b5 біла тура · f5 білий король · a4 чорний король · b4 чорний пішак · b3 чорний пішак · b2 біла тура · h1 чорна тура | 4 |
| 3 | a8 чорна тура · d8 чорний слон · b5 біла тура · f5 білий король · a4 чорний король · b4 чорний пішак · b3 чорний пішак · b2 біла тура · h1 чорна тура | a8 чорна тура · d8 чорний слон · b5 біла тура · f5 білий король · a4 чорний король · b4 чорний пішак · b3 чорний пішак · b2 біла тура · h1 чорна тура | a8 чорна тура · d8 чорний слон · b5 біла тура · f5 білий король · a4 чорний король · b4 чорний пішак · b3 чорний пішак · b2 біла тура · h1 чорна тура | a8 чорна тура · d8 чорний слон · b5 біла тура · f5 білий король · a4 чорний король · b4 чорний пішак · b3 чорний пішак · b2 біла тура · h1 чорна тура | a8 чорна тура · d8 чорний слон · b5 біла тура · f5 білий король · a4 чорний король · b4 чорний пішак · b3 чорний пішак · b2 біла тура · h1 чорна тура | a8 чорна тура · d8 чорний слон · b5 біла тура · f5 білий король · a4 чорний король · b4 чорний пішак · b3 чорний пішак · b2 біла тура · h1 чорна тура | a8 чорна тура · d8 чорний слон · b5 біла тура · f5 білий король · a4 чорний король · b4 чорний пішак · b3 чорний пішак · b2 біла тура · h1 чорна тура | a8 чорна тура · d8 чорний слон · b5 біла тура · f5 білий король · a4 чорний король · b4 чорний пішак · b3 чорний пішак · b2 біла тура · h1 чорна тура | 3 |
| 2 | a8 чорна тура · d8 чорний слон · b5 біла тура · f5 білий король · a4 чорний король · b4 чорний пішак · b3 чорний пішак · b2 біла тура · h1 чорна тура | a8 чорна тура · d8 чорний слон · b5 біла тура · f5 білий король · a4 чорний король · b4 чорний пішак · b3 чорний пішак · b2 біла тура · h1 чорна тура | a8 чорна тура · d8 чорний слон · b5 біла тура · f5 білий король · a4 чорний король · b4 чорний пішак · b3 чорний пішак · b2 біла тура · h1 чорна тура | a8 чорна тура · d8 чорний слон · b5 біла тура · f5 білий король · a4 чорний король · b4 чорний пішак · b3 чорний пішак · b2 біла тура · h1 чорна тура | a8 чорна тура · d8 чорний слон · b5 біла тура · f5 білий король · a4 чорний король · b4 чорний пішак · b3 чорний пішак · b2 біла тура · h1 чорна тура | a8 чорна тура · d8 чорний слон · b5 біла тура · f5 білий король · a4 чорний король · b4 чорний пішак · b3 чорний пішак · b2 біла тура · h1 чорна тура | a8 чорна тура · d8 чорний слон · b5 біла тура · f5 білий король · a4 чорний король · b4 чорний пішак · b3 чорний пішак · b2 біла тура · h1 чорна тура | a8 чорна тура · d8 чорний слон · b5 біла тура · f5 білий король · a4 чорний король · b4 чорний пішак · b3 чорний пішак · b2 біла тура · h1 чорна тура | 2 |
| 1 | a8 чорна тура · d8 чорний слон · b5 біла тура · f5 білий король · a4 чорний король · b4 чорний пішак · b3 чорний пішак · b2 біла тура · h1 чорна тура | a8 чорна тура · d8 чорний слон · b5 біла тура · f5 білий король · a4 чорний король · b4 чорний пішак · b3 чорний пішак · b2 біла тура · h1 чорна тура | a8 чорна тура · d8 чорний слон · b5 біла тура · f5 білий король · a4 чорний король · b4 чорний пішак · b3 чорний пішак · b2 біла тура · h1 чорна тура | a8 чорна тура · d8 чорний слон · b5 біла тура · f5 білий король · a4 чорний король · b4 чорний пішак · b3 чорний пішак · b2 біла тура · h1 чорна тура | a8 чорна тура · d8 чорний слон · b5 біла тура · f5 білий король · a4 чорний король · b4 чорний пішак · b3 чорний пішак · b2 біла тура · h1 чорна тура | a8 чорна тура · d8 чорний слон · b5 біла тура · f5 білий король · a4 чорний король · b4 чорний пішак · b3 чорний пішак · b2 біла тура · h1 чорна тура | a8 чорна тура · d8 чорний слон · b5 біла тура · f5 білий король · a4 чорний король · b4 чорний пішак · b3 чорний пішак · b2 біла тура · h1 чорна тура | a8 чорна тура · d8 чорний слон · b5 біла тура · f5 білий король · a4 чорний король · b4 чорний пішак · b3 чорний пішак · b2 біла тура · h1 чорна тура | 1 |
|   | a | b | c | d | e | f | g | h |   |

FEN: r2b4/8/8/1R3K2/kp6/1p6/1R6/7r
2 Sol

I  1.Ra1 Rxb3 2.Ra3 R3xb4# (MM)

II 1.Ka3 Rxb4 2.Ra4 R4xb3# (MM)
Біла тура «b2» в першому рішенні ходить на поля «b3 і b4»,  а в другому рішенні на ці поля ходить друга біла тура, але у зворотному напрямку: «b4 і b3». Тема проходить на тлі чергування полів, на які ходять білі тури.

### Зворотна змішана (чорно-біла або біло-чорна) форма
Зворотна змішана форма — в одному із рішень фігура одного кольору ходить на певні поля, а в другому рішенні на ті ж самі поля ходить уже фігура протилежного кольору, але у зворотному напрямку.
|   | a | b | c | d | e | f | g | h |   |
| 8 | b8 білий слон · g7 чорний пішак · e6 чорний пішак · f6 чорний король · a5 чорний слон · c4 білий кінь · g4 чорний слон · g2 білий король · b1 білий слон | b8 білий слон · g7 чорний пішак · e6 чорний пішак · f6 чорний король · a5 чорний слон · c4 білий кінь · g4 чорний слон · g2 білий король · b1 білий слон | b8 білий слон · g7 чорний пішак · e6 чорний пішак · f6 чорний король · a5 чорний слон · c4 білий кінь · g4 чорний слон · g2 білий король · b1 білий слон | b8 білий слон · g7 чорний пішак · e6 чорний пішак · f6 чорний король · a5 чорний слон · c4 білий кінь · g4 чорний слон · g2 білий король · b1 білий слон | b8 білий слон · g7 чорний пішак · e6 чорний пішак · f6 чорний король · a5 чорний слон · c4 білий кінь · g4 чорний слон · g2 білий король · b1 білий слон | b8 білий слон · g7 чорний пішак · e6 чорний пішак · f6 чорний король · a5 чорний слон · c4 білий кінь · g4 чорний слон · g2 білий король · b1 білий слон | b8 білий слон · g7 чорний пішак · e6 чорний пішак · f6 чорний король · a5 чорний слон · c4 білий кінь · g4 чорний слон · g2 білий король · b1 білий слон | b8 білий слон · g7 чорний пішак · e6 чорний пішак · f6 чорний король · a5 чорний слон · c4 білий кінь · g4 чорний слон · g2 білий король · b1 білий слон | 8 |
| 7 | b8 білий слон · g7 чорний пішак · e6 чорний пішак · f6 чорний король · a5 чорний слон · c4 білий кінь · g4 чорний слон · g2 білий король · b1 білий слон | b8 білий слон · g7 чорний пішак · e6 чорний пішак · f6 чорний король · a5 чорний слон · c4 білий кінь · g4 чорний слон · g2 білий король · b1 білий слон | b8 білий слон · g7 чорний пішак · e6 чорний пішак · f6 чорний король · a5 чорний слон · c4 білий кінь · g4 чорний слон · g2 білий король · b1 білий слон | b8 білий слон · g7 чорний пішак · e6 чорний пішак · f6 чорний король · a5 чорний слон · c4 білий кінь · g4 чорний слон · g2 білий король · b1 білий слон | b8 білий слон · g7 чорний пішак · e6 чорний пішак · f6 чорний король · a5 чорний слон · c4 білий кінь · g4 чорний слон · g2 білий король · b1 білий слон | b8 білий слон · g7 чорний пішак · e6 чорний пішак · f6 чорний король · a5 чорний слон · c4 білий кінь · g4 чорний слон · g2 білий король · b1 білий слон | b8 білий слон · g7 чорний пішак · e6 чорний пішак · f6 чорний король · a5 чорний слон · c4 білий кінь · g4 чорний слон · g2 білий король · b1 білий слон | b8 білий слон · g7 чорний пішак · e6 чорний пішак · f6 чорний король · a5 чорний слон · c4 білий кінь · g4 чорний слон · g2 білий король · b1 білий слон | 7 |
| 6 | b8 білий слон · g7 чорний пішак · e6 чорний пішак · f6 чорний король · a5 чорний слон · c4 білий кінь · g4 чорний слон · g2 білий король · b1 білий слон | b8 білий слон · g7 чорний пішак · e6 чорний пішак · f6 чорний король · a5 чорний слон · c4 білий кінь · g4 чорний слон · g2 білий король · b1 білий слон | b8 білий слон · g7 чорний пішак · e6 чорний пішак · f6 чорний король · a5 чорний слон · c4 білий кінь · g4 чорний слон · g2 білий король · b1 білий слон | b8 білий слон · g7 чорний пішак · e6 чорний пішак · f6 чорний король · a5 чорний слон · c4 білий кінь · g4 чорний слон · g2 білий король · b1 білий слон | b8 білий слон · g7 чорний пішак · e6 чорний пішак · f6 чорний король · a5 чорний слон · c4 білий кінь · g4 чорний слон · g2 білий король · b1 білий слон | b8 білий слон · g7 чорний пішак · e6 чорний пішак · f6 чорний король · a5 чорний слон · c4 білий кінь · g4 чорний слон · g2 білий король · b1 білий слон | b8 білий слон · g7 чорний пішак · e6 чорний пішак · f6 чорний король · a5 чорний слон · c4 білий кінь · g4 чорний слон · g2 білий король · b1 білий слон | b8 білий слон · g7 чорний пішак · e6 чорний пішак · f6 чорний король · a5 чорний слон · c4 білий кінь · g4 чорний слон · g2 білий король · b1 білий слон | 6 |
| 5 | b8 білий слон · g7 чорний пішак · e6 чорний пішак · f6 чорний король · a5 чорний слон · c4 білий кінь · g4 чорний слон · g2 білий король · b1 білий слон | b8 білий слон · g7 чорний пішак · e6 чорний пішак · f6 чорний король · a5 чорний слон · c4 білий кінь · g4 чорний слон · g2 білий король · b1 білий слон | b8 білий слон · g7 чорний пішак · e6 чорний пішак · f6 чорний король · a5 чорний слон · c4 білий кінь · g4 чорний слон · g2 білий король · b1 білий слон | b8 білий слон · g7 чорний пішак · e6 чорний пішак · f6 чорний король · a5 чорний слон · c4 білий кінь · g4 чорний слон · g2 білий король · b1 білий слон | b8 білий слон · g7 чорний пішак · e6 чорний пішак · f6 чорний король · a5 чорний слон · c4 білий кінь · g4 чорний слон · g2 білий король · b1 білий слон | b8 білий слон · g7 чорний пішак · e6 чорний пішак · f6 чорний король · a5 чорний слон · c4 білий кінь · g4 чорний слон · g2 білий король · b1 білий слон | b8 білий слон · g7 чорний пішак · e6 чорний пішак · f6 чорний король · a5 чорний слон · c4 білий кінь · g4 чорний слон · g2 білий король · b1 білий слон | b8 білий слон · g7 чорний пішак · e6 чорний пішак · f6 чорний король · a5 чорний слон · c4 білий кінь · g4 чорний слон · g2 білий король · b1 білий слон | 5 |
| 4 | b8 білий слон · g7 чорний пішак · e6 чорний пішак · f6 чорний король · a5 чорний слон · c4 білий кінь · g4 чорний слон · g2 білий король · b1 білий слон | b8 білий слон · g7 чорний пішак · e6 чорний пішак · f6 чорний король · a5 чорний слон · c4 білий кінь · g4 чорний слон · g2 білий король · b1 білий слон | b8 білий слон · g7 чорний пішак · e6 чорний пішак · f6 чорний король · a5 чорний слон · c4 білий кінь · g4 чорний слон · g2 білий король · b1 білий слон | b8 білий слон · g7 чорний пішак · e6 чорний пішак · f6 чорний король · a5 чорний слон · c4 білий кінь · g4 чорний слон · g2 білий король · b1 білий слон | b8 білий слон · g7 чорний пішак · e6 чорний пішак · f6 чорний король · a5 чорний слон · c4 білий кінь · g4 чорний слон · g2 білий король · b1 білий слон | b8 білий слон · g7 чорний пішак · e6 чорний пішак · f6 чорний король · a5 чорний слон · c4 білий кінь · g4 чорний слон · g2 білий король · b1 білий слон | b8 білий слон · g7 чорний пішак · e6 чорний пішак · f6 чорний король · a5 чорний слон · c4 білий кінь · g4 чорний слон · g2 білий король · b1 білий слон | b8 білий слон · g7 чорний пішак · e6 чорний пішак · f6 чорний король · a5 чорний слон · c4 білий кінь · g4 чорний слон · g2 білий король · b1 білий слон | 4 |
| 3 | b8 білий слон · g7 чорний пішак · e6 чорний пішак · f6 чорний король · a5 чорний слон · c4 білий кінь · g4 чорний слон · g2 білий король · b1 білий слон | b8 білий слон · g7 чорний пішак · e6 чорний пішак · f6 чорний король · a5 чорний слон · c4 білий кінь · g4 чорний слон · g2 білий король · b1 білий слон | b8 білий слон · g7 чорний пішак · e6 чорний пішак · f6 чорний король · a5 чорний слон · c4 білий кінь · g4 чорний слон · g2 білий король · b1 білий слон | b8 білий слон · g7 чорний пішак · e6 чорний пішак · f6 чорний король · a5 чорний слон · c4 білий кінь · g4 чорний слон · g2 білий король · b1 білий слон | b8 білий слон · g7 чорний пішак · e6 чорний пішак · f6 чорний король · a5 чорний слон · c4 білий кінь · g4 чорний слон · g2 білий король · b1 білий слон | b8 білий слон · g7 чорний пішак · e6 чорний пішак · f6 чорний король · a5 чорний слон · c4 білий кінь · g4 чорний слон · g2 білий король · b1 білий слон | b8 білий слон · g7 чорний пішак · e6 чорний пішак · f6 чорний король · a5 чорний слон · c4 білий кінь · g4 чорний слон · g2 білий король · b1 білий слон | b8 білий слон · g7 чорний пішак · e6 чорний пішак · f6 чорний король · a5 чорний слон · c4 білий кінь · g4 чорний слон · g2 білий король · b1 білий слон | 3 |
| 2 | b8 білий слон · g7 чорний пішак · e6 чорний пішак · f6 чорний король · a5 чорний слон · c4 білий кінь · g4 чорний слон · g2 білий король · b1 білий слон | b8 білий слон · g7 чорний пішак · e6 чорний пішак · f6 чорний король · a5 чорний слон · c4 білий кінь · g4 чорний слон · g2 білий король · b1 білий слон | b8 білий слон · g7 чорний пішак · e6 чорний пішак · f6 чорний король · a5 чорний слон · c4 білий кінь · g4 чорний слон · g2 білий король · b1 білий слон | b8 білий слон · g7 чорний пішак · e6 чорний пішак · f6 чорний король · a5 чорний слон · c4 білий кінь · g4 чорний слон · g2 білий король · b1 білий слон | b8 білий слон · g7 чорний пішак · e6 чорний пішак · f6 чорний король · a5 чорний слон · c4 білий кінь · g4 чорний слон · g2 білий король · b1 білий слон | b8 білий слон · g7 чорний пішак · e6 чорний пішак · f6 чорний король · a5 чорний слон · c4 білий кінь · g4 чорний слон · g2 білий король · b1 білий слон | b8 білий слон · g7 чорний пішак · e6 чорний пішак · f6 чорний король · a5 чорний слон · c4 білий кінь · g4 чорний слон · g2 білий король · b1 білий слон | b8 білий слон · g7 чорний пішак · e6 чорний пішак · f6 чорний король · a5 чорний слон · c4 білий кінь · g4 чорний слон · g2 білий король · b1 білий слон | 2 |
| 1 | b8 білий слон · g7 чорний пішак · e6 чорний пішак · f6 чорний король · a5 чорний слон · c4 білий кінь · g4 чорний слон · g2 білий король · b1 білий слон | b8 білий слон · g7 чорний пішак · e6 чорний пішак · f6 чорний король · a5 чорний слон · c4 білий кінь · g4 чорний слон · g2 білий король · b1 білий слон | b8 білий слон · g7 чорний пішак · e6 чорний пішак · f6 чорний король · a5 чорний слон · c4 білий кінь · g4 чорний слон · g2 білий король · b1 білий слон | b8 білий слон · g7 чорний пішак · e6 чорний пішак · f6 чорний король · a5 чорний слон · c4 білий кінь · g4 чорний слон · g2 білий король · b1 білий слон | b8 білий слон · g7 чорний пішак · e6 чорний пішак · f6 чорний король · a5 чорний слон · c4 білий кінь · g4 чорний слон · g2 білий король · b1 білий слон | b8 білий слон · g7 чорний пішак · e6 чорний пішак · f6 чорний король · a5 чорний слон · c4 білий кінь · g4 чорний слон · g2 білий король · b1 білий слон | b8 білий слон · g7 чорний пішак · e6 чорний пішак · f6 чорний король · a5 чорний слон · c4 білий кінь · g4 чорний слон · g2 білий король · b1 білий слон | b8 білий слон · g7 чорний пішак · e6 чорний пішак · f6 чорний король · a5 чорний слон · c4 білий кінь · g4 чорний слон · g2 білий король · b1 білий слон | 1 |
|   | a | b | c | d | e | f | g | h |   |

FEN: 1B6/6p1/4pk2/b7/2N3b1/8/6K1/1B6
b) c4 → f3

a) 1.Kg5 Ba7 2.Kf4 Be3# (MM)

b) 1.Bh5 Bf4  2.Bf7 Bg5# (MM)
В першому рішенні чорний король ходить на поля «g5» і «f4», а в другому рішенні на ті ж самі поля ходить уже біла фігура — слон, але у зворотному напрямку: «f4» і «g5».

### Зворотна повна форма
Зворотна повна форма теми Залокоцького —  синтез чорної і білої форм теми. В першому рішенні на певні поля ходить чорна фігура, а біла фігура ходить іншим маршрутом. У другому рішенні у зворотному напрямку ходять чорна фігура по полях, на які ходила чорна фігура першого рішення, а біла фігура по полях білої фігури також першого рішення.
|   | a | b | c | d | e | f | g | h |   |
| 8 | f7 чорний кінь · h7 білий король · g6 чорна тура · f5 чорний пішак · e4 чорний пішак · f4 чорний король · g4 чорний ферзь · h4 білий ферзь · d3 чорний пішак · f3 чорний кінь · h3 чорний пішак · a2 чорна тура · d1 чорний слон · e1 білий слон | f7 чорний кінь · h7 білий король · g6 чорна тура · f5 чорний пішак · e4 чорний пішак · f4 чорний король · g4 чорний ферзь · h4 білий ферзь · d3 чорний пішак · f3 чорний кінь · h3 чорний пішак · a2 чорна тура · d1 чорний слон · e1 білий слон | f7 чорний кінь · h7 білий король · g6 чорна тура · f5 чорний пішак · e4 чорний пішак · f4 чорний король · g4 чорний ферзь · h4 білий ферзь · d3 чорний пішак · f3 чорний кінь · h3 чорний пішак · a2 чорна тура · d1 чорний слон · e1 білий слон | f7 чорний кінь · h7 білий король · g6 чорна тура · f5 чорний пішак · e4 чорний пішак · f4 чорний король · g4 чорний ферзь · h4 білий ферзь · d3 чорний пішак · f3 чорний кінь · h3 чорний пішак · a2 чорна тура · d1 чорний слон · e1 білий слон | f7 чорний кінь · h7 білий король · g6 чорна тура · f5 чорний пішак · e4 чорний пішак · f4 чорний король · g4 чорний ферзь · h4 білий ферзь · d3 чорний пішак · f3 чорний кінь · h3 чорний пішак · a2 чорна тура · d1 чорний слон · e1 білий слон | f7 чорний кінь · h7 білий король · g6 чорна тура · f5 чорний пішак · e4 чорний пішак · f4 чорний король · g4 чорний ферзь · h4 білий ферзь · d3 чорний пішак · f3 чорний кінь · h3 чорний пішак · a2 чорна тура · d1 чорний слон · e1 білий слон | f7 чорний кінь · h7 білий король · g6 чорна тура · f5 чорний пішак · e4 чорний пішак · f4 чорний король · g4 чорний ферзь · h4 білий ферзь · d3 чорний пішак · f3 чорний кінь · h3 чорний пішак · a2 чорна тура · d1 чорний слон · e1 білий слон | f7 чорний кінь · h7 білий король · g6 чорна тура · f5 чорний пішак · e4 чорний пішак · f4 чорний король · g4 чорний ферзь · h4 білий ферзь · d3 чорний пішак · f3 чорний кінь · h3 чорний пішак · a2 чорна тура · d1 чорний слон · e1 білий слон | 8 |
| 7 | f7 чорний кінь · h7 білий король · g6 чорна тура · f5 чорний пішак · e4 чорний пішак · f4 чорний король · g4 чорний ферзь · h4 білий ферзь · d3 чорний пішак · f3 чорний кінь · h3 чорний пішак · a2 чорна тура · d1 чорний слон · e1 білий слон | f7 чорний кінь · h7 білий король · g6 чорна тура · f5 чорний пішак · e4 чорний пішак · f4 чорний король · g4 чорний ферзь · h4 білий ферзь · d3 чорний пішак · f3 чорний кінь · h3 чорний пішак · a2 чорна тура · d1 чорний слон · e1 білий слон | f7 чорний кінь · h7 білий король · g6 чорна тура · f5 чорний пішак · e4 чорний пішак · f4 чорний король · g4 чорний ферзь · h4 білий ферзь · d3 чорний пішак · f3 чорний кінь · h3 чорний пішак · a2 чорна тура · d1 чорний слон · e1 білий слон | f7 чорний кінь · h7 білий король · g6 чорна тура · f5 чорний пішак · e4 чорний пішак · f4 чорний король · g4 чорний ферзь · h4 білий ферзь · d3 чорний пішак · f3 чорний кінь · h3 чорний пішак · a2 чорна тура · d1 чорний слон · e1 білий слон | f7 чорний кінь · h7 білий король · g6 чорна тура · f5 чорний пішак · e4 чорний пішак · f4 чорний король · g4 чорний ферзь · h4 білий ферзь · d3 чорний пішак · f3 чорний кінь · h3 чорний пішак · a2 чорна тура · d1 чорний слон · e1 білий слон | f7 чорний кінь · h7 білий король · g6 чорна тура · f5 чорний пішак · e4 чорний пішак · f4 чорний король · g4 чорний ферзь · h4 білий ферзь · d3 чорний пішак · f3 чорний кінь · h3 чорний пішак · a2 чорна тура · d1 чорний слон · e1 білий слон | f7 чорний кінь · h7 білий король · g6 чорна тура · f5 чорний пішак · e4 чорний пішак · f4 чорний король · g4 чорний ферзь · h4 білий ферзь · d3 чорний пішак · f3 чорний кінь · h3 чорний пішак · a2 чорна тура · d1 чорний слон · e1 білий слон | f7 чорний кінь · h7 білий король · g6 чорна тура · f5 чорний пішак · e4 чорний пішак · f4 чорний король · g4 чорний ферзь · h4 білий ферзь · d3 чорний пішак · f3 чорний кінь · h3 чорний пішак · a2 чорна тура · d1 чорний слон · e1 білий слон | 7 |
| 6 | f7 чорний кінь · h7 білий король · g6 чорна тура · f5 чорний пішак · e4 чорний пішак · f4 чорний король · g4 чорний ферзь · h4 білий ферзь · d3 чорний пішак · f3 чорний кінь · h3 чорний пішак · a2 чорна тура · d1 чорний слон · e1 білий слон | f7 чорний кінь · h7 білий король · g6 чорна тура · f5 чорний пішак · e4 чорний пішак · f4 чорний король · g4 чорний ферзь · h4 білий ферзь · d3 чорний пішак · f3 чорний кінь · h3 чорний пішак · a2 чорна тура · d1 чорний слон · e1 білий слон | f7 чорний кінь · h7 білий король · g6 чорна тура · f5 чорний пішак · e4 чорний пішак · f4 чорний король · g4 чорний ферзь · h4 білий ферзь · d3 чорний пішак · f3 чорний кінь · h3 чорний пішак · a2 чорна тура · d1 чорний слон · e1 білий слон | f7 чорний кінь · h7 білий король · g6 чорна тура · f5 чорний пішак · e4 чорний пішак · f4 чорний король · g4 чорний ферзь · h4 білий ферзь · d3 чорний пішак · f3 чорний кінь · h3 чорний пішак · a2 чорна тура · d1 чорний слон · e1 білий слон | f7 чорний кінь · h7 білий король · g6 чорна тура · f5 чорний пішак · e4 чорний пішак · f4 чорний король · g4 чорний ферзь · h4 білий ферзь · d3 чорний пішак · f3 чорний кінь · h3 чорний пішак · a2 чорна тура · d1 чорний слон · e1 білий слон | f7 чорний кінь · h7 білий король · g6 чорна тура · f5 чорний пішак · e4 чорний пішак · f4 чорний король · g4 чорний ферзь · h4 білий ферзь · d3 чорний пішак · f3 чорний кінь · h3 чорний пішак · a2 чорна тура · d1 чорний слон · e1 білий слон | f7 чорний кінь · h7 білий король · g6 чорна тура · f5 чорний пішак · e4 чорний пішак · f4 чорний король · g4 чорний ферзь · h4 білий ферзь · d3 чорний пішак · f3 чорний кінь · h3 чорний пішак · a2 чорна тура · d1 чорний слон · e1 білий слон | f7 чорний кінь · h7 білий король · g6 чорна тура · f5 чорний пішак · e4 чорний пішак · f4 чорний король · g4 чорний ферзь · h4 білий ферзь · d3 чорний пішак · f3 чорний кінь · h3 чорний пішак · a2 чорна тура · d1 чорний слон · e1 білий слон | 6 |
| 5 | f7 чорний кінь · h7 білий король · g6 чорна тура · f5 чорний пішак · e4 чорний пішак · f4 чорний король · g4 чорний ферзь · h4 білий ферзь · d3 чорний пішак · f3 чорний кінь · h3 чорний пішак · a2 чорна тура · d1 чорний слон · e1 білий слон | f7 чорний кінь · h7 білий король · g6 чорна тура · f5 чорний пішак · e4 чорний пішак · f4 чорний король · g4 чорний ферзь · h4 білий ферзь · d3 чорний пішак · f3 чорний кінь · h3 чорний пішак · a2 чорна тура · d1 чорний слон · e1 білий слон | f7 чорний кінь · h7 білий король · g6 чорна тура · f5 чорний пішак · e4 чорний пішак · f4 чорний король · g4 чорний ферзь · h4 білий ферзь · d3 чорний пішак · f3 чорний кінь · h3 чорний пішак · a2 чорна тура · d1 чорний слон · e1 білий слон | f7 чорний кінь · h7 білий король · g6 чорна тура · f5 чорний пішак · e4 чорний пішак · f4 чорний король · g4 чорний ферзь · h4 білий ферзь · d3 чорний пішак · f3 чорний кінь · h3 чорний пішак · a2 чорна тура · d1 чорний слон · e1 білий слон | f7 чорний кінь · h7 білий король · g6 чорна тура · f5 чорний пішак · e4 чорний пішак · f4 чорний король · g4 чорний ферзь · h4 білий ферзь · d3 чорний пішак · f3 чорний кінь · h3 чорний пішак · a2 чорна тура · d1 чорний слон · e1 білий слон | f7 чорний кінь · h7 білий король · g6 чорна тура · f5 чорний пішак · e4 чорний пішак · f4 чорний король · g4 чорний ферзь · h4 білий ферзь · d3 чорний пішак · f3 чорний кінь · h3 чорний пішак · a2 чорна тура · d1 чорний слон · e1 білий слон | f7 чорний кінь · h7 білий король · g6 чорна тура · f5 чорний пішак · e4 чорний пішак · f4 чорний король · g4 чорний ферзь · h4 білий ферзь · d3 чорний пішак · f3 чорний кінь · h3 чорний пішак · a2 чорна тура · d1 чорний слон · e1 білий слон | f7 чорний кінь · h7 білий король · g6 чорна тура · f5 чорний пішак · e4 чорний пішак · f4 чорний король · g4 чорний ферзь · h4 білий ферзь · d3 чорний пішак · f3 чорний кінь · h3 чорний пішак · a2 чорна тура · d1 чорний слон · e1 білий слон | 5 |
| 4 | f7 чорний кінь · h7 білий король · g6 чорна тура · f5 чорний пішак · e4 чорний пішак · f4 чорний король · g4 чорний ферзь · h4 білий ферзь · d3 чорний пішак · f3 чорний кінь · h3 чорний пішак · a2 чорна тура · d1 чорний слон · e1 білий слон | f7 чорний кінь · h7 білий король · g6 чорна тура · f5 чорний пішак · e4 чорний пішак · f4 чорний король · g4 чорний ферзь · h4 білий ферзь · d3 чорний пішак · f3 чорний кінь · h3 чорний пішак · a2 чорна тура · d1 чорний слон · e1 білий слон | f7 чорний кінь · h7 білий король · g6 чорна тура · f5 чорний пішак · e4 чорний пішак · f4 чорний король · g4 чорний ферзь · h4 білий ферзь · d3 чорний пішак · f3 чорний кінь · h3 чорний пішак · a2 чорна тура · d1 чорний слон · e1 білий слон | f7 чорний кінь · h7 білий король · g6 чорна тура · f5 чорний пішак · e4 чорний пішак · f4 чорний король · g4 чорний ферзь · h4 білий ферзь · d3 чорний пішак · f3 чорний кінь · h3 чорний пішак · a2 чорна тура · d1 чорний слон · e1 білий слон | f7 чорний кінь · h7 білий король · g6 чорна тура · f5 чорний пішак · e4 чорний пішак · f4 чорний король · g4 чорний ферзь · h4 білий ферзь · d3 чорний пішак · f3 чорний кінь · h3 чорний пішак · a2 чорна тура · d1 чорний слон · e1 білий слон | f7 чорний кінь · h7 білий король · g6 чорна тура · f5 чорний пішак · e4 чорний пішак · f4 чорний король · g4 чорний ферзь · h4 білий ферзь · d3 чорний пішак · f3 чорний кінь · h3 чорний пішак · a2 чорна тура · d1 чорний слон · e1 білий слон | f7 чорний кінь · h7 білий король · g6 чорна тура · f5 чорний пішак · e4 чорний пішак · f4 чорний король · g4 чорний ферзь · h4 білий ферзь · d3 чорний пішак · f3 чорний кінь · h3 чорний пішак · a2 чорна тура · d1 чорний слон · e1 білий слон | f7 чорний кінь · h7 білий король · g6 чорна тура · f5 чорний пішак · e4 чорний пішак · f4 чорний король · g4 чорний ферзь · h4 білий ферзь · d3 чорний пішак · f3 чорний кінь · h3 чорний пішак · a2 чорна тура · d1 чорний слон · e1 білий слон | 4 |
| 3 | f7 чорний кінь · h7 білий король · g6 чорна тура · f5 чорний пішак · e4 чорний пішак · f4 чорний король · g4 чорний ферзь · h4 білий ферзь · d3 чорний пішак · f3 чорний кінь · h3 чорний пішак · a2 чорна тура · d1 чорний слон · e1 білий слон | f7 чорний кінь · h7 білий король · g6 чорна тура · f5 чорний пішак · e4 чорний пішак · f4 чорний король · g4 чорний ферзь · h4 білий ферзь · d3 чорний пішак · f3 чорний кінь · h3 чорний пішак · a2 чорна тура · d1 чорний слон · e1 білий слон | f7 чорний кінь · h7 білий король · g6 чорна тура · f5 чорний пішак · e4 чорний пішак · f4 чорний король · g4 чорний ферзь · h4 білий ферзь · d3 чорний пішак · f3 чорний кінь · h3 чорний пішак · a2 чорна тура · d1 чорний слон · e1 білий слон | f7 чорний кінь · h7 білий король · g6 чорна тура · f5 чорний пішак · e4 чорний пішак · f4 чорний король · g4 чорний ферзь · h4 білий ферзь · d3 чорний пішак · f3 чорний кінь · h3 чорний пішак · a2 чорна тура · d1 чорний слон · e1 білий слон | f7 чорний кінь · h7 білий король · g6 чорна тура · f5 чорний пішак · e4 чорний пішак · f4 чорний король · g4 чорний ферзь · h4 білий ферзь · d3 чорний пішак · f3 чорний кінь · h3 чорний пішак · a2 чорна тура · d1 чорний слон · e1 білий слон | f7 чорний кінь · h7 білий король · g6 чорна тура · f5 чорний пішак · e4 чорний пішак · f4 чорний король · g4 чорний ферзь · h4 білий ферзь · d3 чорний пішак · f3 чорний кінь · h3 чорний пішак · a2 чорна тура · d1 чорний слон · e1 білий слон | f7 чорний кінь · h7 білий король · g6 чорна тура · f5 чорний пішак · e4 чорний пішак · f4 чорний король · g4 чорний ферзь · h4 білий ферзь · d3 чорний пішак · f3 чорний кінь · h3 чорний пішак · a2 чорна тура · d1 чорний слон · e1 білий слон | f7 чорний кінь · h7 білий король · g6 чорна тура · f5 чорний пішак · e4 чорний пішак · f4 чорний король · g4 чорний ферзь · h4 білий ферзь · d3 чорний пішак · f3 чорний кінь · h3 чорний пішак · a2 чорна тура · d1 чорний слон · e1 білий слон | 3 |
| 2 | f7 чорний кінь · h7 білий король · g6 чорна тура · f5 чорний пішак · e4 чорний пішак · f4 чорний король · g4 чорний ферзь · h4 білий ферзь · d3 чорний пішак · f3 чорний кінь · h3 чорний пішак · a2 чорна тура · d1 чорний слон · e1 білий слон | f7 чорний кінь · h7 білий король · g6 чорна тура · f5 чорний пішак · e4 чорний пішак · f4 чорний король · g4 чорний ферзь · h4 білий ферзь · d3 чорний пішак · f3 чорний кінь · h3 чорний пішак · a2 чорна тура · d1 чорний слон · e1 білий слон | f7 чорний кінь · h7 білий король · g6 чорна тура · f5 чорний пішак · e4 чорний пішак · f4 чорний король · g4 чорний ферзь · h4 білий ферзь · d3 чорний пішак · f3 чорний кінь · h3 чорний пішак · a2 чорна тура · d1 чорний слон · e1 білий слон | f7 чорний кінь · h7 білий король · g6 чорна тура · f5 чорний пішак · e4 чорний пішак · f4 чорний король · g4 чорний ферзь · h4 білий ферзь · d3 чорний пішак · f3 чорний кінь · h3 чорний пішак · a2 чорна тура · d1 чорний слон · e1 білий слон | f7 чорний кінь · h7 білий король · g6 чорна тура · f5 чорний пішак · e4 чорний пішак · f4 чорний король · g4 чорний ферзь · h4 білий ферзь · d3 чорний пішак · f3 чорний кінь · h3 чорний пішак · a2 чорна тура · d1 чорний слон · e1 білий слон | f7 чорний кінь · h7 білий король · g6 чорна тура · f5 чорний пішак · e4 чорний пішак · f4 чорний король · g4 чорний ферзь · h4 білий ферзь · d3 чорний пішак · f3 чорний кінь · h3 чорний пішак · a2 чорна тура · d1 чорний слон · e1 білий слон | f7 чорний кінь · h7 білий король · g6 чорна тура · f5 чорний пішак · e4 чорний пішак · f4 чорний король · g4 чорний ферзь · h4 білий ферзь · d3 чорний пішак · f3 чорний кінь · h3 чорний пішак · a2 чорна тура · d1 чорний слон · e1 білий слон | f7 чорний кінь · h7 білий король · g6 чорна тура · f5 чорний пішак · e4 чорний пішак · f4 чорний король · g4 чорний ферзь · h4 білий ферзь · d3 чорний пішак · f3 чорний кінь · h3 чорний пішак · a2 чорна тура · d1 чорний слон · e1 білий слон | 2 |
| 1 | f7 чорний кінь · h7 білий король · g6 чорна тура · f5 чорний пішак · e4 чорний пішак · f4 чорний король · g4 чорний ферзь · h4 білий ферзь · d3 чорний пішак · f3 чорний кінь · h3 чорний пішак · a2 чорна тура · d1 чорний слон · e1 білий слон | f7 чорний кінь · h7 білий король · g6 чорна тура · f5 чорний пішак · e4 чорний пішак · f4 чорний король · g4 чорний ферзь · h4 білий ферзь · d3 чорний пішак · f3 чорний кінь · h3 чорний пішак · a2 чорна тура · d1 чорний слон · e1 білий слон | f7 чорний кінь · h7 білий король · g6 чорна тура · f5 чорний пішак · e4 чорний пішак · f4 чорний король · g4 чорний ферзь · h4 білий ферзь · d3 чорний пішак · f3 чорний кінь · h3 чорний пішак · a2 чорна тура · d1 чорний слон · e1 білий слон | f7 чорний кінь · h7 білий король · g6 чорна тура · f5 чорний пішак · e4 чорний пішак · f4 чорний король · g4 чорний ферзь · h4 білий ферзь · d3 чорний пішак · f3 чорний кінь · h3 чорний пішак · a2 чорна тура · d1 чорний слон · e1 білий слон | f7 чорний кінь · h7 білий король · g6 чорна тура · f5 чорний пішак · e4 чорний пішак · f4 чорний король · g4 чорний ферзь · h4 білий ферзь · d3 чорний пішак · f3 чорний кінь · h3 чорний пішак · a2 чорна тура · d1 чорний слон · e1 білий слон | f7 чорний кінь · h7 білий король · g6 чорна тура · f5 чорний пішак · e4 чорний пішак · f4 чорний король · g4 чорний ферзь · h4 білий ферзь · d3 чорний пішак · f3 чорний кінь · h3 чорний пішак · a2 чорна тура · d1 чорний слон · e1 білий слон | f7 чорний кінь · h7 білий король · g6 чорна тура · f5 чорний пішак · e4 чорний пішак · f4 чорний король · g4 чорний ферзь · h4 білий ферзь · d3 чорний пішак · f3 чорний кінь · h3 чорний пішак · a2 чорна тура · d1 чорний слон · e1 білий слон | f7 чорний кінь · h7 білий король · g6 чорна тура · f5 чорний пішак · e4 чорний пішак · f4 чорний король · g4 чорний ферзь · h4 білий ферзь · d3 чорний пішак · f3 чорний кінь · h3 чорний пішак · a2 чорна тура · d1 чорний слон · e1 білий слон | 1 |
|   | a | b | c | d | e | f | g | h |   |

FEN: 8/5n1K/6r1/5p2/4pkqQ/3p1n1p/r7/3bB3
2 Sol

I  1.Re2 Bf2 2.Re3 Bg3# (MM)

II 1.Ke3 Qg3 2.Ke2 Qf2#
У другому рішенні у зворотному напрямку чорний король ходить по полях чорної тури – «е3» і «е2», а білий ферзь ходить по маршруту білого слона – «g3» і «f2».

### Зворотна повна змішана (чорно-біла) форма
Зворотна повна змішана форма теми Залокоцького — складний набір тематичних ходів чорних і білих фігур у прямому і зворотному напрямках. В першому рішенні чорна фігура ходить своїм шляхом, а біла своїм. У другому рішенні по тих полях, де ходила чорна фігура, ходить у зворотному напрямку біла фігура, а по полях, де ходила біла фігура в першому рішенні, тепер ходить чорна фігура, але також у зворотному напрямку.
|   | a | b | c | d | e | f | g | h |   |
| 8 | b8 білий слон · b7 білий кінь · a6 чорний пішак · b6 чорний король · c6 чорна тура · d6 білий кінь · e5 чорний кінь · d1 чорний слон · e1 білий король | b8 білий слон · b7 білий кінь · a6 чорний пішак · b6 чорний король · c6 чорна тура · d6 білий кінь · e5 чорний кінь · d1 чорний слон · e1 білий король | b8 білий слон · b7 білий кінь · a6 чорний пішак · b6 чорний король · c6 чорна тура · d6 білий кінь · e5 чорний кінь · d1 чорний слон · e1 білий король | b8 білий слон · b7 білий кінь · a6 чорний пішак · b6 чорний король · c6 чорна тура · d6 білий кінь · e5 чорний кінь · d1 чорний слон · e1 білий король | b8 білий слон · b7 білий кінь · a6 чорний пішак · b6 чорний король · c6 чорна тура · d6 білий кінь · e5 чорний кінь · d1 чорний слон · e1 білий король | b8 білий слон · b7 білий кінь · a6 чорний пішак · b6 чорний король · c6 чорна тура · d6 білий кінь · e5 чорний кінь · d1 чорний слон · e1 білий король | b8 білий слон · b7 білий кінь · a6 чорний пішак · b6 чорний король · c6 чорна тура · d6 білий кінь · e5 чорний кінь · d1 чорний слон · e1 білий король | b8 білий слон · b7 білий кінь · a6 чорний пішак · b6 чорний король · c6 чорна тура · d6 білий кінь · e5 чорний кінь · d1 чорний слон · e1 білий король | 8 |
| 7 | b8 білий слон · b7 білий кінь · a6 чорний пішак · b6 чорний король · c6 чорна тура · d6 білий кінь · e5 чорний кінь · d1 чорний слон · e1 білий король | b8 білий слон · b7 білий кінь · a6 чорний пішак · b6 чорний король · c6 чорна тура · d6 білий кінь · e5 чорний кінь · d1 чорний слон · e1 білий король | b8 білий слон · b7 білий кінь · a6 чорний пішак · b6 чорний король · c6 чорна тура · d6 білий кінь · e5 чорний кінь · d1 чорний слон · e1 білий король | b8 білий слон · b7 білий кінь · a6 чорний пішак · b6 чорний король · c6 чорна тура · d6 білий кінь · e5 чорний кінь · d1 чорний слон · e1 білий король | b8 білий слон · b7 білий кінь · a6 чорний пішак · b6 чорний король · c6 чорна тура · d6 білий кінь · e5 чорний кінь · d1 чорний слон · e1 білий король | b8 білий слон · b7 білий кінь · a6 чорний пішак · b6 чорний король · c6 чорна тура · d6 білий кінь · e5 чорний кінь · d1 чорний слон · e1 білий король | b8 білий слон · b7 білий кінь · a6 чорний пішак · b6 чорний король · c6 чорна тура · d6 білий кінь · e5 чорний кінь · d1 чорний слон · e1 білий король | b8 білий слон · b7 білий кінь · a6 чорний пішак · b6 чорний король · c6 чорна тура · d6 білий кінь · e5 чорний кінь · d1 чорний слон · e1 білий король | 7 |
| 6 | b8 білий слон · b7 білий кінь · a6 чорний пішак · b6 чорний король · c6 чорна тура · d6 білий кінь · e5 чорний кінь · d1 чорний слон · e1 білий король | b8 білий слон · b7 білий кінь · a6 чорний пішак · b6 чорний король · c6 чорна тура · d6 білий кінь · e5 чорний кінь · d1 чорний слон · e1 білий король | b8 білий слон · b7 білий кінь · a6 чорний пішак · b6 чорний король · c6 чорна тура · d6 білий кінь · e5 чорний кінь · d1 чорний слон · e1 білий король | b8 білий слон · b7 білий кінь · a6 чорний пішак · b6 чорний король · c6 чорна тура · d6 білий кінь · e5 чорний кінь · d1 чорний слон · e1 білий король | b8 білий слон · b7 білий кінь · a6 чорний пішак · b6 чорний король · c6 чорна тура · d6 білий кінь · e5 чорний кінь · d1 чорний слон · e1 білий король | b8 білий слон · b7 білий кінь · a6 чорний пішак · b6 чорний король · c6 чорна тура · d6 білий кінь · e5 чорний кінь · d1 чорний слон · e1 білий король | b8 білий слон · b7 білий кінь · a6 чорний пішак · b6 чорний король · c6 чорна тура · d6 білий кінь · e5 чорний кінь · d1 чорний слон · e1 білий король | b8 білий слон · b7 білий кінь · a6 чорний пішак · b6 чорний король · c6 чорна тура · d6 білий кінь · e5 чорний кінь · d1 чорний слон · e1 білий король | 6 |
| 5 | b8 білий слон · b7 білий кінь · a6 чорний пішак · b6 чорний король · c6 чорна тура · d6 білий кінь · e5 чорний кінь · d1 чорний слон · e1 білий король | b8 білий слон · b7 білий кінь · a6 чорний пішак · b6 чорний король · c6 чорна тура · d6 білий кінь · e5 чорний кінь · d1 чорний слон · e1 білий король | b8 білий слон · b7 білий кінь · a6 чорний пішак · b6 чорний король · c6 чорна тура · d6 білий кінь · e5 чорний кінь · d1 чорний слон · e1 білий король | b8 білий слон · b7 білий кінь · a6 чорний пішак · b6 чорний король · c6 чорна тура · d6 білий кінь · e5 чорний кінь · d1 чорний слон · e1 білий король | b8 білий слон · b7 білий кінь · a6 чорний пішак · b6 чорний король · c6 чорна тура · d6 білий кінь · e5 чорний кінь · d1 чорний слон · e1 білий король | b8 білий слон · b7 білий кінь · a6 чорний пішак · b6 чорний король · c6 чорна тура · d6 білий кінь · e5 чорний кінь · d1 чорний слон · e1 білий король | b8 білий слон · b7 білий кінь · a6 чорний пішак · b6 чорний король · c6 чорна тура · d6 білий кінь · e5 чорний кінь · d1 чорний слон · e1 білий король | b8 білий слон · b7 білий кінь · a6 чорний пішак · b6 чорний король · c6 чорна тура · d6 білий кінь · e5 чорний кінь · d1 чорний слон · e1 білий король | 5 |
| 4 | b8 білий слон · b7 білий кінь · a6 чорний пішак · b6 чорний король · c6 чорна тура · d6 білий кінь · e5 чорний кінь · d1 чорний слон · e1 білий король | b8 білий слон · b7 білий кінь · a6 чорний пішак · b6 чорний король · c6 чорна тура · d6 білий кінь · e5 чорний кінь · d1 чорний слон · e1 білий король | b8 білий слон · b7 білий кінь · a6 чорний пішак · b6 чорний король · c6 чорна тура · d6 білий кінь · e5 чорний кінь · d1 чорний слон · e1 білий король | b8 білий слон · b7 білий кінь · a6 чорний пішак · b6 чорний король · c6 чорна тура · d6 білий кінь · e5 чорний кінь · d1 чорний слон · e1 білий король | b8 білий слон · b7 білий кінь · a6 чорний пішак · b6 чорний король · c6 чорна тура · d6 білий кінь · e5 чорний кінь · d1 чорний слон · e1 білий король | b8 білий слон · b7 білий кінь · a6 чорний пішак · b6 чорний король · c6 чорна тура · d6 білий кінь · e5 чорний кінь · d1 чорний слон · e1 білий король | b8 білий слон · b7 білий кінь · a6 чорний пішак · b6 чорний король · c6 чорна тура · d6 білий кінь · e5 чорний кінь · d1 чорний слон · e1 білий король | b8 білий слон · b7 білий кінь · a6 чорний пішак · b6 чорний король · c6 чорна тура · d6 білий кінь · e5 чорний кінь · d1 чорний слон · e1 білий король | 4 |
| 3 | b8 білий слон · b7 білий кінь · a6 чорний пішак · b6 чорний король · c6 чорна тура · d6 білий кінь · e5 чорний кінь · d1 чорний слон · e1 білий король | b8 білий слон · b7 білий кінь · a6 чорний пішак · b6 чорний король · c6 чорна тура · d6 білий кінь · e5 чорний кінь · d1 чорний слон · e1 білий король | b8 білий слон · b7 білий кінь · a6 чорний пішак · b6 чорний король · c6 чорна тура · d6 білий кінь · e5 чорний кінь · d1 чорний слон · e1 білий король | b8 білий слон · b7 білий кінь · a6 чорний пішак · b6 чорний король · c6 чорна тура · d6 білий кінь · e5 чорний кінь · d1 чорний слон · e1 білий король | b8 білий слон · b7 білий кінь · a6 чорний пішак · b6 чорний король · c6 чорна тура · d6 білий кінь · e5 чорний кінь · d1 чорний слон · e1 білий король | b8 білий слон · b7 білий кінь · a6 чорний пішак · b6 чорний король · c6 чорна тура · d6 білий кінь · e5 чорний кінь · d1 чорний слон · e1 білий король | b8 білий слон · b7 білий кінь · a6 чорний пішак · b6 чорний король · c6 чорна тура · d6 білий кінь · e5 чорний кінь · d1 чорний слон · e1 білий король | b8 білий слон · b7 білий кінь · a6 чорний пішак · b6 чорний король · c6 чорна тура · d6 білий кінь · e5 чорний кінь · d1 чорний слон · e1 білий король | 3 |
| 2 | b8 білий слон · b7 білий кінь · a6 чорний пішак · b6 чорний король · c6 чорна тура · d6 білий кінь · e5 чорний кінь · d1 чорний слон · e1 білий король | b8 білий слон · b7 білий кінь · a6 чорний пішак · b6 чорний король · c6 чорна тура · d6 білий кінь · e5 чорний кінь · d1 чорний слон · e1 білий король | b8 білий слон · b7 білий кінь · a6 чорний пішак · b6 чорний король · c6 чорна тура · d6 білий кінь · e5 чорний кінь · d1 чорний слон · e1 білий король | b8 білий слон · b7 білий кінь · a6 чорний пішак · b6 чорний король · c6 чорна тура · d6 білий кінь · e5 чорний кінь · d1 чорний слон · e1 білий король | b8 білий слон · b7 білий кінь · a6 чорний пішак · b6 чорний король · c6 чорна тура · d6 білий кінь · e5 чорний кінь · d1 чорний слон · e1 білий король | b8 білий слон · b7 білий кінь · a6 чорний пішак · b6 чорний король · c6 чорна тура · d6 білий кінь · e5 чорний кінь · d1 чорний слон · e1 білий король | b8 білий слон · b7 білий кінь · a6 чорний пішак · b6 чорний король · c6 чорна тура · d6 білий кінь · e5 чорний кінь · d1 чорний слон · e1 білий король | b8 білий слон · b7 білий кінь · a6 чорний пішак · b6 чорний король · c6 чорна тура · d6 білий кінь · e5 чорний кінь · d1 чорний слон · e1 білий король | 2 |
| 1 | b8 білий слон · b7 білий кінь · a6 чорний пішак · b6 чорний король · c6 чорна тура · d6 білий кінь · e5 чорний кінь · d1 чорний слон · e1 білий король | b8 білий слон · b7 білий кінь · a6 чорний пішак · b6 чорний король · c6 чорна тура · d6 білий кінь · e5 чорний кінь · d1 чорний слон · e1 білий король | b8 білий слон · b7 білий кінь · a6 чорний пішак · b6 чорний король · c6 чорна тура · d6 білий кінь · e5 чорний кінь · d1 чорний слон · e1 білий король | b8 білий слон · b7 білий кінь · a6 чорний пішак · b6 чорний король · c6 чорна тура · d6 білий кінь · e5 чорний кінь · d1 чорний слон · e1 білий король | b8 білий слон · b7 білий кінь · a6 чорний пішак · b6 чорний король · c6 чорна тура · d6 білий кінь · e5 чорний кінь · d1 чорний слон · e1 білий король | b8 білий слон · b7 білий кінь · a6 чорний пішак · b6 чорний король · c6 чорна тура · d6 білий кінь · e5 чорний кінь · d1 чорний слон · e1 білий король | b8 білий слон · b7 білий кінь · a6 чорний пішак · b6 чорний король · c6 чорна тура · d6 білий кінь · e5 чорний кінь · d1 чорний слон · e1 білий король | b8 білий слон · b7 білий кінь · a6 чорний пішак · b6 чорний король · c6 чорна тура · d6 білий кінь · e5 чорний кінь · d1 чорний слон · e1 білий король | 1 |
|   | a | b | c | d | e | f | g | h |   |

FEN: 1B6/1N6/pkrN4/4n3/8/8/8/3bK3
2 Sol

I  1.Sc4 A Sc5 B 2.Sa5 C Sd7# D (MM)

II 1.Sd7 D Sa5 C 2.Sc5 B Sac4# A (MM)
В першому рішенні чорний кінь ходить своєю дорогою, а білий своєю. В другому рішенні чорний кінь ходить маршрутом білого коня, а білий кінь іде маршрутом чорного коня, але у зворотному напрямку, тобто, у другому рішенні чорний і білий кінь помінялися маршрутами — це відповідає вимогам вираження зворотної повної змішаної форми теми Залокоцького.

### Зворотна укорочена форма
Зворотна укорочена форма теми — це форма теми на зворотний шлях фігури із матового положення рішення першого близнюка на своє початкове поле знаходження  в процесі рішення другого близнюка. Існують наступні види вираження зворотної укороченої форми теми — зворотна укорочена чорна форма; зворотна укорочена біла форма; зворотна укорочена повна форма; зворотна укорочена повна змішана форма.

#### Зворотна укорочена чорна форма
Цей вид зворотної форми теми може бути виражений лише в близнюках. В першому близнюку чорна фігура іде певним маршрутом, а в другому близнюку з матової позиції ця ж чорна фігура іде в зворотному напрямку по тому ж маршруту на своє початкове поле знаходження.
|   | a | b | c | d | e | f | g | h |   |
| 8 | e8 чорний король · d7 чорний пішак · a4 білий слон · h4 білий слон · d3 білий король · g1 чорний слон | e8 чорний король · d7 чорний пішак · a4 білий слон · h4 білий слон · d3 білий король · g1 чорний слон | e8 чорний король · d7 чорний пішак · a4 білий слон · h4 білий слон · d3 білий король · g1 чорний слон | e8 чорний король · d7 чорний пішак · a4 білий слон · h4 білий слон · d3 білий король · g1 чорний слон | e8 чорний король · d7 чорний пішак · a4 білий слон · h4 білий слон · d3 білий король · g1 чорний слон | e8 чорний король · d7 чорний пішак · a4 білий слон · h4 білий слон · d3 білий король · g1 чорний слон | e8 чорний король · d7 чорний пішак · a4 білий слон · h4 білий слон · d3 білий король · g1 чорний слон | e8 чорний король · d7 чорний пішак · a4 білий слон · h4 білий слон · d3 білий король · g1 чорний слон | 8 |
| 7 | e8 чорний король · d7 чорний пішак · a4 білий слон · h4 білий слон · d3 білий король · g1 чорний слон | e8 чорний король · d7 чорний пішак · a4 білий слон · h4 білий слон · d3 білий король · g1 чорний слон | e8 чорний король · d7 чорний пішак · a4 білий слон · h4 білий слон · d3 білий король · g1 чорний слон | e8 чорний король · d7 чорний пішак · a4 білий слон · h4 білий слон · d3 білий король · g1 чорний слон | e8 чорний король · d7 чорний пішак · a4 білий слон · h4 білий слон · d3 білий король · g1 чорний слон | e8 чорний король · d7 чорний пішак · a4 білий слон · h4 білий слон · d3 білий король · g1 чорний слон | e8 чорний король · d7 чорний пішак · a4 білий слон · h4 білий слон · d3 білий король · g1 чорний слон | e8 чорний король · d7 чорний пішак · a4 білий слон · h4 білий слон · d3 білий король · g1 чорний слон | 7 |
| 6 | e8 чорний король · d7 чорний пішак · a4 білий слон · h4 білий слон · d3 білий король · g1 чорний слон | e8 чорний король · d7 чорний пішак · a4 білий слон · h4 білий слон · d3 білий король · g1 чорний слон | e8 чорний король · d7 чорний пішак · a4 білий слон · h4 білий слон · d3 білий король · g1 чорний слон | e8 чорний король · d7 чорний пішак · a4 білий слон · h4 білий слон · d3 білий король · g1 чорний слон | e8 чорний король · d7 чорний пішак · a4 білий слон · h4 білий слон · d3 білий король · g1 чорний слон | e8 чорний король · d7 чорний пішак · a4 білий слон · h4 білий слон · d3 білий король · g1 чорний слон | e8 чорний король · d7 чорний пішак · a4 білий слон · h4 білий слон · d3 білий король · g1 чорний слон | e8 чорний король · d7 чорний пішак · a4 білий слон · h4 білий слон · d3 білий король · g1 чорний слон | 6 |
| 5 | e8 чорний король · d7 чорний пішак · a4 білий слон · h4 білий слон · d3 білий король · g1 чорний слон | e8 чорний король · d7 чорний пішак · a4 білий слон · h4 білий слон · d3 білий король · g1 чорний слон | e8 чорний король · d7 чорний пішак · a4 білий слон · h4 білий слон · d3 білий король · g1 чорний слон | e8 чорний король · d7 чорний пішак · a4 білий слон · h4 білий слон · d3 білий король · g1 чорний слон | e8 чорний король · d7 чорний пішак · a4 білий слон · h4 білий слон · d3 білий король · g1 чорний слон | e8 чорний король · d7 чорний пішак · a4 білий слон · h4 білий слон · d3 білий король · g1 чорний слон | e8 чорний король · d7 чорний пішак · a4 білий слон · h4 білий слон · d3 білий король · g1 чорний слон | e8 чорний король · d7 чорний пішак · a4 білий слон · h4 білий слон · d3 білий король · g1 чорний слон | 5 |
| 4 | e8 чорний король · d7 чорний пішак · a4 білий слон · h4 білий слон · d3 білий король · g1 чорний слон | e8 чорний король · d7 чорний пішак · a4 білий слон · h4 білий слон · d3 білий король · g1 чорний слон | e8 чорний король · d7 чорний пішак · a4 білий слон · h4 білий слон · d3 білий король · g1 чорний слон | e8 чорний король · d7 чорний пішак · a4 білий слон · h4 білий слон · d3 білий король · g1 чорний слон | e8 чорний король · d7 чорний пішак · a4 білий слон · h4 білий слон · d3 білий король · g1 чорний слон | e8 чорний король · d7 чорний пішак · a4 білий слон · h4 білий слон · d3 білий король · g1 чорний слон | e8 чорний король · d7 чорний пішак · a4 білий слон · h4 білий слон · d3 білий король · g1 чорний слон | e8 чорний король · d7 чорний пішак · a4 білий слон · h4 білий слон · d3 білий король · g1 чорний слон | 4 |
| 3 | e8 чорний король · d7 чорний пішак · a4 білий слон · h4 білий слон · d3 білий король · g1 чорний слон | e8 чорний король · d7 чорний пішак · a4 білий слон · h4 білий слон · d3 білий король · g1 чорний слон | e8 чорний король · d7 чорний пішак · a4 білий слон · h4 білий слон · d3 білий король · g1 чорний слон | e8 чорний король · d7 чорний пішак · a4 білий слон · h4 білий слон · d3 білий король · g1 чорний слон | e8 чорний король · d7 чорний пішак · a4 білий слон · h4 білий слон · d3 білий король · g1 чорний слон | e8 чорний король · d7 чорний пішак · a4 білий слон · h4 білий слон · d3 білий король · g1 чорний слон | e8 чорний король · d7 чорний пішак · a4 білий слон · h4 білий слон · d3 білий король · g1 чорний слон | e8 чорний король · d7 чорний пішак · a4 білий слон · h4 білий слон · d3 білий король · g1 чорний слон | 3 |
| 2 | e8 чорний король · d7 чорний пішак · a4 білий слон · h4 білий слон · d3 білий король · g1 чорний слон | e8 чорний король · d7 чорний пішак · a4 білий слон · h4 білий слон · d3 білий король · g1 чорний слон | e8 чорний король · d7 чорний пішак · a4 білий слон · h4 білий слон · d3 білий король · g1 чорний слон | e8 чорний король · d7 чорний пішак · a4 білий слон · h4 білий слон · d3 білий король · g1 чорний слон | e8 чорний король · d7 чорний пішак · a4 білий слон · h4 білий слон · d3 білий король · g1 чорний слон | e8 чорний король · d7 чорний пішак · a4 білий слон · h4 білий слон · d3 білий король · g1 чорний слон | e8 чорний король · d7 чорний пішак · a4 білий слон · h4 білий слон · d3 білий король · g1 чорний слон | e8 чорний король · d7 чорний пішак · a4 білий слон · h4 білий слон · d3 білий король · g1 чорний слон | 2 |
| 1 | e8 чорний король · d7 чорний пішак · a4 білий слон · h4 білий слон · d3 білий король · g1 чорний слон | e8 чорний король · d7 чорний пішак · a4 білий слон · h4 білий слон · d3 білий король · g1 чорний слон | e8 чорний король · d7 чорний пішак · a4 білий слон · h4 білий слон · d3 білий король · g1 чорний слон | e8 чорний король · d7 чорний пішак · a4 білий слон · h4 білий слон · d3 білий король · g1 чорний слон | e8 чорний король · d7 чорний пішак · a4 білий слон · h4 білий слон · d3 білий король · g1 чорний слон | e8 чорний король · d7 чорний пішак · a4 білий слон · h4 білий слон · d3 білий король · g1 чорний слон | e8 чорний король · d7 чорний пішак · a4 білий слон · h4 білий слон · d3 білий король · g1 чорний слон | e8 чорний король · d7 чорний пішак · a4 білий слон · h4 білий слон · d3 білий король · g1 чорний слон | 1 |
|   | a | b | c | d | e | f | g | h |   |

FEN: 4k3/3p4/8/8/B6B/3K4/8/6b1
b) з матової позиції e8 → f1

a) 1. Bg1—c5 Bd1 2. Bc5—f8 Bh5# (MM) 
b) 1. Bf8—c5 Bg4 2. Bc5—g1 Bh3# (MM) 
В початковій  позиції на «g1» знаходиться чорний слон, який в процесі першого рішення рухається на поле «с5», а потім на поле «f8». У другому близнюку в процесі рішенні цей самий слон здійснює зворотний маршрут через поле «с5» і повертається на початкову позицію на поле «g1».

#### Зворотна укорочена біла форма
Цей вид зворотної форми теми може бути виражений лише в близнюках. В першому близнюку біла фігура іде певним маршрутом і на останньому ході оголошує мат, а в другому близнюку з матової позиції ця ж біла фігура іде в зворотному напрямку по тому ж маршруту на своє початкове поле знаходження й також оголошує мат.
|   | a                                                                                                   | b                                                                                                   | c                                                                                                   | d                                                                                                   | e                                                                                                   | f                                                                                                   | g                                                                                                   | h                                                                                                   |   |
| 8 | g8 чорний король · h7 біла тура · b6 білий кінь · a5 чорний кінь · d5 білий король · g5 чорний кінь | g8 чорний король · h7 біла тура · b6 білий кінь · a5 чорний кінь · d5 білий король · g5 чорний кінь | g8 чорний король · h7 біла тура · b6 білий кінь · a5 чорний кінь · d5 білий король · g5 чорний кінь | g8 чорний король · h7 біла тура · b6 білий кінь · a5 чорний кінь · d5 білий король · g5 чорний кінь | g8 чорний король · h7 біла тура · b6 білий кінь · a5 чорний кінь · d5 білий король · g5 чорний кінь | g8 чорний король · h7 біла тура · b6 білий кінь · a5 чорний кінь · d5 білий король · g5 чорний кінь | g8 чорний король · h7 біла тура · b6 білий кінь · a5 чорний кінь · d5 білий король · g5 чорний кінь | g8 чорний король · h7 біла тура · b6 білий кінь · a5 чорний кінь · d5 білий король · g5 чорний кінь | 8 |
| 7 | g8 чорний король · h7 біла тура · b6 білий кінь · a5 чорний кінь · d5 білий король · g5 чорний кінь | g8 чорний король · h7 біла тура · b6 білий кінь · a5 чорний кінь · d5 білий король · g5 чорний кінь | g8 чорний король · h7 біла тура · b6 білий кінь · a5 чорний кінь · d5 білий король · g5 чорний кінь | g8 чорний король · h7 біла тура · b6 білий кінь · a5 чорний кінь · d5 білий король · g5 чорний кінь | g8 чорний король · h7 біла тура · b6 білий кінь · a5 чорний кінь · d5 білий король · g5 чорний кінь | g8 чорний король · h7 біла тура · b6 білий кінь · a5 чорний кінь · d5 білий король · g5 чорний кінь | g8 чорний король · h7 біла тура · b6 білий кінь · a5 чорний кінь · d5 білий король · g5 чорний кінь | g8 чорний король · h7 біла тура · b6 білий кінь · a5 чорний кінь · d5 білий король · g5 чорний кінь | 7 |
| 6 | g8 чорний король · h7 біла тура · b6 білий кінь · a5 чорний кінь · d5 білий король · g5 чорний кінь | g8 чорний король · h7 біла тура · b6 білий кінь · a5 чорний кінь · d5 білий король · g5 чорний кінь | g8 чорний король · h7 біла тура · b6 білий кінь · a5 чорний кінь · d5 білий король · g5 чорний кінь | g8 чорний король · h7 біла тура · b6 білий кінь · a5 чорний кінь · d5 білий король · g5 чорний кінь | g8 чорний король · h7 біла тура · b6 білий кінь · a5 чорний кінь · d5 білий король · g5 чорний кінь | g8 чорний король · h7 біла тура · b6 білий кінь · a5 чорний кінь · d5 білий король · g5 чорний кінь | g8 чорний король · h7 біла тура · b6 білий кінь · a5 чорний кінь · d5 білий король · g5 чорний кінь | g8 чорний король · h7 біла тура · b6 білий кінь · a5 чорний кінь · d5 білий король · g5 чорний кінь | 6 |
| 5 | g8 чорний король · h7 біла тура · b6 білий кінь · a5 чорний кінь · d5 білий король · g5 чорний кінь | g8 чорний король · h7 біла тура · b6 білий кінь · a5 чорний кінь · d5 білий король · g5 чорний кінь | g8 чорний король · h7 біла тура · b6 білий кінь · a5 чорний кінь · d5 білий король · g5 чорний кінь | g8 чорний король · h7 біла тура · b6 білий кінь · a5 чорний кінь · d5 білий король · g5 чорний кінь | g8 чорний король · h7 біла тура · b6 білий кінь · a5 чорний кінь · d5 білий король · g5 чорний кінь | g8 чорний король · h7 біла тура · b6 білий кінь · a5 чорний кінь · d5 білий король · g5 чорний кінь | g8 чорний король · h7 біла тура · b6 білий кінь · a5 чорний кінь · d5 білий король · g5 чорний кінь | g8 чорний король · h7 біла тура · b6 білий кінь · a5 чорний кінь · d5 білий король · g5 чорний кінь | 5 |
| 4 | g8 чорний король · h7 біла тура · b6 білий кінь · a5 чорний кінь · d5 білий король · g5 чорний кінь | g8 чорний король · h7 біла тура · b6 білий кінь · a5 чорний кінь · d5 білий король · g5 чорний кінь | g8 чорний король · h7 біла тура · b6 білий кінь · a5 чорний кінь · d5 білий король · g5 чорний кінь | g8 чорний король · h7 біла тура · b6 білий кінь · a5 чорний кінь · d5 білий король · g5 чорний кінь | g8 чорний король · h7 біла тура · b6 білий кінь · a5 чорний кінь · d5 білий король · g5 чорний кінь | g8 чорний король · h7 біла тура · b6 білий кінь · a5 чорний кінь · d5 білий король · g5 чорний кінь | g8 чорний король · h7 біла тура · b6 білий кінь · a5 чорний кінь · d5 білий король · g5 чорний кінь | g8 чорний король · h7 біла тура · b6 білий кінь · a5 чорний кінь · d5 білий король · g5 чорний кінь | 4 |
| 3 | g8 чорний король · h7 біла тура · b6 білий кінь · a5 чорний кінь · d5 білий король · g5 чорний кінь | g8 чорний король · h7 біла тура · b6 білий кінь · a5 чорний кінь · d5 білий король · g5 чорний кінь | g8 чорний король · h7 біла тура · b6 білий кінь · a5 чорний кінь · d5 білий король · g5 чорний кінь | g8 чорний король · h7 біла тура · b6 білий кінь · a5 чорний кінь · d5 білий король · g5 чорний кінь | g8 чорний король · h7 біла тура · b6 білий кінь · a5 чорний кінь · d5 білий король · g5 чорний кінь | g8 чорний король · h7 біла тура · b6 білий кінь · a5 чорний кінь · d5 білий король · g5 чорний кінь | g8 чорний король · h7 біла тура · b6 білий кінь · a5 чорний кінь · d5 білий король · g5 чорний кінь | g8 чорний король · h7 біла тура · b6 білий кінь · a5 чорний кінь · d5 білий король · g5 чорний кінь | 3 |
| 2 | g8 чорний король · h7 біла тура · b6 білий кінь · a5 чорний кінь · d5 білий король · g5 чорний кінь | g8 чорний король · h7 біла тура · b6 білий кінь · a5 чорний кінь · d5 білий король · g5 чорний кінь | g8 чорний король · h7 біла тура · b6 білий кінь · a5 чорний кінь · d5 білий король · g5 чорний кінь | g8 чорний король · h7 біла тура · b6 білий кінь · a5 чорний кінь · d5 білий король · g5 чорний кінь | g8 чорний король · h7 біла тура · b6 білий кінь · a5 чорний кінь · d5 білий король · g5 чорний кінь | g8 чорний король · h7 біла тура · b6 білий кінь · a5 чорний кінь · d5 білий король · g5 чорний кінь | g8 чорний король · h7 біла тура · b6 білий кінь · a5 чорний кінь · d5 білий король · g5 чорний кінь | g8 чорний король · h7 біла тура · b6 білий кінь · a5 чорний кінь · d5 білий король · g5 чорний кінь | 2 |
| 1 | g8 чорний король · h7 біла тура · b6 білий кінь · a5 чорний кінь · d5 білий король · g5 чорний кінь | g8 чорний король · h7 біла тура · b6 білий кінь · a5 чорний кінь · d5 білий король · g5 чорний кінь | g8 чорний король · h7 біла тура · b6 білий кінь · a5 чорний кінь · d5 білий король · g5 чорний кінь | g8 чорний король · h7 біла тура · b6 білий кінь · a5 чорний кінь · d5 білий король · g5 чорний кінь | g8 чорний король · h7 біла тура · b6 білий кінь · a5 чорний кінь · d5 білий король · g5 чорний кінь | g8 чорний король · h7 біла тура · b6 білий кінь · a5 чорний кінь · d5 білий король · g5 чорний кінь | g8 чорний король · h7 біла тура · b6 білий кінь · a5 чорний кінь · d5 білий король · g5 чорний кінь | g8 чорний король · h7 біла тура · b6 білий кінь · a5 чорний кінь · d5 білий король · g5 чорний кінь | 1 |
|   | a                                                                                                   | b                                                                                                   | c                                                                                                   | d                                                                                                   | e                                                                                                   | f                                                                                                   | g                                                                                                   | h                                                                                                   |   |

FEN: 6k1/7R/1N6/n2K2n1/8/8/8/8
b) з матової позиції g8 → a8

a) 1. Se6 Sb6—d7 2. Sf8 Sd7—f6#
b) 1. Sc6 Sf6—d7 2. Sb8 Sd7—b6#
В початковій позиції на «b6» знаходиться білий кінь, який в процесі  гри переміщається через поле «d7 на f6». У другому близнюку в процесі рішення цей самий білий кінь здійснює зворотний маршрут і повертається на своє початкове місце, на поле «b6».

#### Зворотна укорочена повна форма
Цей вид зворотної форми теми може бути виражений лише в близнюках. В першому близнюку в процесі рішення останній хід білої та чорної фігури є початковою позицією цих фігур другого близнюка і в процесі рішення в зворотному напрямку тим же маршрутом вони повертаються на початкові поля де стояли в першому близнюку.
|   | a                                                                                  | b                                                                                  | c                                                                                  | d                                                                                  | e                                                                                  | f                                                                                  | g                                                                                  | h                                                                                  |   |
| 8 | h8 чорний король · f3 білий кінь · h3 чорний кінь · d1 білий король · g1 біла тура | h8 чорний король · f3 білий кінь · h3 чорний кінь · d1 білий король · g1 біла тура | h8 чорний король · f3 білий кінь · h3 чорний кінь · d1 білий король · g1 біла тура | h8 чорний король · f3 білий кінь · h3 чорний кінь · d1 білий король · g1 біла тура | h8 чорний король · f3 білий кінь · h3 чорний кінь · d1 білий король · g1 біла тура | h8 чорний король · f3 білий кінь · h3 чорний кінь · d1 білий король · g1 біла тура | h8 чорний король · f3 білий кінь · h3 чорний кінь · d1 білий король · g1 біла тура | h8 чорний король · f3 білий кінь · h3 чорний кінь · d1 білий король · g1 біла тура | 8 |
| 7 | h8 чорний король · f3 білий кінь · h3 чорний кінь · d1 білий король · g1 біла тура | h8 чорний король · f3 білий кінь · h3 чорний кінь · d1 білий король · g1 біла тура | h8 чорний король · f3 білий кінь · h3 чорний кінь · d1 білий король · g1 біла тура | h8 чорний король · f3 білий кінь · h3 чорний кінь · d1 білий король · g1 біла тура | h8 чорний король · f3 білий кінь · h3 чорний кінь · d1 білий король · g1 біла тура | h8 чорний король · f3 білий кінь · h3 чорний кінь · d1 білий король · g1 біла тура | h8 чорний король · f3 білий кінь · h3 чорний кінь · d1 білий король · g1 біла тура | h8 чорний король · f3 білий кінь · h3 чорний кінь · d1 білий король · g1 біла тура | 7 |
| 6 | h8 чорний король · f3 білий кінь · h3 чорний кінь · d1 білий король · g1 біла тура | h8 чорний король · f3 білий кінь · h3 чорний кінь · d1 білий король · g1 біла тура | h8 чорний король · f3 білий кінь · h3 чорний кінь · d1 білий король · g1 біла тура | h8 чорний король · f3 білий кінь · h3 чорний кінь · d1 білий король · g1 біла тура | h8 чорний король · f3 білий кінь · h3 чорний кінь · d1 білий король · g1 біла тура | h8 чорний король · f3 білий кінь · h3 чорний кінь · d1 білий король · g1 біла тура | h8 чорний король · f3 білий кінь · h3 чорний кінь · d1 білий король · g1 біла тура | h8 чорний король · f3 білий кінь · h3 чорний кінь · d1 білий король · g1 біла тура | 6 |
| 5 | h8 чорний король · f3 білий кінь · h3 чорний кінь · d1 білий король · g1 біла тура | h8 чорний король · f3 білий кінь · h3 чорний кінь · d1 білий король · g1 біла тура | h8 чорний король · f3 білий кінь · h3 чорний кінь · d1 білий король · g1 біла тура | h8 чорний король · f3 білий кінь · h3 чорний кінь · d1 білий король · g1 біла тура | h8 чорний король · f3 білий кінь · h3 чорний кінь · d1 білий король · g1 біла тура | h8 чорний король · f3 білий кінь · h3 чорний кінь · d1 білий король · g1 біла тура | h8 чорний король · f3 білий кінь · h3 чорний кінь · d1 білий король · g1 біла тура | h8 чорний король · f3 білий кінь · h3 чорний кінь · d1 білий король · g1 біла тура | 5 |
| 4 | h8 чорний король · f3 білий кінь · h3 чорний кінь · d1 білий король · g1 біла тура | h8 чорний король · f3 білий кінь · h3 чорний кінь · d1 білий король · g1 біла тура | h8 чорний король · f3 білий кінь · h3 чорний кінь · d1 білий король · g1 біла тура | h8 чорний король · f3 білий кінь · h3 чорний кінь · d1 білий король · g1 біла тура | h8 чорний король · f3 білий кінь · h3 чорний кінь · d1 білий король · g1 біла тура | h8 чорний король · f3 білий кінь · h3 чорний кінь · d1 білий король · g1 біла тура | h8 чорний король · f3 білий кінь · h3 чорний кінь · d1 білий король · g1 біла тура | h8 чорний король · f3 білий кінь · h3 чорний кінь · d1 білий король · g1 біла тура | 4 |
| 3 | h8 чорний король · f3 білий кінь · h3 чорний кінь · d1 білий король · g1 біла тура | h8 чорний король · f3 білий кінь · h3 чорний кінь · d1 білий король · g1 біла тура | h8 чорний король · f3 білий кінь · h3 чорний кінь · d1 білий король · g1 біла тура | h8 чорний король · f3 білий кінь · h3 чорний кінь · d1 білий король · g1 біла тура | h8 чорний король · f3 білий кінь · h3 чорний кінь · d1 білий король · g1 біла тура | h8 чорний король · f3 білий кінь · h3 чорний кінь · d1 білий король · g1 біла тура | h8 чорний король · f3 білий кінь · h3 чорний кінь · d1 білий король · g1 біла тура | h8 чорний король · f3 білий кінь · h3 чорний кінь · d1 білий король · g1 біла тура | 3 |
| 2 | h8 чорний король · f3 білий кінь · h3 чорний кінь · d1 білий король · g1 біла тура | h8 чорний король · f3 білий кінь · h3 чорний кінь · d1 білий король · g1 біла тура | h8 чорний король · f3 білий кінь · h3 чорний кінь · d1 білий король · g1 біла тура | h8 чорний король · f3 білий кінь · h3 чорний кінь · d1 білий король · g1 біла тура | h8 чорний король · f3 білий кінь · h3 чорний кінь · d1 білий король · g1 біла тура | h8 чорний король · f3 білий кінь · h3 чорний кінь · d1 білий король · g1 біла тура | h8 чорний король · f3 білий кінь · h3 чорний кінь · d1 білий король · g1 біла тура | h8 чорний король · f3 білий кінь · h3 чорний кінь · d1 білий король · g1 біла тура | 2 |
| 1 | h8 чорний король · f3 білий кінь · h3 чорний кінь · d1 білий король · g1 біла тура | h8 чорний король · f3 білий кінь · h3 чорний кінь · d1 білий король · g1 біла тура | h8 чорний король · f3 білий кінь · h3 чорний кінь · d1 білий король · g1 біла тура | h8 чорний король · f3 білий кінь · h3 чорний кінь · d1 білий король · g1 біла тура | h8 чорний король · f3 білий кінь · h3 чорний кінь · d1 білий король · g1 біла тура | h8 чорний король · f3 білий кінь · h3 чорний кінь · d1 білий король · g1 біла тура | h8 чорний король · f3 білий кінь · h3 чорний кінь · d1 білий король · g1 біла тура | h8 чорний король · f3 білий кінь · h3 чорний кінь · d1 білий король · g1 біла тура | 1 |
|   | a                                                                                  | b                                                                                  | c                                                                                  | d                                                                                  | e                                                                                  | f                                                                                  | g                                                                                  | h                                                                                  |   |

FEN: 7k/8/8/8/8/5N1n/8/3K2R1
b) з матової позиції h8 → h2

a) 1. Sh3—g5 Sf3—e5 2. Sg5—h7  Se5—f7#
b) 1. Sh7—g5 Sf7—e5 2. Sg5—h3  Se5—f3#
Чорний і білий кінь у другому близнюку в процесі рішенні шляхом зворотного маршруту повертаються на свої початкові позиції.

## Пряма форма
В процесі рішення  друга  фігура ходить прямо по тих самих полях, що ходила перша фігура. Для вираження в багатоходовій задачі одна і та ж фігура може другий раз пройти по тих самих полях в тому ж напрямку. Нижче подано ряд видів вираження прямої форми теми.

### Пряма чорна форма
Цей вид вираження прямої форми теми полягає в тому, що в процесі рішення по одних і тих же полях в одному напрямку проходять дві чорні фігури. Наприклад в кооперативному жанрі в першому рішенні одна чорна фігура іде маршрутом по певних полях, а в другому рішенні тим же маршрутом у тому ж напрямку по тих самих полях ходить друга чорна фігура.
|   | a | b | c | d | e | f | g | h |   |
| 8 | c8 чорний король · b7 чорний пішак · d7 чорний пішак · e5 білий король · a4 чорна тура · h4 чорна тура · f2 чорний пішак · g2 чорний пішак · b1 біла тура | c8 чорний король · b7 чорний пішак · d7 чорний пішак · e5 білий король · a4 чорна тура · h4 чорна тура · f2 чорний пішак · g2 чорний пішак · b1 біла тура | c8 чорний король · b7 чорний пішак · d7 чорний пішак · e5 білий король · a4 чорна тура · h4 чорна тура · f2 чорний пішак · g2 чорний пішак · b1 біла тура | c8 чорний король · b7 чорний пішак · d7 чорний пішак · e5 білий король · a4 чорна тура · h4 чорна тура · f2 чорний пішак · g2 чорний пішак · b1 біла тура | c8 чорний король · b7 чорний пішак · d7 чорний пішак · e5 білий король · a4 чорна тура · h4 чорна тура · f2 чорний пішак · g2 чорний пішак · b1 біла тура | c8 чорний король · b7 чорний пішак · d7 чорний пішак · e5 білий король · a4 чорна тура · h4 чорна тура · f2 чорний пішак · g2 чорний пішак · b1 біла тура | c8 чорний король · b7 чорний пішак · d7 чорний пішак · e5 білий король · a4 чорна тура · h4 чорна тура · f2 чорний пішак · g2 чорний пішак · b1 біла тура | c8 чорний король · b7 чорний пішак · d7 чорний пішак · e5 білий король · a4 чорна тура · h4 чорна тура · f2 чорний пішак · g2 чорний пішак · b1 біла тура | 8 |
| 7 | c8 чорний король · b7 чорний пішак · d7 чорний пішак · e5 білий король · a4 чорна тура · h4 чорна тура · f2 чорний пішак · g2 чорний пішак · b1 біла тура | c8 чорний король · b7 чорний пішак · d7 чорний пішак · e5 білий король · a4 чорна тура · h4 чорна тура · f2 чорний пішак · g2 чорний пішак · b1 біла тура | c8 чорний король · b7 чорний пішак · d7 чорний пішак · e5 білий король · a4 чорна тура · h4 чорна тура · f2 чорний пішак · g2 чорний пішак · b1 біла тура | c8 чорний король · b7 чорний пішак · d7 чорний пішак · e5 білий король · a4 чорна тура · h4 чорна тура · f2 чорний пішак · g2 чорний пішак · b1 біла тура | c8 чорний король · b7 чорний пішак · d7 чорний пішак · e5 білий король · a4 чорна тура · h4 чорна тура · f2 чорний пішак · g2 чорний пішак · b1 біла тура | c8 чорний король · b7 чорний пішак · d7 чорний пішак · e5 білий король · a4 чорна тура · h4 чорна тура · f2 чорний пішак · g2 чорний пішак · b1 біла тура | c8 чорний король · b7 чорний пішак · d7 чорний пішак · e5 білий король · a4 чорна тура · h4 чорна тура · f2 чорний пішак · g2 чорний пішак · b1 біла тура | c8 чорний король · b7 чорний пішак · d7 чорний пішак · e5 білий король · a4 чорна тура · h4 чорна тура · f2 чорний пішак · g2 чорний пішак · b1 біла тура | 7 |
| 6 | c8 чорний король · b7 чорний пішак · d7 чорний пішак · e5 білий король · a4 чорна тура · h4 чорна тура · f2 чорний пішак · g2 чорний пішак · b1 біла тура | c8 чорний король · b7 чорний пішак · d7 чорний пішак · e5 білий король · a4 чорна тура · h4 чорна тура · f2 чорний пішак · g2 чорний пішак · b1 біла тура | c8 чорний король · b7 чорний пішак · d7 чорний пішак · e5 білий король · a4 чорна тура · h4 чорна тура · f2 чорний пішак · g2 чорний пішак · b1 біла тура | c8 чорний король · b7 чорний пішак · d7 чорний пішак · e5 білий король · a4 чорна тура · h4 чорна тура · f2 чорний пішак · g2 чорний пішак · b1 біла тура | c8 чорний король · b7 чорний пішак · d7 чорний пішак · e5 білий король · a4 чорна тура · h4 чорна тура · f2 чорний пішак · g2 чорний пішак · b1 біла тура | c8 чорний король · b7 чорний пішак · d7 чорний пішак · e5 білий король · a4 чорна тура · h4 чорна тура · f2 чорний пішак · g2 чорний пішак · b1 біла тура | c8 чорний король · b7 чорний пішак · d7 чорний пішак · e5 білий король · a4 чорна тура · h4 чорна тура · f2 чорний пішак · g2 чорний пішак · b1 біла тура | c8 чорний король · b7 чорний пішак · d7 чорний пішак · e5 білий король · a4 чорна тура · h4 чорна тура · f2 чорний пішак · g2 чорний пішак · b1 біла тура | 6 |
| 5 | c8 чорний король · b7 чорний пішак · d7 чорний пішак · e5 білий король · a4 чорна тура · h4 чорна тура · f2 чорний пішак · g2 чорний пішак · b1 біла тура | c8 чорний король · b7 чорний пішак · d7 чорний пішак · e5 білий король · a4 чорна тура · h4 чорна тура · f2 чорний пішак · g2 чорний пішак · b1 біла тура | c8 чорний король · b7 чорний пішак · d7 чорний пішак · e5 білий король · a4 чорна тура · h4 чорна тура · f2 чорний пішак · g2 чорний пішак · b1 біла тура | c8 чорний король · b7 чорний пішак · d7 чорний пішак · e5 білий король · a4 чорна тура · h4 чорна тура · f2 чорний пішак · g2 чорний пішак · b1 біла тура | c8 чорний король · b7 чорний пішак · d7 чорний пішак · e5 білий король · a4 чорна тура · h4 чорна тура · f2 чорний пішак · g2 чорний пішак · b1 біла тура | c8 чорний король · b7 чорний пішак · d7 чорний пішак · e5 білий король · a4 чорна тура · h4 чорна тура · f2 чорний пішак · g2 чорний пішак · b1 біла тура | c8 чорний король · b7 чорний пішак · d7 чорний пішак · e5 білий король · a4 чорна тура · h4 чорна тура · f2 чорний пішак · g2 чорний пішак · b1 біла тура | c8 чорний король · b7 чорний пішак · d7 чорний пішак · e5 білий король · a4 чорна тура · h4 чорна тура · f2 чорний пішак · g2 чорний пішак · b1 біла тура | 5 |
| 4 | c8 чорний король · b7 чорний пішак · d7 чорний пішак · e5 білий король · a4 чорна тура · h4 чорна тура · f2 чорний пішак · g2 чорний пішак · b1 біла тура | c8 чорний король · b7 чорний пішак · d7 чорний пішак · e5 білий король · a4 чорна тура · h4 чорна тура · f2 чорний пішак · g2 чорний пішак · b1 біла тура | c8 чорний король · b7 чорний пішак · d7 чорний пішак · e5 білий король · a4 чорна тура · h4 чорна тура · f2 чорний пішак · g2 чорний пішак · b1 біла тура | c8 чорний король · b7 чорний пішак · d7 чорний пішак · e5 білий король · a4 чорна тура · h4 чорна тура · f2 чорний пішак · g2 чорний пішак · b1 біла тура | c8 чорний король · b7 чорний пішак · d7 чорний пішак · e5 білий король · a4 чорна тура · h4 чорна тура · f2 чорний пішак · g2 чорний пішак · b1 біла тура | c8 чорний король · b7 чорний пішак · d7 чорний пішак · e5 білий король · a4 чорна тура · h4 чорна тура · f2 чорний пішак · g2 чорний пішак · b1 біла тура | c8 чорний король · b7 чорний пішак · d7 чорний пішак · e5 білий король · a4 чорна тура · h4 чорна тура · f2 чорний пішак · g2 чорний пішак · b1 біла тура | c8 чорний король · b7 чорний пішак · d7 чорний пішак · e5 білий король · a4 чорна тура · h4 чорна тура · f2 чорний пішак · g2 чорний пішак · b1 біла тура | 4 |
| 3 | c8 чорний король · b7 чорний пішак · d7 чорний пішак · e5 білий король · a4 чорна тура · h4 чорна тура · f2 чорний пішак · g2 чорний пішак · b1 біла тура | c8 чорний король · b7 чорний пішак · d7 чорний пішак · e5 білий король · a4 чорна тура · h4 чорна тура · f2 чорний пішак · g2 чорний пішак · b1 біла тура | c8 чорний король · b7 чорний пішак · d7 чорний пішак · e5 білий король · a4 чорна тура · h4 чорна тура · f2 чорний пішак · g2 чорний пішак · b1 біла тура | c8 чорний король · b7 чорний пішак · d7 чорний пішак · e5 білий король · a4 чорна тура · h4 чорна тура · f2 чорний пішак · g2 чорний пішак · b1 біла тура | c8 чорний король · b7 чорний пішак · d7 чорний пішак · e5 білий король · a4 чорна тура · h4 чорна тура · f2 чорний пішак · g2 чорний пішак · b1 біла тура | c8 чорний король · b7 чорний пішак · d7 чорний пішак · e5 білий король · a4 чорна тура · h4 чорна тура · f2 чорний пішак · g2 чорний пішак · b1 біла тура | c8 чорний король · b7 чорний пішак · d7 чорний пішак · e5 білий король · a4 чорна тура · h4 чорна тура · f2 чорний пішак · g2 чорний пішак · b1 біла тура | c8 чорний король · b7 чорний пішак · d7 чорний пішак · e5 білий король · a4 чорна тура · h4 чорна тура · f2 чорний пішак · g2 чорний пішак · b1 біла тура | 3 |
| 2 | c8 чорний король · b7 чорний пішак · d7 чорний пішак · e5 білий король · a4 чорна тура · h4 чорна тура · f2 чорний пішак · g2 чорний пішак · b1 біла тура | c8 чорний король · b7 чорний пішак · d7 чорний пішак · e5 білий король · a4 чорна тура · h4 чорна тура · f2 чорний пішак · g2 чорний пішак · b1 біла тура | c8 чорний король · b7 чорний пішак · d7 чорний пішак · e5 білий король · a4 чорна тура · h4 чорна тура · f2 чорний пішак · g2 чорний пішак · b1 біла тура | c8 чорний король · b7 чорний пішак · d7 чорний пішак · e5 білий король · a4 чорна тура · h4 чорна тура · f2 чорний пішак · g2 чорний пішак · b1 біла тура | c8 чорний король · b7 чорний пішак · d7 чорний пішак · e5 білий король · a4 чорна тура · h4 чорна тура · f2 чорний пішак · g2 чорний пішак · b1 біла тура | c8 чорний король · b7 чорний пішак · d7 чорний пішак · e5 білий король · a4 чорна тура · h4 чорна тура · f2 чорний пішак · g2 чорний пішак · b1 біла тура | c8 чорний король · b7 чорний пішак · d7 чорний пішак · e5 білий король · a4 чорна тура · h4 чорна тура · f2 чорний пішак · g2 чорний пішак · b1 біла тура | c8 чорний король · b7 чорний пішак · d7 чорний пішак · e5 білий король · a4 чорна тура · h4 чорна тура · f2 чорний пішак · g2 чорний пішак · b1 біла тура | 2 |
| 1 | c8 чорний король · b7 чорний пішак · d7 чорний пішак · e5 білий король · a4 чорна тура · h4 чорна тура · f2 чорний пішак · g2 чорний пішак · b1 біла тура | c8 чорний король · b7 чорний пішак · d7 чорний пішак · e5 білий король · a4 чорна тура · h4 чорна тура · f2 чорний пішак · g2 чорний пішак · b1 біла тура | c8 чорний король · b7 чорний пішак · d7 чорний пішак · e5 білий король · a4 чорна тура · h4 чорна тура · f2 чорний пішак · g2 чорний пішак · b1 біла тура | c8 чорний король · b7 чорний пішак · d7 чорний пішак · e5 білий король · a4 чорна тура · h4 чорна тура · f2 чорний пішак · g2 чорний пішак · b1 біла тура | c8 чорний король · b7 чорний пішак · d7 чорний пішак · e5 білий король · a4 чорна тура · h4 чорна тура · f2 чорний пішак · g2 чорний пішак · b1 біла тура | c8 чорний король · b7 чорний пішак · d7 чорний пішак · e5 білий король · a4 чорна тура · h4 чорна тура · f2 чорний пішак · g2 чорний пішак · b1 біла тура | c8 чорний король · b7 чорний пішак · d7 чорний пішак · e5 білий король · a4 чорна тура · h4 чорна тура · f2 чорний пішак · g2 чорний пішак · b1 біла тура | c8 чорний король · b7 чорний пішак · d7 чорний пішак · e5 білий король · a4 чорна тура · h4 чорна тура · f2 чорний пішак · g2 чорний пішак · b1 біла тура | 1 |
|   | a | b | c | d | e | f | g | h |   |

FEN: 2k5/1p1p4/8/4K3/r6r/8/5pp1/1R6
2 Sol

І  1. Ra4—c4 Ra1  2. Rc4—c7 Ra8# (MM) 
ІІ 1. Rh4—c4 Rh1  2. Rc4—c7 Rh8# (MM)
В першому рішенні чорна тура «а4» ходить на поле «с4» і на «с7». У другому рішенні у тому самому напрямку по цих же полях ходить друга чорна тура.
|   | a | b | c | d | e | f | g | h |   |
| 8 | g8 чорний король · h8 чорний слон · d7 білий кінь · h7 чорний слон · c6 чорний пішак · f5 чорний пішак · d4 чорний пішак · f4 білий король · g4 білий слон · c3 чорний пішак · d3 чорна тура · h3 чорний ферзь · c2 чорна тура · g1 біла тура | g8 чорний король · h8 чорний слон · d7 білий кінь · h7 чорний слон · c6 чорний пішак · f5 чорний пішак · d4 чорний пішак · f4 білий король · g4 білий слон · c3 чорний пішак · d3 чорна тура · h3 чорний ферзь · c2 чорна тура · g1 біла тура | g8 чорний король · h8 чорний слон · d7 білий кінь · h7 чорний слон · c6 чорний пішак · f5 чорний пішак · d4 чорний пішак · f4 білий король · g4 білий слон · c3 чорний пішак · d3 чорна тура · h3 чорний ферзь · c2 чорна тура · g1 біла тура | g8 чорний король · h8 чорний слон · d7 білий кінь · h7 чорний слон · c6 чорний пішак · f5 чорний пішак · d4 чорний пішак · f4 білий король · g4 білий слон · c3 чорний пішак · d3 чорна тура · h3 чорний ферзь · c2 чорна тура · g1 біла тура | g8 чорний король · h8 чорний слон · d7 білий кінь · h7 чорний слон · c6 чорний пішак · f5 чорний пішак · d4 чорний пішак · f4 білий король · g4 білий слон · c3 чорний пішак · d3 чорна тура · h3 чорний ферзь · c2 чорна тура · g1 біла тура | g8 чорний король · h8 чорний слон · d7 білий кінь · h7 чорний слон · c6 чорний пішак · f5 чорний пішак · d4 чорний пішак · f4 білий король · g4 білий слон · c3 чорний пішак · d3 чорна тура · h3 чорний ферзь · c2 чорна тура · g1 біла тура | g8 чорний король · h8 чорний слон · d7 білий кінь · h7 чорний слон · c6 чорний пішак · f5 чорний пішак · d4 чорний пішак · f4 білий король · g4 білий слон · c3 чорний пішак · d3 чорна тура · h3 чорний ферзь · c2 чорна тура · g1 біла тура | g8 чорний король · h8 чорний слон · d7 білий кінь · h7 чорний слон · c6 чорний пішак · f5 чорний пішак · d4 чорний пішак · f4 білий король · g4 білий слон · c3 чорний пішак · d3 чорна тура · h3 чорний ферзь · c2 чорна тура · g1 біла тура | 8 |
| 7 | g8 чорний король · h8 чорний слон · d7 білий кінь · h7 чорний слон · c6 чорний пішак · f5 чорний пішак · d4 чорний пішак · f4 білий король · g4 білий слон · c3 чорний пішак · d3 чорна тура · h3 чорний ферзь · c2 чорна тура · g1 біла тура | g8 чорний король · h8 чорний слон · d7 білий кінь · h7 чорний слон · c6 чорний пішак · f5 чорний пішак · d4 чорний пішак · f4 білий король · g4 білий слон · c3 чорний пішак · d3 чорна тура · h3 чорний ферзь · c2 чорна тура · g1 біла тура | g8 чорний король · h8 чорний слон · d7 білий кінь · h7 чорний слон · c6 чорний пішак · f5 чорний пішак · d4 чорний пішак · f4 білий король · g4 білий слон · c3 чорний пішак · d3 чорна тура · h3 чорний ферзь · c2 чорна тура · g1 біла тура | g8 чорний король · h8 чорний слон · d7 білий кінь · h7 чорний слон · c6 чорний пішак · f5 чорний пішак · d4 чорний пішак · f4 білий король · g4 білий слон · c3 чорний пішак · d3 чорна тура · h3 чорний ферзь · c2 чорна тура · g1 біла тура | g8 чорний король · h8 чорний слон · d7 білий кінь · h7 чорний слон · c6 чорний пішак · f5 чорний пішак · d4 чорний пішак · f4 білий король · g4 білий слон · c3 чорний пішак · d3 чорна тура · h3 чорний ферзь · c2 чорна тура · g1 біла тура | g8 чорний король · h8 чорний слон · d7 білий кінь · h7 чорний слон · c6 чорний пішак · f5 чорний пішак · d4 чорний пішак · f4 білий король · g4 білий слон · c3 чорний пішак · d3 чорна тура · h3 чорний ферзь · c2 чорна тура · g1 біла тура | g8 чорний король · h8 чорний слон · d7 білий кінь · h7 чорний слон · c6 чорний пішак · f5 чорний пішак · d4 чорний пішак · f4 білий король · g4 білий слон · c3 чорний пішак · d3 чорна тура · h3 чорний ферзь · c2 чорна тура · g1 біла тура | g8 чорний король · h8 чорний слон · d7 білий кінь · h7 чорний слон · c6 чорний пішак · f5 чорний пішак · d4 чорний пішак · f4 білий король · g4 білий слон · c3 чорний пішак · d3 чорна тура · h3 чорний ферзь · c2 чорна тура · g1 біла тура | 7 |
| 6 | g8 чорний король · h8 чорний слон · d7 білий кінь · h7 чорний слон · c6 чорний пішак · f5 чорний пішак · d4 чорний пішак · f4 білий король · g4 білий слон · c3 чорний пішак · d3 чорна тура · h3 чорний ферзь · c2 чорна тура · g1 біла тура | g8 чорний король · h8 чорний слон · d7 білий кінь · h7 чорний слон · c6 чорний пішак · f5 чорний пішак · d4 чорний пішак · f4 білий король · g4 білий слон · c3 чорний пішак · d3 чорна тура · h3 чорний ферзь · c2 чорна тура · g1 біла тура | g8 чорний король · h8 чорний слон · d7 білий кінь · h7 чорний слон · c6 чорний пішак · f5 чорний пішак · d4 чорний пішак · f4 білий король · g4 білий слон · c3 чорний пішак · d3 чорна тура · h3 чорний ферзь · c2 чорна тура · g1 біла тура | g8 чорний король · h8 чорний слон · d7 білий кінь · h7 чорний слон · c6 чорний пішак · f5 чорний пішак · d4 чорний пішак · f4 білий король · g4 білий слон · c3 чорний пішак · d3 чорна тура · h3 чорний ферзь · c2 чорна тура · g1 біла тура | g8 чорний король · h8 чорний слон · d7 білий кінь · h7 чорний слон · c6 чорний пішак · f5 чорний пішак · d4 чорний пішак · f4 білий король · g4 білий слон · c3 чорний пішак · d3 чорна тура · h3 чорний ферзь · c2 чорна тура · g1 біла тура | g8 чорний король · h8 чорний слон · d7 білий кінь · h7 чорний слон · c6 чорний пішак · f5 чорний пішак · d4 чорний пішак · f4 білий король · g4 білий слон · c3 чорний пішак · d3 чорна тура · h3 чорний ферзь · c2 чорна тура · g1 біла тура | g8 чорний король · h8 чорний слон · d7 білий кінь · h7 чорний слон · c6 чорний пішак · f5 чорний пішак · d4 чорний пішак · f4 білий король · g4 білий слон · c3 чорний пішак · d3 чорна тура · h3 чорний ферзь · c2 чорна тура · g1 біла тура | g8 чорний король · h8 чорний слон · d7 білий кінь · h7 чорний слон · c6 чорний пішак · f5 чорний пішак · d4 чорний пішак · f4 білий король · g4 білий слон · c3 чорний пішак · d3 чорна тура · h3 чорний ферзь · c2 чорна тура · g1 біла тура | 6 |
| 5 | g8 чорний король · h8 чорний слон · d7 білий кінь · h7 чорний слон · c6 чорний пішак · f5 чорний пішак · d4 чорний пішак · f4 білий король · g4 білий слон · c3 чорний пішак · d3 чорна тура · h3 чорний ферзь · c2 чорна тура · g1 біла тура | g8 чорний король · h8 чорний слон · d7 білий кінь · h7 чорний слон · c6 чорний пішак · f5 чорний пішак · d4 чорний пішак · f4 білий король · g4 білий слон · c3 чорний пішак · d3 чорна тура · h3 чорний ферзь · c2 чорна тура · g1 біла тура | g8 чорний король · h8 чорний слон · d7 білий кінь · h7 чорний слон · c6 чорний пішак · f5 чорний пішак · d4 чорний пішак · f4 білий король · g4 білий слон · c3 чорний пішак · d3 чорна тура · h3 чорний ферзь · c2 чорна тура · g1 біла тура | g8 чорний король · h8 чорний слон · d7 білий кінь · h7 чорний слон · c6 чорний пішак · f5 чорний пішак · d4 чорний пішак · f4 білий король · g4 білий слон · c3 чорний пішак · d3 чорна тура · h3 чорний ферзь · c2 чорна тура · g1 біла тура | g8 чорний король · h8 чорний слон · d7 білий кінь · h7 чорний слон · c6 чорний пішак · f5 чорний пішак · d4 чорний пішак · f4 білий король · g4 білий слон · c3 чорний пішак · d3 чорна тура · h3 чорний ферзь · c2 чорна тура · g1 біла тура | g8 чорний король · h8 чорний слон · d7 білий кінь · h7 чорний слон · c6 чорний пішак · f5 чорний пішак · d4 чорний пішак · f4 білий король · g4 білий слон · c3 чорний пішак · d3 чорна тура · h3 чорний ферзь · c2 чорна тура · g1 біла тура | g8 чорний король · h8 чорний слон · d7 білий кінь · h7 чорний слон · c6 чорний пішак · f5 чорний пішак · d4 чорний пішак · f4 білий король · g4 білий слон · c3 чорний пішак · d3 чорна тура · h3 чорний ферзь · c2 чорна тура · g1 біла тура | g8 чорний король · h8 чорний слон · d7 білий кінь · h7 чорний слон · c6 чорний пішак · f5 чорний пішак · d4 чорний пішак · f4 білий король · g4 білий слон · c3 чорний пішак · d3 чорна тура · h3 чорний ферзь · c2 чорна тура · g1 біла тура | 5 |
| 4 | g8 чорний король · h8 чорний слон · d7 білий кінь · h7 чорний слон · c6 чорний пішак · f5 чорний пішак · d4 чорний пішак · f4 білий король · g4 білий слон · c3 чорний пішак · d3 чорна тура · h3 чорний ферзь · c2 чорна тура · g1 біла тура | g8 чорний король · h8 чорний слон · d7 білий кінь · h7 чорний слон · c6 чорний пішак · f5 чорний пішак · d4 чорний пішак · f4 білий король · g4 білий слон · c3 чорний пішак · d3 чорна тура · h3 чорний ферзь · c2 чорна тура · g1 біла тура | g8 чорний король · h8 чорний слон · d7 білий кінь · h7 чорний слон · c6 чорний пішак · f5 чорний пішак · d4 чорний пішак · f4 білий король · g4 білий слон · c3 чорний пішак · d3 чорна тура · h3 чорний ферзь · c2 чорна тура · g1 біла тура | g8 чорний король · h8 чорний слон · d7 білий кінь · h7 чорний слон · c6 чорний пішак · f5 чорний пішак · d4 чорний пішак · f4 білий король · g4 білий слон · c3 чорний пішак · d3 чорна тура · h3 чорний ферзь · c2 чорна тура · g1 біла тура | g8 чорний король · h8 чорний слон · d7 білий кінь · h7 чорний слон · c6 чорний пішак · f5 чорний пішак · d4 чорний пішак · f4 білий король · g4 білий слон · c3 чорний пішак · d3 чорна тура · h3 чорний ферзь · c2 чорна тура · g1 біла тура | g8 чорний король · h8 чорний слон · d7 білий кінь · h7 чорний слон · c6 чорний пішак · f5 чорний пішак · d4 чорний пішак · f4 білий король · g4 білий слон · c3 чорний пішак · d3 чорна тура · h3 чорний ферзь · c2 чорна тура · g1 біла тура | g8 чорний король · h8 чорний слон · d7 білий кінь · h7 чорний слон · c6 чорний пішак · f5 чорний пішак · d4 чорний пішак · f4 білий король · g4 білий слон · c3 чорний пішак · d3 чорна тура · h3 чорний ферзь · c2 чорна тура · g1 біла тура | g8 чорний король · h8 чорний слон · d7 білий кінь · h7 чорний слон · c6 чорний пішак · f5 чорний пішак · d4 чорний пішак · f4 білий король · g4 білий слон · c3 чорний пішак · d3 чорна тура · h3 чорний ферзь · c2 чорна тура · g1 біла тура | 4 |
| 3 | g8 чорний король · h8 чорний слон · d7 білий кінь · h7 чорний слон · c6 чорний пішак · f5 чорний пішак · d4 чорний пішак · f4 білий король · g4 білий слон · c3 чорний пішак · d3 чорна тура · h3 чорний ферзь · c2 чорна тура · g1 біла тура | g8 чорний король · h8 чорний слон · d7 білий кінь · h7 чорний слон · c6 чорний пішак · f5 чорний пішак · d4 чорний пішак · f4 білий король · g4 білий слон · c3 чорний пішак · d3 чорна тура · h3 чорний ферзь · c2 чорна тура · g1 біла тура | g8 чорний король · h8 чорний слон · d7 білий кінь · h7 чорний слон · c6 чорний пішак · f5 чорний пішак · d4 чорний пішак · f4 білий король · g4 білий слон · c3 чорний пішак · d3 чорна тура · h3 чорний ферзь · c2 чорна тура · g1 біла тура | g8 чорний король · h8 чорний слон · d7 білий кінь · h7 чорний слон · c6 чорний пішак · f5 чорний пішак · d4 чорний пішак · f4 білий король · g4 білий слон · c3 чорний пішак · d3 чорна тура · h3 чорний ферзь · c2 чорна тура · g1 біла тура | g8 чорний король · h8 чорний слон · d7 білий кінь · h7 чорний слон · c6 чорний пішак · f5 чорний пішак · d4 чорний пішак · f4 білий король · g4 білий слон · c3 чорний пішак · d3 чорна тура · h3 чорний ферзь · c2 чорна тура · g1 біла тура | g8 чорний король · h8 чорний слон · d7 білий кінь · h7 чорний слон · c6 чорний пішак · f5 чорний пішак · d4 чорний пішак · f4 білий король · g4 білий слон · c3 чорний пішак · d3 чорна тура · h3 чорний ферзь · c2 чорна тура · g1 біла тура | g8 чорний король · h8 чорний слон · d7 білий кінь · h7 чорний слон · c6 чорний пішак · f5 чорний пішак · d4 чорний пішак · f4 білий король · g4 білий слон · c3 чорний пішак · d3 чорна тура · h3 чорний ферзь · c2 чорна тура · g1 біла тура | g8 чорний король · h8 чорний слон · d7 білий кінь · h7 чорний слон · c6 чорний пішак · f5 чорний пішак · d4 чорний пішак · f4 білий король · g4 білий слон · c3 чорний пішак · d3 чорна тура · h3 чорний ферзь · c2 чорна тура · g1 біла тура | 3 |
| 2 | g8 чорний король · h8 чорний слон · d7 білий кінь · h7 чорний слон · c6 чорний пішак · f5 чорний пішак · d4 чорний пішак · f4 білий король · g4 білий слон · c3 чорний пішак · d3 чорна тура · h3 чорний ферзь · c2 чорна тура · g1 біла тура | g8 чорний король · h8 чорний слон · d7 білий кінь · h7 чорний слон · c6 чорний пішак · f5 чорний пішак · d4 чорний пішак · f4 білий король · g4 білий слон · c3 чорний пішак · d3 чорна тура · h3 чорний ферзь · c2 чорна тура · g1 біла тура | g8 чорний король · h8 чорний слон · d7 білий кінь · h7 чорний слон · c6 чорний пішак · f5 чорний пішак · d4 чорний пішак · f4 білий король · g4 білий слон · c3 чорний пішак · d3 чорна тура · h3 чорний ферзь · c2 чорна тура · g1 біла тура | g8 чорний король · h8 чорний слон · d7 білий кінь · h7 чорний слон · c6 чорний пішак · f5 чорний пішак · d4 чорний пішак · f4 білий король · g4 білий слон · c3 чорний пішак · d3 чорна тура · h3 чорний ферзь · c2 чорна тура · g1 біла тура | g8 чорний король · h8 чорний слон · d7 білий кінь · h7 чорний слон · c6 чорний пішак · f5 чорний пішак · d4 чорний пішак · f4 білий король · g4 білий слон · c3 чорний пішак · d3 чорна тура · h3 чорний ферзь · c2 чорна тура · g1 біла тура | g8 чорний король · h8 чорний слон · d7 білий кінь · h7 чорний слон · c6 чорний пішак · f5 чорний пішак · d4 чорний пішак · f4 білий король · g4 білий слон · c3 чорний пішак · d3 чорна тура · h3 чорний ферзь · c2 чорна тура · g1 біла тура | g8 чорний король · h8 чорний слон · d7 білий кінь · h7 чорний слон · c6 чорний пішак · f5 чорний пішак · d4 чорний пішак · f4 білий король · g4 білий слон · c3 чорний пішак · d3 чорна тура · h3 чорний ферзь · c2 чорна тура · g1 біла тура | g8 чорний король · h8 чорний слон · d7 білий кінь · h7 чорний слон · c6 чорний пішак · f5 чорний пішак · d4 чорний пішак · f4 білий король · g4 білий слон · c3 чорний пішак · d3 чорна тура · h3 чорний ферзь · c2 чорна тура · g1 біла тура | 2 |
| 1 | g8 чорний король · h8 чорний слон · d7 білий кінь · h7 чорний слон · c6 чорний пішак · f5 чорний пішак · d4 чорний пішак · f4 білий король · g4 білий слон · c3 чорний пішак · d3 чорна тура · h3 чорний ферзь · c2 чорна тура · g1 біла тура | g8 чорний король · h8 чорний слон · d7 білий кінь · h7 чорний слон · c6 чорний пішак · f5 чорний пішак · d4 чорний пішак · f4 білий король · g4 білий слон · c3 чорний пішак · d3 чорна тура · h3 чорний ферзь · c2 чорна тура · g1 біла тура | g8 чорний король · h8 чорний слон · d7 білий кінь · h7 чорний слон · c6 чорний пішак · f5 чорний пішак · d4 чорний пішак · f4 білий король · g4 білий слон · c3 чорний пішак · d3 чорна тура · h3 чорний ферзь · c2 чорна тура · g1 біла тура | g8 чорний король · h8 чорний слон · d7 білий кінь · h7 чорний слон · c6 чорний пішак · f5 чорний пішак · d4 чорний пішак · f4 білий король · g4 білий слон · c3 чорний пішак · d3 чорна тура · h3 чорний ферзь · c2 чорна тура · g1 біла тура | g8 чорний король · h8 чорний слон · d7 білий кінь · h7 чорний слон · c6 чорний пішак · f5 чорний пішак · d4 чорний пішак · f4 білий король · g4 білий слон · c3 чорний пішак · d3 чорна тура · h3 чорний ферзь · c2 чорна тура · g1 біла тура | g8 чорний король · h8 чорний слон · d7 білий кінь · h7 чорний слон · c6 чорний пішак · f5 чорний пішак · d4 чорний пішак · f4 білий король · g4 білий слон · c3 чорний пішак · d3 чорна тура · h3 чорний ферзь · c2 чорна тура · g1 біла тура | g8 чорний король · h8 чорний слон · d7 білий кінь · h7 чорний слон · c6 чорний пішак · f5 чорний пішак · d4 чорний пішак · f4 білий король · g4 білий слон · c3 чорний пішак · d3 чорна тура · h3 чорний ферзь · c2 чорна тура · g1 біла тура | g8 чорний король · h8 чорний слон · d7 білий кінь · h7 чорний слон · c6 чорний пішак · f5 чорний пішак · d4 чорний пішак · f4 білий король · g4 білий слон · c3 чорний пішак · d3 чорна тура · h3 чорний ферзь · c2 чорна тура · g1 біла тура | 1 |
|   | a | b | c | d | e | f | g | h |   |

FEN: 6kb/3N3b/2p5/5p2/3p1KB1/2pr3q/2r5/6R1
3 Sol

I   1. Rg2 Bd1 2. Rg2—g7 Bb3#
II  1. Qg2 Bxf5 2. Qg2—g7 Be6 #
III 1. Rg3 Be2 2. Rg7 Bc4#
У цьому творі в перших двох фазах рішень виражена чорна пряма форма. Чорні тура «с2» і ферзь ідуть по одних і тих же полях в одному напрямку.

### Пряма біла  форма
Цей вид вираження прямої форми теми полягає в тому, що в процесі рішення по одних і тих же полях в одному напрямку проходять дві білі фігури. Наприклад в кооперативному жанрі в першому рішенні одна біла фігура іде маршрутом по певних полях, а в другому рішенні тим же маршрутом у тому ж напрямку по тих самих полях ходить друга біла фігура.
|   | a | b | c | d | e | f | g | h |   |
| 8 | c8 чорний король · e8 білий кінь · c7 чорний пішак · h5 чорна тура · b1 біла тура · d1 біла тура · f1 білий король | c8 чорний король · e8 білий кінь · c7 чорний пішак · h5 чорна тура · b1 біла тура · d1 біла тура · f1 білий король | c8 чорний король · e8 білий кінь · c7 чорний пішак · h5 чорна тура · b1 біла тура · d1 біла тура · f1 білий король | c8 чорний король · e8 білий кінь · c7 чорний пішак · h5 чорна тура · b1 біла тура · d1 біла тура · f1 білий король | c8 чорний король · e8 білий кінь · c7 чорний пішак · h5 чорна тура · b1 біла тура · d1 біла тура · f1 білий король | c8 чорний король · e8 білий кінь · c7 чорний пішак · h5 чорна тура · b1 біла тура · d1 біла тура · f1 білий король | c8 чорний король · e8 білий кінь · c7 чорний пішак · h5 чорна тура · b1 біла тура · d1 біла тура · f1 білий король | c8 чорний король · e8 білий кінь · c7 чорний пішак · h5 чорна тура · b1 біла тура · d1 біла тура · f1 білий король | 8 |
| 7 | c8 чорний король · e8 білий кінь · c7 чорний пішак · h5 чорна тура · b1 біла тура · d1 біла тура · f1 білий король | c8 чорний король · e8 білий кінь · c7 чорний пішак · h5 чорна тура · b1 біла тура · d1 біла тура · f1 білий король | c8 чорний король · e8 білий кінь · c7 чорний пішак · h5 чорна тура · b1 біла тура · d1 біла тура · f1 білий король | c8 чорний король · e8 білий кінь · c7 чорний пішак · h5 чорна тура · b1 біла тура · d1 біла тура · f1 білий король | c8 чорний король · e8 білий кінь · c7 чорний пішак · h5 чорна тура · b1 біла тура · d1 біла тура · f1 білий король | c8 чорний король · e8 білий кінь · c7 чорний пішак · h5 чорна тура · b1 біла тура · d1 біла тура · f1 білий король | c8 чорний король · e8 білий кінь · c7 чорний пішак · h5 чорна тура · b1 біла тура · d1 біла тура · f1 білий король | c8 чорний король · e8 білий кінь · c7 чорний пішак · h5 чорна тура · b1 біла тура · d1 біла тура · f1 білий король | 7 |
| 6 | c8 чорний король · e8 білий кінь · c7 чорний пішак · h5 чорна тура · b1 біла тура · d1 біла тура · f1 білий король | c8 чорний король · e8 білий кінь · c7 чорний пішак · h5 чорна тура · b1 біла тура · d1 біла тура · f1 білий король | c8 чорний король · e8 білий кінь · c7 чорний пішак · h5 чорна тура · b1 біла тура · d1 біла тура · f1 білий король | c8 чорний король · e8 білий кінь · c7 чорний пішак · h5 чорна тура · b1 біла тура · d1 біла тура · f1 білий король | c8 чорний король · e8 білий кінь · c7 чорний пішак · h5 чорна тура · b1 біла тура · d1 біла тура · f1 білий король | c8 чорний король · e8 білий кінь · c7 чорний пішак · h5 чорна тура · b1 біла тура · d1 біла тура · f1 білий король | c8 чорний король · e8 білий кінь · c7 чорний пішак · h5 чорна тура · b1 біла тура · d1 біла тура · f1 білий король | c8 чорний король · e8 білий кінь · c7 чорний пішак · h5 чорна тура · b1 біла тура · d1 біла тура · f1 білий король | 6 |
| 5 | c8 чорний король · e8 білий кінь · c7 чорний пішак · h5 чорна тура · b1 біла тура · d1 біла тура · f1 білий король | c8 чорний король · e8 білий кінь · c7 чорний пішак · h5 чорна тура · b1 біла тура · d1 біла тура · f1 білий король | c8 чорний король · e8 білий кінь · c7 чорний пішак · h5 чорна тура · b1 біла тура · d1 біла тура · f1 білий король | c8 чорний король · e8 білий кінь · c7 чорний пішак · h5 чорна тура · b1 біла тура · d1 біла тура · f1 білий король | c8 чорний король · e8 білий кінь · c7 чорний пішак · h5 чорна тура · b1 біла тура · d1 біла тура · f1 білий король | c8 чорний король · e8 білий кінь · c7 чорний пішак · h5 чорна тура · b1 біла тура · d1 біла тура · f1 білий король | c8 чорний король · e8 білий кінь · c7 чорний пішак · h5 чорна тура · b1 біла тура · d1 біла тура · f1 білий король | c8 чорний король · e8 білий кінь · c7 чорний пішак · h5 чорна тура · b1 біла тура · d1 біла тура · f1 білий король | 5 |
| 4 | c8 чорний король · e8 білий кінь · c7 чорний пішак · h5 чорна тура · b1 біла тура · d1 біла тура · f1 білий король | c8 чорний король · e8 білий кінь · c7 чорний пішак · h5 чорна тура · b1 біла тура · d1 біла тура · f1 білий король | c8 чорний король · e8 білий кінь · c7 чорний пішак · h5 чорна тура · b1 біла тура · d1 біла тура · f1 білий король | c8 чорний король · e8 білий кінь · c7 чорний пішак · h5 чорна тура · b1 біла тура · d1 біла тура · f1 білий король | c8 чорний король · e8 білий кінь · c7 чорний пішак · h5 чорна тура · b1 біла тура · d1 біла тура · f1 білий король | c8 чорний король · e8 білий кінь · c7 чорний пішак · h5 чорна тура · b1 біла тура · d1 біла тура · f1 білий король | c8 чорний король · e8 білий кінь · c7 чорний пішак · h5 чорна тура · b1 біла тура · d1 біла тура · f1 білий король | c8 чорний король · e8 білий кінь · c7 чорний пішак · h5 чорна тура · b1 біла тура · d1 біла тура · f1 білий король | 4 |
| 3 | c8 чорний король · e8 білий кінь · c7 чорний пішак · h5 чорна тура · b1 біла тура · d1 біла тура · f1 білий король | c8 чорний король · e8 білий кінь · c7 чорний пішак · h5 чорна тура · b1 біла тура · d1 біла тура · f1 білий король | c8 чорний король · e8 білий кінь · c7 чорний пішак · h5 чорна тура · b1 біла тура · d1 біла тура · f1 білий король | c8 чорний король · e8 білий кінь · c7 чорний пішак · h5 чорна тура · b1 біла тура · d1 біла тура · f1 білий король | c8 чорний король · e8 білий кінь · c7 чорний пішак · h5 чорна тура · b1 біла тура · d1 біла тура · f1 білий король | c8 чорний король · e8 білий кінь · c7 чорний пішак · h5 чорна тура · b1 біла тура · d1 біла тура · f1 білий король | c8 чорний король · e8 білий кінь · c7 чорний пішак · h5 чорна тура · b1 біла тура · d1 біла тура · f1 білий король | c8 чорний король · e8 білий кінь · c7 чорний пішак · h5 чорна тура · b1 біла тура · d1 біла тура · f1 білий король | 3 |
| 2 | c8 чорний король · e8 білий кінь · c7 чорний пішак · h5 чорна тура · b1 біла тура · d1 біла тура · f1 білий король | c8 чорний король · e8 білий кінь · c7 чорний пішак · h5 чорна тура · b1 біла тура · d1 біла тура · f1 білий король | c8 чорний король · e8 білий кінь · c7 чорний пішак · h5 чорна тура · b1 біла тура · d1 біла тура · f1 білий король | c8 чорний король · e8 білий кінь · c7 чорний пішак · h5 чорна тура · b1 біла тура · d1 біла тура · f1 білий король | c8 чорний король · e8 білий кінь · c7 чорний пішак · h5 чорна тура · b1 біла тура · d1 біла тура · f1 білий король | c8 чорний король · e8 білий кінь · c7 чорний пішак · h5 чорна тура · b1 біла тура · d1 біла тура · f1 білий король | c8 чорний король · e8 білий кінь · c7 чорний пішак · h5 чорна тура · b1 біла тура · d1 біла тура · f1 білий король | c8 чорний король · e8 білий кінь · c7 чорний пішак · h5 чорна тура · b1 біла тура · d1 біла тура · f1 білий король | 2 |
| 1 | c8 чорний король · e8 білий кінь · c7 чорний пішак · h5 чорна тура · b1 біла тура · d1 біла тура · f1 білий король | c8 чорний король · e8 білий кінь · c7 чорний пішак · h5 чорна тура · b1 біла тура · d1 біла тура · f1 білий король | c8 чорний король · e8 білий кінь · c7 чорний пішак · h5 чорна тура · b1 біла тура · d1 біла тура · f1 білий король | c8 чорний король · e8 білий кінь · c7 чорний пішак · h5 чорна тура · b1 біла тура · d1 біла тура · f1 білий король | c8 чорний король · e8 білий кінь · c7 чорний пішак · h5 чорна тура · b1 біла тура · d1 біла тура · f1 білий король | c8 чорний король · e8 білий кінь · c7 чорний пішак · h5 чорна тура · b1 біла тура · d1 біла тура · f1 білий король | c8 чорний король · e8 білий кінь · c7 чорний пішак · h5 чорна тура · b1 біла тура · d1 біла тура · f1 білий король | c8 чорний король · e8 білий кінь · c7 чорний пішак · h5 чорна тура · b1 біла тура · d1 біла тура · f1 білий король | 1 |
|   | a | b | c | d | e | f | g | h |   |

FEN: 2k1N3/2p5/8/7r/8/8/8/1R1R1K2
2 Sol

I  1. Rd5 Rd1—c1 2. Rd8 Rc1xc7#
II 1. Rb5 Rb1—c1 2. Rb8 Rc1xc7#
У першому рішенні біла тура «d1» ходить на поля «с1» і «с7», а в другому рішенні на ті ж самі поля ходить уже друга біла тура «b1».
|   | a | b | c | d | e | f | g | h |   |
| 8 | c8 чорний король · d6 білий слон · a5 білий кінь · a3 білий кінь · c2 білий король · d1 чорний кінь · h1 чорна тура | c8 чорний король · d6 білий слон · a5 білий кінь · a3 білий кінь · c2 білий король · d1 чорний кінь · h1 чорна тура | c8 чорний король · d6 білий слон · a5 білий кінь · a3 білий кінь · c2 білий король · d1 чорний кінь · h1 чорна тура | c8 чорний король · d6 білий слон · a5 білий кінь · a3 білий кінь · c2 білий король · d1 чорний кінь · h1 чорна тура | c8 чорний король · d6 білий слон · a5 білий кінь · a3 білий кінь · c2 білий король · d1 чорний кінь · h1 чорна тура | c8 чорний король · d6 білий слон · a5 білий кінь · a3 білий кінь · c2 білий король · d1 чорний кінь · h1 чорна тура | c8 чорний король · d6 білий слон · a5 білий кінь · a3 білий кінь · c2 білий король · d1 чорний кінь · h1 чорна тура | c8 чорний король · d6 білий слон · a5 білий кінь · a3 білий кінь · c2 білий король · d1 чорний кінь · h1 чорна тура | 8 |
| 7 | c8 чорний король · d6 білий слон · a5 білий кінь · a3 білий кінь · c2 білий король · d1 чорний кінь · h1 чорна тура | c8 чорний король · d6 білий слон · a5 білий кінь · a3 білий кінь · c2 білий король · d1 чорний кінь · h1 чорна тура | c8 чорний король · d6 білий слон · a5 білий кінь · a3 білий кінь · c2 білий король · d1 чорний кінь · h1 чорна тура | c8 чорний король · d6 білий слон · a5 білий кінь · a3 білий кінь · c2 білий король · d1 чорний кінь · h1 чорна тура | c8 чорний король · d6 білий слон · a5 білий кінь · a3 білий кінь · c2 білий король · d1 чорний кінь · h1 чорна тура | c8 чорний король · d6 білий слон · a5 білий кінь · a3 білий кінь · c2 білий король · d1 чорний кінь · h1 чорна тура | c8 чорний король · d6 білий слон · a5 білий кінь · a3 білий кінь · c2 білий король · d1 чорний кінь · h1 чорна тура | c8 чорний король · d6 білий слон · a5 білий кінь · a3 білий кінь · c2 білий король · d1 чорний кінь · h1 чорна тура | 7 |
| 6 | c8 чорний король · d6 білий слон · a5 білий кінь · a3 білий кінь · c2 білий король · d1 чорний кінь · h1 чорна тура | c8 чорний король · d6 білий слон · a5 білий кінь · a3 білий кінь · c2 білий король · d1 чорний кінь · h1 чорна тура | c8 чорний король · d6 білий слон · a5 білий кінь · a3 білий кінь · c2 білий король · d1 чорний кінь · h1 чорна тура | c8 чорний король · d6 білий слон · a5 білий кінь · a3 білий кінь · c2 білий король · d1 чорний кінь · h1 чорна тура | c8 чорний король · d6 білий слон · a5 білий кінь · a3 білий кінь · c2 білий король · d1 чорний кінь · h1 чорна тура | c8 чорний король · d6 білий слон · a5 білий кінь · a3 білий кінь · c2 білий король · d1 чорний кінь · h1 чорна тура | c8 чорний король · d6 білий слон · a5 білий кінь · a3 білий кінь · c2 білий король · d1 чорний кінь · h1 чорна тура | c8 чорний король · d6 білий слон · a5 білий кінь · a3 білий кінь · c2 білий король · d1 чорний кінь · h1 чорна тура | 6 |
| 5 | c8 чорний король · d6 білий слон · a5 білий кінь · a3 білий кінь · c2 білий король · d1 чорний кінь · h1 чорна тура | c8 чорний король · d6 білий слон · a5 білий кінь · a3 білий кінь · c2 білий король · d1 чорний кінь · h1 чорна тура | c8 чорний король · d6 білий слон · a5 білий кінь · a3 білий кінь · c2 білий король · d1 чорний кінь · h1 чорна тура | c8 чорний король · d6 білий слон · a5 білий кінь · a3 білий кінь · c2 білий король · d1 чорний кінь · h1 чорна тура | c8 чорний король · d6 білий слон · a5 білий кінь · a3 білий кінь · c2 білий король · d1 чорний кінь · h1 чорна тура | c8 чорний король · d6 білий слон · a5 білий кінь · a3 білий кінь · c2 білий король · d1 чорний кінь · h1 чорна тура | c8 чорний король · d6 білий слон · a5 білий кінь · a3 білий кінь · c2 білий король · d1 чорний кінь · h1 чорна тура | c8 чорний король · d6 білий слон · a5 білий кінь · a3 білий кінь · c2 білий король · d1 чорний кінь · h1 чорна тура | 5 |
| 4 | c8 чорний король · d6 білий слон · a5 білий кінь · a3 білий кінь · c2 білий король · d1 чорний кінь · h1 чорна тура | c8 чорний король · d6 білий слон · a5 білий кінь · a3 білий кінь · c2 білий король · d1 чорний кінь · h1 чорна тура | c8 чорний король · d6 білий слон · a5 білий кінь · a3 білий кінь · c2 білий король · d1 чорний кінь · h1 чорна тура | c8 чорний король · d6 білий слон · a5 білий кінь · a3 білий кінь · c2 білий король · d1 чорний кінь · h1 чорна тура | c8 чорний король · d6 білий слон · a5 білий кінь · a3 білий кінь · c2 білий король · d1 чорний кінь · h1 чорна тура | c8 чорний король · d6 білий слон · a5 білий кінь · a3 білий кінь · c2 білий король · d1 чорний кінь · h1 чорна тура | c8 чорний король · d6 білий слон · a5 білий кінь · a3 білий кінь · c2 білий король · d1 чорний кінь · h1 чорна тура | c8 чорний король · d6 білий слон · a5 білий кінь · a3 білий кінь · c2 білий король · d1 чорний кінь · h1 чорна тура | 4 |
| 3 | c8 чорний король · d6 білий слон · a5 білий кінь · a3 білий кінь · c2 білий король · d1 чорний кінь · h1 чорна тура | c8 чорний король · d6 білий слон · a5 білий кінь · a3 білий кінь · c2 білий король · d1 чорний кінь · h1 чорна тура | c8 чорний король · d6 білий слон · a5 білий кінь · a3 білий кінь · c2 білий король · d1 чорний кінь · h1 чорна тура | c8 чорний король · d6 білий слон · a5 білий кінь · a3 білий кінь · c2 білий король · d1 чорний кінь · h1 чорна тура | c8 чорний король · d6 білий слон · a5 білий кінь · a3 білий кінь · c2 білий король · d1 чорний кінь · h1 чорна тура | c8 чорний король · d6 білий слон · a5 білий кінь · a3 білий кінь · c2 білий король · d1 чорний кінь · h1 чорна тура | c8 чорний король · d6 білий слон · a5 білий кінь · a3 білий кінь · c2 білий король · d1 чорний кінь · h1 чорна тура | c8 чорний король · d6 білий слон · a5 білий кінь · a3 білий кінь · c2 білий король · d1 чорний кінь · h1 чорна тура | 3 |
| 2 | c8 чорний король · d6 білий слон · a5 білий кінь · a3 білий кінь · c2 білий король · d1 чорний кінь · h1 чорна тура | c8 чорний король · d6 білий слон · a5 білий кінь · a3 білий кінь · c2 білий король · d1 чорний кінь · h1 чорна тура | c8 чорний король · d6 білий слон · a5 білий кінь · a3 білий кінь · c2 білий король · d1 чорний кінь · h1 чорна тура | c8 чорний король · d6 білий слон · a5 білий кінь · a3 білий кінь · c2 білий король · d1 чорний кінь · h1 чорна тура | c8 чорний король · d6 білий слон · a5 білий кінь · a3 білий кінь · c2 білий король · d1 чорний кінь · h1 чорна тура | c8 чорний король · d6 білий слон · a5 білий кінь · a3 білий кінь · c2 білий король · d1 чорний кінь · h1 чорна тура | c8 чорний король · d6 білий слон · a5 білий кінь · a3 білий кінь · c2 білий король · d1 чорний кінь · h1 чорна тура | c8 чорний король · d6 білий слон · a5 білий кінь · a3 білий кінь · c2 білий король · d1 чорний кінь · h1 чорна тура | 2 |
| 1 | c8 чорний король · d6 білий слон · a5 білий кінь · a3 білий кінь · c2 білий король · d1 чорний кінь · h1 чорна тура | c8 чорний король · d6 білий слон · a5 білий кінь · a3 білий кінь · c2 білий король · d1 чорний кінь · h1 чорна тура | c8 чорний король · d6 білий слон · a5 білий кінь · a3 білий кінь · c2 білий король · d1 чорний кінь · h1 чорна тура | c8 чорний король · d6 білий слон · a5 білий кінь · a3 білий кінь · c2 білий король · d1 чорний кінь · h1 чорна тура | c8 чорний король · d6 білий слон · a5 білий кінь · a3 білий кінь · c2 білий король · d1 чорний кінь · h1 чорна тура | c8 чорний король · d6 білий слон · a5 білий кінь · a3 білий кінь · c2 білий король · d1 чорний кінь · h1 чорна тура | c8 чорний король · d6 білий слон · a5 білий кінь · a3 білий кінь · c2 білий король · d1 чорний кінь · h1 чорна тура | c8 чорний король · d6 білий слон · a5 білий кінь · a3 білий кінь · c2 білий король · d1 чорний кінь · h1 чорна тура | 1 |
|   | a | b | c | d | e | f | g | h |   |

FEN: 2k5/8/3B4/N7/8/N7/2K5/3n3r
b) c8 → a4

a) 1. Rh8 Sa3—c4  2. Rd8 Sc4—b6#
b) 1. Rh5 Sa5—c4  2. Ta5 Sc4—b6#
У першому рішенні білий кінь «а3» ходить на поля «с4» і «b6». У другому рішенні по цих полях ходить другий кінь «а5» в тому самому напрямку.

### Пряма змішана (чорно-біла або біло-чорна) форма
Пряма змішана форма теми Залокоцького — у першому рішенні чорна чи біла фігура ходить на відповідні поля, а у другому рішенні по тих самих полях (маршруту) ходить у тому ж напрямку фігура протилежного кольору.
|   | a | b | c | d | e | f | g | h |   |
| 8 | a8 біла тура · a7 чорна тура · h7 чорний пішак · g5 чорний пішак · e3 білий кінь · d1 білий король · h1 чорний король | a8 біла тура · a7 чорна тура · h7 чорний пішак · g5 чорний пішак · e3 білий кінь · d1 білий король · h1 чорний король | a8 біла тура · a7 чорна тура · h7 чорний пішак · g5 чорний пішак · e3 білий кінь · d1 білий король · h1 чорний король | a8 біла тура · a7 чорна тура · h7 чорний пішак · g5 чорний пішак · e3 білий кінь · d1 білий король · h1 чорний король | a8 біла тура · a7 чорна тура · h7 чорний пішак · g5 чорний пішак · e3 білий кінь · d1 білий король · h1 чорний король | a8 біла тура · a7 чорна тура · h7 чорний пішак · g5 чорний пішак · e3 білий кінь · d1 білий король · h1 чорний король | a8 біла тура · a7 чорна тура · h7 чорний пішак · g5 чорний пішак · e3 білий кінь · d1 білий король · h1 чорний король | a8 біла тура · a7 чорна тура · h7 чорний пішак · g5 чорний пішак · e3 білий кінь · d1 білий король · h1 чорний король | 8 |
| 7 | a8 біла тура · a7 чорна тура · h7 чорний пішак · g5 чорний пішак · e3 білий кінь · d1 білий король · h1 чорний король | a8 біла тура · a7 чорна тура · h7 чорний пішак · g5 чорний пішак · e3 білий кінь · d1 білий король · h1 чорний король | a8 біла тура · a7 чорна тура · h7 чорний пішак · g5 чорний пішак · e3 білий кінь · d1 білий король · h1 чорний король | a8 біла тура · a7 чорна тура · h7 чорний пішак · g5 чорний пішак · e3 білий кінь · d1 білий король · h1 чорний король | a8 біла тура · a7 чорна тура · h7 чорний пішак · g5 чорний пішак · e3 білий кінь · d1 білий король · h1 чорний король | a8 біла тура · a7 чорна тура · h7 чорний пішак · g5 чорний пішак · e3 білий кінь · d1 білий король · h1 чорний король | a8 біла тура · a7 чорна тура · h7 чорний пішак · g5 чорний пішак · e3 білий кінь · d1 білий король · h1 чорний король | a8 біла тура · a7 чорна тура · h7 чорний пішак · g5 чорний пішак · e3 білий кінь · d1 білий король · h1 чорний король | 7 |
| 6 | a8 біла тура · a7 чорна тура · h7 чорний пішак · g5 чорний пішак · e3 білий кінь · d1 білий король · h1 чорний король | a8 біла тура · a7 чорна тура · h7 чорний пішак · g5 чорний пішак · e3 білий кінь · d1 білий король · h1 чорний король | a8 біла тура · a7 чорна тура · h7 чорний пішак · g5 чорний пішак · e3 білий кінь · d1 білий король · h1 чорний король | a8 біла тура · a7 чорна тура · h7 чорний пішак · g5 чорний пішак · e3 білий кінь · d1 білий король · h1 чорний король | a8 біла тура · a7 чорна тура · h7 чорний пішак · g5 чорний пішак · e3 білий кінь · d1 білий король · h1 чорний король | a8 біла тура · a7 чорна тура · h7 чорний пішак · g5 чорний пішак · e3 білий кінь · d1 білий король · h1 чорний король | a8 біла тура · a7 чорна тура · h7 чорний пішак · g5 чорний пішак · e3 білий кінь · d1 білий король · h1 чорний король | a8 біла тура · a7 чорна тура · h7 чорний пішак · g5 чорний пішак · e3 білий кінь · d1 білий король · h1 чорний король | 6 |
| 5 | a8 біла тура · a7 чорна тура · h7 чорний пішак · g5 чорний пішак · e3 білий кінь · d1 білий король · h1 чорний король | a8 біла тура · a7 чорна тура · h7 чорний пішак · g5 чорний пішак · e3 білий кінь · d1 білий король · h1 чорний король | a8 біла тура · a7 чорна тура · h7 чорний пішак · g5 чорний пішак · e3 білий кінь · d1 білий король · h1 чорний король | a8 біла тура · a7 чорна тура · h7 чорний пішак · g5 чорний пішак · e3 білий кінь · d1 білий король · h1 чорний король | a8 біла тура · a7 чорна тура · h7 чорний пішак · g5 чорний пішак · e3 білий кінь · d1 білий король · h1 чорний король | a8 біла тура · a7 чорна тура · h7 чорний пішак · g5 чорний пішак · e3 білий кінь · d1 білий король · h1 чорний король | a8 біла тура · a7 чорна тура · h7 чорний пішак · g5 чорний пішак · e3 білий кінь · d1 білий король · h1 чорний король | a8 біла тура · a7 чорна тура · h7 чорний пішак · g5 чорний пішак · e3 білий кінь · d1 білий король · h1 чорний король | 5 |
| 4 | a8 біла тура · a7 чорна тура · h7 чорний пішак · g5 чорний пішак · e3 білий кінь · d1 білий король · h1 чорний король | a8 біла тура · a7 чорна тура · h7 чорний пішак · g5 чорний пішак · e3 білий кінь · d1 білий король · h1 чорний король | a8 біла тура · a7 чорна тура · h7 чорний пішак · g5 чорний пішак · e3 білий кінь · d1 білий король · h1 чорний король | a8 біла тура · a7 чорна тура · h7 чорний пішак · g5 чорний пішак · e3 білий кінь · d1 білий король · h1 чорний король | a8 біла тура · a7 чорна тура · h7 чорний пішак · g5 чорний пішак · e3 білий кінь · d1 білий король · h1 чорний король | a8 біла тура · a7 чорна тура · h7 чорний пішак · g5 чорний пішак · e3 білий кінь · d1 білий король · h1 чорний король | a8 біла тура · a7 чорна тура · h7 чорний пішак · g5 чорний пішак · e3 білий кінь · d1 білий король · h1 чорний король | a8 біла тура · a7 чорна тура · h7 чорний пішак · g5 чорний пішак · e3 білий кінь · d1 білий король · h1 чорний король | 4 |
| 3 | a8 біла тура · a7 чорна тура · h7 чорний пішак · g5 чорний пішак · e3 білий кінь · d1 білий король · h1 чорний король | a8 біла тура · a7 чорна тура · h7 чорний пішак · g5 чорний пішак · e3 білий кінь · d1 білий король · h1 чорний король | a8 біла тура · a7 чорна тура · h7 чорний пішак · g5 чорний пішак · e3 білий кінь · d1 білий король · h1 чорний король | a8 біла тура · a7 чорна тура · h7 чорний пішак · g5 чорний пішак · e3 білий кінь · d1 білий король · h1 чорний король | a8 біла тура · a7 чорна тура · h7 чорний пішак · g5 чорний пішак · e3 білий кінь · d1 білий король · h1 чорний король | a8 біла тура · a7 чорна тура · h7 чорний пішак · g5 чорний пішак · e3 білий кінь · d1 білий король · h1 чорний король | a8 біла тура · a7 чорна тура · h7 чорний пішак · g5 чорний пішак · e3 білий кінь · d1 білий король · h1 чорний король | a8 біла тура · a7 чорна тура · h7 чорний пішак · g5 чорний пішак · e3 білий кінь · d1 білий король · h1 чорний король | 3 |
| 2 | a8 біла тура · a7 чорна тура · h7 чорний пішак · g5 чорний пішак · e3 білий кінь · d1 білий король · h1 чорний король | a8 біла тура · a7 чорна тура · h7 чорний пішак · g5 чорний пішак · e3 білий кінь · d1 білий король · h1 чорний король | a8 біла тура · a7 чорна тура · h7 чорний пішак · g5 чорний пішак · e3 білий кінь · d1 білий король · h1 чорний король | a8 біла тура · a7 чорна тура · h7 чорний пішак · g5 чорний пішак · e3 білий кінь · d1 білий король · h1 чорний король | a8 біла тура · a7 чорна тура · h7 чорний пішак · g5 чорний пішак · e3 білий кінь · d1 білий король · h1 чорний король | a8 біла тура · a7 чорна тура · h7 чорний пішак · g5 чорний пішак · e3 білий кінь · d1 білий король · h1 чорний король | a8 біла тура · a7 чорна тура · h7 чорний пішак · g5 чорний пішак · e3 білий кінь · d1 білий король · h1 чорний король | a8 біла тура · a7 чорна тура · h7 чорний пішак · g5 чорний пішак · e3 білий кінь · d1 білий король · h1 чорний король | 2 |
| 1 | a8 біла тура · a7 чорна тура · h7 чорний пішак · g5 чорний пішак · e3 білий кінь · d1 білий король · h1 чорний король | a8 біла тура · a7 чорна тура · h7 чорний пішак · g5 чорний пішак · e3 білий кінь · d1 білий король · h1 чорний король | a8 біла тура · a7 чорна тура · h7 чорний пішак · g5 чорний пішак · e3 білий кінь · d1 білий король · h1 чорний король | a8 біла тура · a7 чорна тура · h7 чорний пішак · g5 чорний пішак · e3 білий кінь · d1 білий король · h1 чорний король | a8 біла тура · a7 чорна тура · h7 чорний пішак · g5 чорний пішак · e3 білий кінь · d1 білий король · h1 чорний король | a8 біла тура · a7 чорна тура · h7 чорний пішак · g5 чорний пішак · e3 білий кінь · d1 білий король · h1 чорний король | a8 біла тура · a7 чорна тура · h7 чорний пішак · g5 чорний пішак · e3 білий кінь · d1 білий король · h1 чорний король | a8 біла тура · a7 чорна тура · h7 чорний пішак · g5 чорний пішак · e3 білий кінь · d1 білий король · h1 чорний король | 1 |
|   | a | b | c | d | e | f | g | h |   |

FEN: R7/r6p/8/6p1/8/4N3/8/3K3k
b) h1 → h5

a) 1. Ra2 (a)  Rf8  2. Ra2—h2 (b) Rf1#
b) 1. Rg7  Ra2 (a)  2. Rg6  Ra2—h2# (b)
В першому рішенні на поля «а2» і «h2» ходить чорна тура, а в другому рішенні по тих самих полях у тому ж напрямку ходить уже біла тура.

### Пряма повна форма
Пряма повна форма теми Залокоцького — синтез чорної і білої прямої форми теми Залокоцького. В першому рішенні чорна фігура ходить своїм маршрутом, а біла своїм. У другому рішенні в тому ж напрямку по тих самих полях ходять: чорні по чорному, а білі по білому маршруту.
|   | a | b | c | d | e | f | g | h |   |
| 8 | e8 білий ферзь · d7 чорний ферзь · g7 чорний пішак · a6 чорний пішак · b4 білий король · e4 біла тура · f4 чорна тура · h4 чорний пішак · b3 чорний пішак · c3 чорний пішак · d3 чорний пішак · f3 білий пішак · h3 чорний пішак · e2 білий пішак · f2 чорний пішак · f1 чорний король | e8 білий ферзь · d7 чорний ферзь · g7 чорний пішак · a6 чорний пішак · b4 білий король · e4 біла тура · f4 чорна тура · h4 чорний пішак · b3 чорний пішак · c3 чорний пішак · d3 чорний пішак · f3 білий пішак · h3 чорний пішак · e2 білий пішак · f2 чорний пішак · f1 чорний король | e8 білий ферзь · d7 чорний ферзь · g7 чорний пішак · a6 чорний пішак · b4 білий король · e4 біла тура · f4 чорна тура · h4 чорний пішак · b3 чорний пішак · c3 чорний пішак · d3 чорний пішак · f3 білий пішак · h3 чорний пішак · e2 білий пішак · f2 чорний пішак · f1 чорний король | e8 білий ферзь · d7 чорний ферзь · g7 чорний пішак · a6 чорний пішак · b4 білий король · e4 біла тура · f4 чорна тура · h4 чорний пішак · b3 чорний пішак · c3 чорний пішак · d3 чорний пішак · f3 білий пішак · h3 чорний пішак · e2 білий пішак · f2 чорний пішак · f1 чорний король | e8 білий ферзь · d7 чорний ферзь · g7 чорний пішак · a6 чорний пішак · b4 білий король · e4 біла тура · f4 чорна тура · h4 чорний пішак · b3 чорний пішак · c3 чорний пішак · d3 чорний пішак · f3 білий пішак · h3 чорний пішак · e2 білий пішак · f2 чорний пішак · f1 чорний король | e8 білий ферзь · d7 чорний ферзь · g7 чорний пішак · a6 чорний пішак · b4 білий король · e4 біла тура · f4 чорна тура · h4 чорний пішак · b3 чорний пішак · c3 чорний пішак · d3 чорний пішак · f3 білий пішак · h3 чорний пішак · e2 білий пішак · f2 чорний пішак · f1 чорний король | e8 білий ферзь · d7 чорний ферзь · g7 чорний пішак · a6 чорний пішак · b4 білий король · e4 біла тура · f4 чорна тура · h4 чорний пішак · b3 чорний пішак · c3 чорний пішак · d3 чорний пішак · f3 білий пішак · h3 чорний пішак · e2 білий пішак · f2 чорний пішак · f1 чорний король | e8 білий ферзь · d7 чорний ферзь · g7 чорний пішак · a6 чорний пішак · b4 білий король · e4 біла тура · f4 чорна тура · h4 чорний пішак · b3 чорний пішак · c3 чорний пішак · d3 чорний пішак · f3 білий пішак · h3 чорний пішак · e2 білий пішак · f2 чорний пішак · f1 чорний король | 8 |
| 7 | e8 білий ферзь · d7 чорний ферзь · g7 чорний пішак · a6 чорний пішак · b4 білий король · e4 біла тура · f4 чорна тура · h4 чорний пішак · b3 чорний пішак · c3 чорний пішак · d3 чорний пішак · f3 білий пішак · h3 чорний пішак · e2 білий пішак · f2 чорний пішак · f1 чорний король | e8 білий ферзь · d7 чорний ферзь · g7 чорний пішак · a6 чорний пішак · b4 білий король · e4 біла тура · f4 чорна тура · h4 чорний пішак · b3 чорний пішак · c3 чорний пішак · d3 чорний пішак · f3 білий пішак · h3 чорний пішак · e2 білий пішак · f2 чорний пішак · f1 чорний король | e8 білий ферзь · d7 чорний ферзь · g7 чорний пішак · a6 чорний пішак · b4 білий король · e4 біла тура · f4 чорна тура · h4 чорний пішак · b3 чорний пішак · c3 чорний пішак · d3 чорний пішак · f3 білий пішак · h3 чорний пішак · e2 білий пішак · f2 чорний пішак · f1 чорний король | e8 білий ферзь · d7 чорний ферзь · g7 чорний пішак · a6 чорний пішак · b4 білий король · e4 біла тура · f4 чорна тура · h4 чорний пішак · b3 чорний пішак · c3 чорний пішак · d3 чорний пішак · f3 білий пішак · h3 чорний пішак · e2 білий пішак · f2 чорний пішак · f1 чорний король | e8 білий ферзь · d7 чорний ферзь · g7 чорний пішак · a6 чорний пішак · b4 білий король · e4 біла тура · f4 чорна тура · h4 чорний пішак · b3 чорний пішак · c3 чорний пішак · d3 чорний пішак · f3 білий пішак · h3 чорний пішак · e2 білий пішак · f2 чорний пішак · f1 чорний король | e8 білий ферзь · d7 чорний ферзь · g7 чорний пішак · a6 чорний пішак · b4 білий король · e4 біла тура · f4 чорна тура · h4 чорний пішак · b3 чорний пішак · c3 чорний пішак · d3 чорний пішак · f3 білий пішак · h3 чорний пішак · e2 білий пішак · f2 чорний пішак · f1 чорний король | e8 білий ферзь · d7 чорний ферзь · g7 чорний пішак · a6 чорний пішак · b4 білий король · e4 біла тура · f4 чорна тура · h4 чорний пішак · b3 чорний пішак · c3 чорний пішак · d3 чорний пішак · f3 білий пішак · h3 чорний пішак · e2 білий пішак · f2 чорний пішак · f1 чорний король | e8 білий ферзь · d7 чорний ферзь · g7 чорний пішак · a6 чорний пішак · b4 білий король · e4 біла тура · f4 чорна тура · h4 чорний пішак · b3 чорний пішак · c3 чорний пішак · d3 чорний пішак · f3 білий пішак · h3 чорний пішак · e2 білий пішак · f2 чорний пішак · f1 чорний король | 7 |
| 6 | e8 білий ферзь · d7 чорний ферзь · g7 чорний пішак · a6 чорний пішак · b4 білий король · e4 біла тура · f4 чорна тура · h4 чорний пішак · b3 чорний пішак · c3 чорний пішак · d3 чорний пішак · f3 білий пішак · h3 чорний пішак · e2 білий пішак · f2 чорний пішак · f1 чорний король | e8 білий ферзь · d7 чорний ферзь · g7 чорний пішак · a6 чорний пішак · b4 білий король · e4 біла тура · f4 чорна тура · h4 чорний пішак · b3 чорний пішак · c3 чорний пішак · d3 чорний пішак · f3 білий пішак · h3 чорний пішак · e2 білий пішак · f2 чорний пішак · f1 чорний король | e8 білий ферзь · d7 чорний ферзь · g7 чорний пішак · a6 чорний пішак · b4 білий король · e4 біла тура · f4 чорна тура · h4 чорний пішак · b3 чорний пішак · c3 чорний пішак · d3 чорний пішак · f3 білий пішак · h3 чорний пішак · e2 білий пішак · f2 чорний пішак · f1 чорний король | e8 білий ферзь · d7 чорний ферзь · g7 чорний пішак · a6 чорний пішак · b4 білий король · e4 біла тура · f4 чорна тура · h4 чорний пішак · b3 чорний пішак · c3 чорний пішак · d3 чорний пішак · f3 білий пішак · h3 чорний пішак · e2 білий пішак · f2 чорний пішак · f1 чорний король | e8 білий ферзь · d7 чорний ферзь · g7 чорний пішак · a6 чорний пішак · b4 білий король · e4 біла тура · f4 чорна тура · h4 чорний пішак · b3 чорний пішак · c3 чорний пішак · d3 чорний пішак · f3 білий пішак · h3 чорний пішак · e2 білий пішак · f2 чорний пішак · f1 чорний король | e8 білий ферзь · d7 чорний ферзь · g7 чорний пішак · a6 чорний пішак · b4 білий король · e4 біла тура · f4 чорна тура · h4 чорний пішак · b3 чорний пішак · c3 чорний пішак · d3 чорний пішак · f3 білий пішак · h3 чорний пішак · e2 білий пішак · f2 чорний пішак · f1 чорний король | e8 білий ферзь · d7 чорний ферзь · g7 чорний пішак · a6 чорний пішак · b4 білий король · e4 біла тура · f4 чорна тура · h4 чорний пішак · b3 чорний пішак · c3 чорний пішак · d3 чорний пішак · f3 білий пішак · h3 чорний пішак · e2 білий пішак · f2 чорний пішак · f1 чорний король | e8 білий ферзь · d7 чорний ферзь · g7 чорний пішак · a6 чорний пішак · b4 білий король · e4 біла тура · f4 чорна тура · h4 чорний пішак · b3 чорний пішак · c3 чорний пішак · d3 чорний пішак · f3 білий пішак · h3 чорний пішак · e2 білий пішак · f2 чорний пішак · f1 чорний король | 6 |
| 5 | e8 білий ферзь · d7 чорний ферзь · g7 чорний пішак · a6 чорний пішак · b4 білий король · e4 біла тура · f4 чорна тура · h4 чорний пішак · b3 чорний пішак · c3 чорний пішак · d3 чорний пішак · f3 білий пішак · h3 чорний пішак · e2 білий пішак · f2 чорний пішак · f1 чорний король | e8 білий ферзь · d7 чорний ферзь · g7 чорний пішак · a6 чорний пішак · b4 білий король · e4 біла тура · f4 чорна тура · h4 чорний пішак · b3 чорний пішак · c3 чорний пішак · d3 чорний пішак · f3 білий пішак · h3 чорний пішак · e2 білий пішак · f2 чорний пішак · f1 чорний король | e8 білий ферзь · d7 чорний ферзь · g7 чорний пішак · a6 чорний пішак · b4 білий король · e4 біла тура · f4 чорна тура · h4 чорний пішак · b3 чорний пішак · c3 чорний пішак · d3 чорний пішак · f3 білий пішак · h3 чорний пішак · e2 білий пішак · f2 чорний пішак · f1 чорний король | e8 білий ферзь · d7 чорний ферзь · g7 чорний пішак · a6 чорний пішак · b4 білий король · e4 біла тура · f4 чорна тура · h4 чорний пішак · b3 чорний пішак · c3 чорний пішак · d3 чорний пішак · f3 білий пішак · h3 чорний пішак · e2 білий пішак · f2 чорний пішак · f1 чорний король | e8 білий ферзь · d7 чорний ферзь · g7 чорний пішак · a6 чорний пішак · b4 білий король · e4 біла тура · f4 чорна тура · h4 чорний пішак · b3 чорний пішак · c3 чорний пішак · d3 чорний пішак · f3 білий пішак · h3 чорний пішак · e2 білий пішак · f2 чорний пішак · f1 чорний король | e8 білий ферзь · d7 чорний ферзь · g7 чорний пішак · a6 чорний пішак · b4 білий король · e4 біла тура · f4 чорна тура · h4 чорний пішак · b3 чорний пішак · c3 чорний пішак · d3 чорний пішак · f3 білий пішак · h3 чорний пішак · e2 білий пішак · f2 чорний пішак · f1 чорний король | e8 білий ферзь · d7 чорний ферзь · g7 чорний пішак · a6 чорний пішак · b4 білий король · e4 біла тура · f4 чорна тура · h4 чорний пішак · b3 чорний пішак · c3 чорний пішак · d3 чорний пішак · f3 білий пішак · h3 чорний пішак · e2 білий пішак · f2 чорний пішак · f1 чорний король | e8 білий ферзь · d7 чорний ферзь · g7 чорний пішак · a6 чорний пішак · b4 білий король · e4 біла тура · f4 чорна тура · h4 чорний пішак · b3 чорний пішак · c3 чорний пішак · d3 чорний пішак · f3 білий пішак · h3 чорний пішак · e2 білий пішак · f2 чорний пішак · f1 чорний король | 5 |
| 4 | e8 білий ферзь · d7 чорний ферзь · g7 чорний пішак · a6 чорний пішак · b4 білий король · e4 біла тура · f4 чорна тура · h4 чорний пішак · b3 чорний пішак · c3 чорний пішак · d3 чорний пішак · f3 білий пішак · h3 чорний пішак · e2 білий пішак · f2 чорний пішак · f1 чорний король | e8 білий ферзь · d7 чорний ферзь · g7 чорний пішак · a6 чорний пішак · b4 білий король · e4 біла тура · f4 чорна тура · h4 чорний пішак · b3 чорний пішак · c3 чорний пішак · d3 чорний пішак · f3 білий пішак · h3 чорний пішак · e2 білий пішак · f2 чорний пішак · f1 чорний король | e8 білий ферзь · d7 чорний ферзь · g7 чорний пішак · a6 чорний пішак · b4 білий король · e4 біла тура · f4 чорна тура · h4 чорний пішак · b3 чорний пішак · c3 чорний пішак · d3 чорний пішак · f3 білий пішак · h3 чорний пішак · e2 білий пішак · f2 чорний пішак · f1 чорний король | e8 білий ферзь · d7 чорний ферзь · g7 чорний пішак · a6 чорний пішак · b4 білий король · e4 біла тура · f4 чорна тура · h4 чорний пішак · b3 чорний пішак · c3 чорний пішак · d3 чорний пішак · f3 білий пішак · h3 чорний пішак · e2 білий пішак · f2 чорний пішак · f1 чорний король | e8 білий ферзь · d7 чорний ферзь · g7 чорний пішак · a6 чорний пішак · b4 білий король · e4 біла тура · f4 чорна тура · h4 чорний пішак · b3 чорний пішак · c3 чорний пішак · d3 чорний пішак · f3 білий пішак · h3 чорний пішак · e2 білий пішак · f2 чорний пішак · f1 чорний король | e8 білий ферзь · d7 чорний ферзь · g7 чорний пішак · a6 чорний пішак · b4 білий король · e4 біла тура · f4 чорна тура · h4 чорний пішак · b3 чорний пішак · c3 чорний пішак · d3 чорний пішак · f3 білий пішак · h3 чорний пішак · e2 білий пішак · f2 чорний пішак · f1 чорний король | e8 білий ферзь · d7 чорний ферзь · g7 чорний пішак · a6 чорний пішак · b4 білий король · e4 біла тура · f4 чорна тура · h4 чорний пішак · b3 чорний пішак · c3 чорний пішак · d3 чорний пішак · f3 білий пішак · h3 чорний пішак · e2 білий пішак · f2 чорний пішак · f1 чорний король | e8 білий ферзь · d7 чорний ферзь · g7 чорний пішак · a6 чорний пішак · b4 білий король · e4 біла тура · f4 чорна тура · h4 чорний пішак · b3 чорний пішак · c3 чорний пішак · d3 чорний пішак · f3 білий пішак · h3 чорний пішак · e2 білий пішак · f2 чорний пішак · f1 чорний король | 4 |
| 3 | e8 білий ферзь · d7 чорний ферзь · g7 чорний пішак · a6 чорний пішак · b4 білий король · e4 біла тура · f4 чорна тура · h4 чорний пішак · b3 чорний пішак · c3 чорний пішак · d3 чорний пішак · f3 білий пішак · h3 чорний пішак · e2 білий пішак · f2 чорний пішак · f1 чорний король | e8 білий ферзь · d7 чорний ферзь · g7 чорний пішак · a6 чорний пішак · b4 білий король · e4 біла тура · f4 чорна тура · h4 чорний пішак · b3 чорний пішак · c3 чорний пішак · d3 чорний пішак · f3 білий пішак · h3 чорний пішак · e2 білий пішак · f2 чорний пішак · f1 чорний король | e8 білий ферзь · d7 чорний ферзь · g7 чорний пішак · a6 чорний пішак · b4 білий король · e4 біла тура · f4 чорна тура · h4 чорний пішак · b3 чорний пішак · c3 чорний пішак · d3 чорний пішак · f3 білий пішак · h3 чорний пішак · e2 білий пішак · f2 чорний пішак · f1 чорний король | e8 білий ферзь · d7 чорний ферзь · g7 чорний пішак · a6 чорний пішак · b4 білий король · e4 біла тура · f4 чорна тура · h4 чорний пішак · b3 чорний пішак · c3 чорний пішак · d3 чорний пішак · f3 білий пішак · h3 чорний пішак · e2 білий пішак · f2 чорний пішак · f1 чорний король | e8 білий ферзь · d7 чорний ферзь · g7 чорний пішак · a6 чорний пішак · b4 білий король · e4 біла тура · f4 чорна тура · h4 чорний пішак · b3 чорний пішак · c3 чорний пішак · d3 чорний пішак · f3 білий пішак · h3 чорний пішак · e2 білий пішак · f2 чорний пішак · f1 чорний король | e8 білий ферзь · d7 чорний ферзь · g7 чорний пішак · a6 чорний пішак · b4 білий король · e4 біла тура · f4 чорна тура · h4 чорний пішак · b3 чорний пішак · c3 чорний пішак · d3 чорний пішак · f3 білий пішак · h3 чорний пішак · e2 білий пішак · f2 чорний пішак · f1 чорний король | e8 білий ферзь · d7 чорний ферзь · g7 чорний пішак · a6 чорний пішак · b4 білий король · e4 біла тура · f4 чорна тура · h4 чорний пішак · b3 чорний пішак · c3 чорний пішак · d3 чорний пішак · f3 білий пішак · h3 чорний пішак · e2 білий пішак · f2 чорний пішак · f1 чорний король | e8 білий ферзь · d7 чорний ферзь · g7 чорний пішак · a6 чорний пішак · b4 білий король · e4 біла тура · f4 чорна тура · h4 чорний пішак · b3 чорний пішак · c3 чорний пішак · d3 чорний пішак · f3 білий пішак · h3 чорний пішак · e2 білий пішак · f2 чорний пішак · f1 чорний король | 3 |
| 2 | e8 білий ферзь · d7 чорний ферзь · g7 чорний пішак · a6 чорний пішак · b4 білий король · e4 біла тура · f4 чорна тура · h4 чорний пішак · b3 чорний пішак · c3 чорний пішак · d3 чорний пішак · f3 білий пішак · h3 чорний пішак · e2 білий пішак · f2 чорний пішак · f1 чорний король | e8 білий ферзь · d7 чорний ферзь · g7 чорний пішак · a6 чорний пішак · b4 білий король · e4 біла тура · f4 чорна тура · h4 чорний пішак · b3 чорний пішак · c3 чорний пішак · d3 чорний пішак · f3 білий пішак · h3 чорний пішак · e2 білий пішак · f2 чорний пішак · f1 чорний король | e8 білий ферзь · d7 чорний ферзь · g7 чорний пішак · a6 чорний пішак · b4 білий король · e4 біла тура · f4 чорна тура · h4 чорний пішак · b3 чорний пішак · c3 чорний пішак · d3 чорний пішак · f3 білий пішак · h3 чорний пішак · e2 білий пішак · f2 чорний пішак · f1 чорний король | e8 білий ферзь · d7 чорний ферзь · g7 чорний пішак · a6 чорний пішак · b4 білий король · e4 біла тура · f4 чорна тура · h4 чорний пішак · b3 чорний пішак · c3 чорний пішак · d3 чорний пішак · f3 білий пішак · h3 чорний пішак · e2 білий пішак · f2 чорний пішак · f1 чорний король | e8 білий ферзь · d7 чорний ферзь · g7 чорний пішак · a6 чорний пішак · b4 білий король · e4 біла тура · f4 чорна тура · h4 чорний пішак · b3 чорний пішак · c3 чорний пішак · d3 чорний пішак · f3 білий пішак · h3 чорний пішак · e2 білий пішак · f2 чорний пішак · f1 чорний король | e8 білий ферзь · d7 чорний ферзь · g7 чорний пішак · a6 чорний пішак · b4 білий король · e4 біла тура · f4 чорна тура · h4 чорний пішак · b3 чорний пішак · c3 чорний пішак · d3 чорний пішак · f3 білий пішак · h3 чорний пішак · e2 білий пішак · f2 чорний пішак · f1 чорний король | e8 білий ферзь · d7 чорний ферзь · g7 чорний пішак · a6 чорний пішак · b4 білий король · e4 біла тура · f4 чорна тура · h4 чорний пішак · b3 чорний пішак · c3 чорний пішак · d3 чорний пішак · f3 білий пішак · h3 чорний пішак · e2 білий пішак · f2 чорний пішак · f1 чорний король | e8 білий ферзь · d7 чорний ферзь · g7 чорний пішак · a6 чорний пішак · b4 білий король · e4 біла тура · f4 чорна тура · h4 чорний пішак · b3 чорний пішак · c3 чорний пішак · d3 чорний пішак · f3 білий пішак · h3 чорний пішак · e2 білий пішак · f2 чорний пішак · f1 чорний король | 2 |
| 1 | e8 білий ферзь · d7 чорний ферзь · g7 чорний пішак · a6 чорний пішак · b4 білий король · e4 біла тура · f4 чорна тура · h4 чорний пішак · b3 чорний пішак · c3 чорний пішак · d3 чорний пішак · f3 білий пішак · h3 чорний пішак · e2 білий пішак · f2 чорний пішак · f1 чорний король | e8 білий ферзь · d7 чорний ферзь · g7 чорний пішак · a6 чорний пішак · b4 білий король · e4 біла тура · f4 чорна тура · h4 чорний пішак · b3 чорний пішак · c3 чорний пішак · d3 чорний пішак · f3 білий пішак · h3 чорний пішак · e2 білий пішак · f2 чорний пішак · f1 чорний король | e8 білий ферзь · d7 чорний ферзь · g7 чорний пішак · a6 чорний пішак · b4 білий король · e4 біла тура · f4 чорна тура · h4 чорний пішак · b3 чорний пішак · c3 чорний пішак · d3 чорний пішак · f3 білий пішак · h3 чорний пішак · e2 білий пішак · f2 чорний пішак · f1 чорний король | e8 білий ферзь · d7 чорний ферзь · g7 чорний пішак · a6 чорний пішак · b4 білий король · e4 біла тура · f4 чорна тура · h4 чорний пішак · b3 чорний пішак · c3 чорний пішак · d3 чорний пішак · f3 білий пішак · h3 чорний пішак · e2 білий пішак · f2 чорний пішак · f1 чорний король | e8 білий ферзь · d7 чорний ферзь · g7 чорний пішак · a6 чорний пішак · b4 білий король · e4 біла тура · f4 чорна тура · h4 чорний пішак · b3 чорний пішак · c3 чорний пішак · d3 чорний пішак · f3 білий пішак · h3 чорний пішак · e2 білий пішак · f2 чорний пішак · f1 чорний король | e8 білий ферзь · d7 чорний ферзь · g7 чорний пішак · a6 чорний пішак · b4 білий король · e4 біла тура · f4 чорна тура · h4 чорний пішак · b3 чорний пішак · c3 чорний пішак · d3 чорний пішак · f3 білий пішак · h3 чорний пішак · e2 білий пішак · f2 чорний пішак · f1 чорний король | e8 білий ферзь · d7 чорний ферзь · g7 чорний пішак · a6 чорний пішак · b4 білий король · e4 біла тура · f4 чорна тура · h4 чорний пішак · b3 чорний пішак · c3 чорний пішак · d3 чорний пішак · f3 білий пішак · h3 чорний пішак · e2 білий пішак · f2 чорний пішак · f1 чорний король | e8 білий ферзь · d7 чорний ферзь · g7 чорний пішак · a6 чорний пішак · b4 білий король · e4 біла тура · f4 чорна тура · h4 чорний пішак · b3 чорний пішак · c3 чорний пішак · d3 чорний пішак · f3 білий пішак · h3 чорний пішак · e2 білий пішак · f2 чорний пішак · f1 чорний король | 1 |
|   | a | b | c | d | e | f | g | h |   |

FEN: 4Q3/3q2p1/p7/8/1K2Rr1p/1ppp1P1p/4Pp2/5k2
b) b4 → h5

a) 1. Qg4 Qa4  2. Qg4—g2 Qa4—a1#
b) 1. Rg4 Ra4  2. Rg4—g2 Ra4—a1#
У першому рішенні чорний феpзь ходить на поля «g4» і «g2», а в другому рішенні по цих полях, у тому ж напрямку ходить уже чорна тура. Білий ферзь у першому рішенні ходить на поля «а4» і «а1», а в другому рішенні тим самим маршрутом у тому ж напрямку ходить біла тура.
|   | a | b | c | d | e | f | g | h |   |
| 8 | e8 чорна тура · h8 чорний слон · f6 білий кінь · c4 біла тура · g4 білий пішак · c3 чорна тура · e3 білий пішак · h3 чорний король · a2 біла тура · c2 чорний пішак · a1 білий король | e8 чорна тура · h8 чорний слон · f6 білий кінь · c4 біла тура · g4 білий пішак · c3 чорна тура · e3 білий пішак · h3 чорний король · a2 біла тура · c2 чорний пішак · a1 білий король | e8 чорна тура · h8 чорний слон · f6 білий кінь · c4 біла тура · g4 білий пішак · c3 чорна тура · e3 білий пішак · h3 чорний король · a2 біла тура · c2 чорний пішак · a1 білий король | e8 чорна тура · h8 чорний слон · f6 білий кінь · c4 біла тура · g4 білий пішак · c3 чорна тура · e3 білий пішак · h3 чорний король · a2 біла тура · c2 чорний пішак · a1 білий король | e8 чорна тура · h8 чорний слон · f6 білий кінь · c4 біла тура · g4 білий пішак · c3 чорна тура · e3 білий пішак · h3 чорний король · a2 біла тура · c2 чорний пішак · a1 білий король | e8 чорна тура · h8 чорний слон · f6 білий кінь · c4 біла тура · g4 білий пішак · c3 чорна тура · e3 білий пішак · h3 чорний король · a2 біла тура · c2 чорний пішак · a1 білий король | e8 чорна тура · h8 чорний слон · f6 білий кінь · c4 біла тура · g4 білий пішак · c3 чорна тура · e3 білий пішак · h3 чорний король · a2 біла тура · c2 чорний пішак · a1 білий король | e8 чорна тура · h8 чорний слон · f6 білий кінь · c4 біла тура · g4 білий пішак · c3 чорна тура · e3 білий пішак · h3 чорний король · a2 біла тура · c2 чорний пішак · a1 білий король | 8 |
| 7 | e8 чорна тура · h8 чорний слон · f6 білий кінь · c4 біла тура · g4 білий пішак · c3 чорна тура · e3 білий пішак · h3 чорний король · a2 біла тура · c2 чорний пішак · a1 білий король | e8 чорна тура · h8 чорний слон · f6 білий кінь · c4 біла тура · g4 білий пішак · c3 чорна тура · e3 білий пішак · h3 чорний король · a2 біла тура · c2 чорний пішак · a1 білий король | e8 чорна тура · h8 чорний слон · f6 білий кінь · c4 біла тура · g4 білий пішак · c3 чорна тура · e3 білий пішак · h3 чорний король · a2 біла тура · c2 чорний пішак · a1 білий король | e8 чорна тура · h8 чорний слон · f6 білий кінь · c4 біла тура · g4 білий пішак · c3 чорна тура · e3 білий пішак · h3 чорний король · a2 біла тура · c2 чорний пішак · a1 білий король | e8 чорна тура · h8 чорний слон · f6 білий кінь · c4 біла тура · g4 білий пішак · c3 чорна тура · e3 білий пішак · h3 чорний король · a2 біла тура · c2 чорний пішак · a1 білий король | e8 чорна тура · h8 чорний слон · f6 білий кінь · c4 біла тура · g4 білий пішак · c3 чорна тура · e3 білий пішак · h3 чорний король · a2 біла тура · c2 чорний пішак · a1 білий король | e8 чорна тура · h8 чорний слон · f6 білий кінь · c4 біла тура · g4 білий пішак · c3 чорна тура · e3 білий пішак · h3 чорний король · a2 біла тура · c2 чорний пішак · a1 білий король | e8 чорна тура · h8 чорний слон · f6 білий кінь · c4 біла тура · g4 білий пішак · c3 чорна тура · e3 білий пішак · h3 чорний король · a2 біла тура · c2 чорний пішак · a1 білий король | 7 |
| 6 | e8 чорна тура · h8 чорний слон · f6 білий кінь · c4 біла тура · g4 білий пішак · c3 чорна тура · e3 білий пішак · h3 чорний король · a2 біла тура · c2 чорний пішак · a1 білий король | e8 чорна тура · h8 чорний слон · f6 білий кінь · c4 біла тура · g4 білий пішак · c3 чорна тура · e3 білий пішак · h3 чорний король · a2 біла тура · c2 чорний пішак · a1 білий король | e8 чорна тура · h8 чорний слон · f6 білий кінь · c4 біла тура · g4 білий пішак · c3 чорна тура · e3 білий пішак · h3 чорний король · a2 біла тура · c2 чорний пішак · a1 білий король | e8 чорна тура · h8 чорний слон · f6 білий кінь · c4 біла тура · g4 білий пішак · c3 чорна тура · e3 білий пішак · h3 чорний король · a2 біла тура · c2 чорний пішак · a1 білий король | e8 чорна тура · h8 чорний слон · f6 білий кінь · c4 біла тура · g4 білий пішак · c3 чорна тура · e3 білий пішак · h3 чорний король · a2 біла тура · c2 чорний пішак · a1 білий король | e8 чорна тура · h8 чорний слон · f6 білий кінь · c4 біла тура · g4 білий пішак · c3 чорна тура · e3 білий пішак · h3 чорний король · a2 біла тура · c2 чорний пішак · a1 білий король | e8 чорна тура · h8 чорний слон · f6 білий кінь · c4 біла тура · g4 білий пішак · c3 чорна тура · e3 білий пішак · h3 чорний король · a2 біла тура · c2 чорний пішак · a1 білий король | e8 чорна тура · h8 чорний слон · f6 білий кінь · c4 біла тура · g4 білий пішак · c3 чорна тура · e3 білий пішак · h3 чорний король · a2 біла тура · c2 чорний пішак · a1 білий король | 6 |
| 5 | e8 чорна тура · h8 чорний слон · f6 білий кінь · c4 біла тура · g4 білий пішак · c3 чорна тура · e3 білий пішак · h3 чорний король · a2 біла тура · c2 чорний пішак · a1 білий король | e8 чорна тура · h8 чорний слон · f6 білий кінь · c4 біла тура · g4 білий пішак · c3 чорна тура · e3 білий пішак · h3 чорний король · a2 біла тура · c2 чорний пішак · a1 білий король | e8 чорна тура · h8 чорний слон · f6 білий кінь · c4 біла тура · g4 білий пішак · c3 чорна тура · e3 білий пішак · h3 чорний король · a2 біла тура · c2 чорний пішак · a1 білий король | e8 чорна тура · h8 чорний слон · f6 білий кінь · c4 біла тура · g4 білий пішак · c3 чорна тура · e3 білий пішак · h3 чорний король · a2 біла тура · c2 чорний пішак · a1 білий король | e8 чорна тура · h8 чорний слон · f6 білий кінь · c4 біла тура · g4 білий пішак · c3 чорна тура · e3 білий пішак · h3 чорний король · a2 біла тура · c2 чорний пішак · a1 білий король | e8 чорна тура · h8 чорний слон · f6 білий кінь · c4 біла тура · g4 білий пішак · c3 чорна тура · e3 білий пішак · h3 чорний король · a2 біла тура · c2 чорний пішак · a1 білий король | e8 чорна тура · h8 чорний слон · f6 білий кінь · c4 біла тура · g4 білий пішак · c3 чорна тура · e3 білий пішак · h3 чорний король · a2 біла тура · c2 чорний пішак · a1 білий король | e8 чорна тура · h8 чорний слон · f6 білий кінь · c4 біла тура · g4 білий пішак · c3 чорна тура · e3 білий пішак · h3 чорний король · a2 біла тура · c2 чорний пішак · a1 білий король | 5 |
| 4 | e8 чорна тура · h8 чорний слон · f6 білий кінь · c4 біла тура · g4 білий пішак · c3 чорна тура · e3 білий пішак · h3 чорний король · a2 біла тура · c2 чорний пішак · a1 білий король | e8 чорна тура · h8 чорний слон · f6 білий кінь · c4 біла тура · g4 білий пішак · c3 чорна тура · e3 білий пішак · h3 чорний король · a2 біла тура · c2 чорний пішак · a1 білий король | e8 чорна тура · h8 чорний слон · f6 білий кінь · c4 біла тура · g4 білий пішак · c3 чорна тура · e3 білий пішак · h3 чорний король · a2 біла тура · c2 чорний пішак · a1 білий король | e8 чорна тура · h8 чорний слон · f6 білий кінь · c4 біла тура · g4 білий пішак · c3 чорна тура · e3 білий пішак · h3 чорний король · a2 біла тура · c2 чорний пішак · a1 білий король | e8 чорна тура · h8 чорний слон · f6 білий кінь · c4 біла тура · g4 білий пішак · c3 чорна тура · e3 білий пішак · h3 чорний король · a2 біла тура · c2 чорний пішак · a1 білий король | e8 чорна тура · h8 чорний слон · f6 білий кінь · c4 біла тура · g4 білий пішак · c3 чорна тура · e3 білий пішак · h3 чорний король · a2 біла тура · c2 чорний пішак · a1 білий король | e8 чорна тура · h8 чорний слон · f6 білий кінь · c4 біла тура · g4 білий пішак · c3 чорна тура · e3 білий пішак · h3 чорний король · a2 біла тура · c2 чорний пішак · a1 білий король | e8 чорна тура · h8 чорний слон · f6 білий кінь · c4 біла тура · g4 білий пішак · c3 чорна тура · e3 білий пішак · h3 чорний король · a2 біла тура · c2 чорний пішак · a1 білий король | 4 |
| 3 | e8 чорна тура · h8 чорний слон · f6 білий кінь · c4 біла тура · g4 білий пішак · c3 чорна тура · e3 білий пішак · h3 чорний король · a2 біла тура · c2 чорний пішак · a1 білий король | e8 чорна тура · h8 чорний слон · f6 білий кінь · c4 біла тура · g4 білий пішак · c3 чорна тура · e3 білий пішак · h3 чорний король · a2 біла тура · c2 чорний пішак · a1 білий король | e8 чорна тура · h8 чорний слон · f6 білий кінь · c4 біла тура · g4 білий пішак · c3 чорна тура · e3 білий пішак · h3 чорний король · a2 біла тура · c2 чорний пішак · a1 білий король | e8 чорна тура · h8 чорний слон · f6 білий кінь · c4 біла тура · g4 білий пішак · c3 чорна тура · e3 білий пішак · h3 чорний король · a2 біла тура · c2 чорний пішак · a1 білий король | e8 чорна тура · h8 чорний слон · f6 білий кінь · c4 біла тура · g4 білий пішак · c3 чорна тура · e3 білий пішак · h3 чорний король · a2 біла тура · c2 чорний пішак · a1 білий король | e8 чорна тура · h8 чорний слон · f6 білий кінь · c4 біла тура · g4 білий пішак · c3 чорна тура · e3 білий пішак · h3 чорний король · a2 біла тура · c2 чорний пішак · a1 білий король | e8 чорна тура · h8 чорний слон · f6 білий кінь · c4 біла тура · g4 білий пішак · c3 чорна тура · e3 білий пішак · h3 чорний король · a2 біла тура · c2 чорний пішак · a1 білий король | e8 чорна тура · h8 чорний слон · f6 білий кінь · c4 біла тура · g4 білий пішак · c3 чорна тура · e3 білий пішак · h3 чорний король · a2 біла тура · c2 чорний пішак · a1 білий король | 3 |
| 2 | e8 чорна тура · h8 чорний слон · f6 білий кінь · c4 біла тура · g4 білий пішак · c3 чорна тура · e3 білий пішак · h3 чорний король · a2 біла тура · c2 чорний пішак · a1 білий король | e8 чорна тура · h8 чорний слон · f6 білий кінь · c4 біла тура · g4 білий пішак · c3 чорна тура · e3 білий пішак · h3 чорний король · a2 біла тура · c2 чорний пішак · a1 білий король | e8 чорна тура · h8 чорний слон · f6 білий кінь · c4 біла тура · g4 білий пішак · c3 чорна тура · e3 білий пішак · h3 чорний король · a2 біла тура · c2 чорний пішак · a1 білий король | e8 чорна тура · h8 чорний слон · f6 білий кінь · c4 біла тура · g4 білий пішак · c3 чорна тура · e3 білий пішак · h3 чорний король · a2 біла тура · c2 чорний пішак · a1 білий король | e8 чорна тура · h8 чорний слон · f6 білий кінь · c4 біла тура · g4 білий пішак · c3 чорна тура · e3 білий пішак · h3 чорний король · a2 біла тура · c2 чорний пішак · a1 білий король | e8 чорна тура · h8 чорний слон · f6 білий кінь · c4 біла тура · g4 білий пішак · c3 чорна тура · e3 білий пішак · h3 чорний король · a2 біла тура · c2 чорний пішак · a1 білий король | e8 чорна тура · h8 чорний слон · f6 білий кінь · c4 біла тура · g4 білий пішак · c3 чорна тура · e3 білий пішак · h3 чорний король · a2 біла тура · c2 чорний пішак · a1 білий король | e8 чорна тура · h8 чорний слон · f6 білий кінь · c4 біла тура · g4 білий пішак · c3 чорна тура · e3 білий пішак · h3 чорний король · a2 біла тура · c2 чорний пішак · a1 білий король | 2 |
| 1 | e8 чорна тура · h8 чорний слон · f6 білий кінь · c4 біла тура · g4 білий пішак · c3 чорна тура · e3 білий пішак · h3 чорний король · a2 біла тура · c2 чорний пішак · a1 білий король | e8 чорна тура · h8 чорний слон · f6 білий кінь · c4 біла тура · g4 білий пішак · c3 чорна тура · e3 білий пішак · h3 чорний король · a2 біла тура · c2 чорний пішак · a1 білий король | e8 чорна тура · h8 чорний слон · f6 білий кінь · c4 біла тура · g4 білий пішак · c3 чорна тура · e3 білий пішак · h3 чорний король · a2 біла тура · c2 чорний пішак · a1 білий король | e8 чорна тура · h8 чорний слон · f6 білий кінь · c4 біла тура · g4 білий пішак · c3 чорна тура · e3 білий пішак · h3 чорний король · a2 біла тура · c2 чорний пішак · a1 білий король | e8 чорна тура · h8 чорний слон · f6 білий кінь · c4 біла тура · g4 білий пішак · c3 чорна тура · e3 білий пішак · h3 чорний король · a2 біла тура · c2 чорний пішак · a1 білий король | e8 чорна тура · h8 чорний слон · f6 білий кінь · c4 біла тура · g4 білий пішак · c3 чорна тура · e3 білий пішак · h3 чорний король · a2 біла тура · c2 чорний пішак · a1 білий король | e8 чорна тура · h8 чорний слон · f6 білий кінь · c4 біла тура · g4 білий пішак · c3 чорна тура · e3 білий пішак · h3 чорний король · a2 біла тура · c2 чорний пішак · a1 білий король | e8 чорна тура · h8 чорний слон · f6 білий кінь · c4 біла тура · g4 білий пішак · c3 чорна тура · e3 білий пішак · h3 чорний король · a2 біла тура · c2 чорний пішак · a1 білий король | 1 |
|   | a | b | c | d | e | f | g | h |   |

FEN: 4r2b/8/5N2/8/2R3P1/2r1P2k/R1p5/K7
b) f6 → g4

a) 1. Rcxe3! (Rexe3?)  Rcxc2 2.Re3—g3 Rc2—h2#
b) 1. Rexe3! (Rcxe3?)  Raxc2 2.Re3—g3 Rc2—h2#
В першому рішенні чорна тура «с3» ходить на поля «e3 і g3». В другому рішенні по тих самих полях ходить інша чорна тура – «е8». Рух чорних тур здійснюється по одному маршруту, в одному напрямку.
В першому рішенні біла тура «с4» ходить на поля «с2» і «h2». В другому рішенні по цьому маршруту ходить інша тура – «а2», в одному напрямку.

В книзі «Фортуна» автор вказує, що цей шаховий твір склав наосліп, без шахової дошки та фігур, лише в уяві по пам’яті.

### Пряма повна змішана (чорно-біла) форма
Пряма повна змішана форма теми Залокоцького — в першому рішенні чорна фігура ходить своїм маршрутом, а біла своїм, а в другому рішенні у тому ж напрямку по маршруту чорної фігури ходить уже біла фігура, а по маршруту білої ходить уже чорна фігура. Скорочений запис виду вираження прямої форми теми: по шляху чорної фігури ходить біла, а по маршруту білої фігури ходить чорна і усі в одному напрямку, як і в першій фазі. Це дуже складний для вираження вид прямої форма теми.
|   | a | b | c | d | e | f | g | h |   |
| 8 | a8 чорна тура · d8 біла тура · h8 чорна тура · d7 білий король · a6 чорний пішак · g6 білий кінь · d5 чорний кінь · h5 чорний пішак · d4 чорний король · e3 чорний пішак | a8 чорна тура · d8 біла тура · h8 чорна тура · d7 білий король · a6 чорний пішак · g6 білий кінь · d5 чорний кінь · h5 чорний пішак · d4 чорний король · e3 чорний пішак | a8 чорна тура · d8 біла тура · h8 чорна тура · d7 білий король · a6 чорний пішак · g6 білий кінь · d5 чорний кінь · h5 чорний пішак · d4 чорний король · e3 чорний пішак | a8 чорна тура · d8 біла тура · h8 чорна тура · d7 білий король · a6 чорний пішак · g6 білий кінь · d5 чорний кінь · h5 чорний пішак · d4 чорний король · e3 чорний пішак | a8 чорна тура · d8 біла тура · h8 чорна тура · d7 білий король · a6 чорний пішак · g6 білий кінь · d5 чорний кінь · h5 чорний пішак · d4 чорний король · e3 чорний пішак | a8 чорна тура · d8 біла тура · h8 чорна тура · d7 білий король · a6 чорний пішак · g6 білий кінь · d5 чорний кінь · h5 чорний пішак · d4 чорний король · e3 чорний пішак | a8 чорна тура · d8 біла тура · h8 чорна тура · d7 білий король · a6 чорний пішак · g6 білий кінь · d5 чорний кінь · h5 чорний пішак · d4 чорний король · e3 чорний пішак | a8 чорна тура · d8 біла тура · h8 чорна тура · d7 білий король · a6 чорний пішак · g6 білий кінь · d5 чорний кінь · h5 чорний пішак · d4 чорний король · e3 чорний пішак | 8 |
| 7 | a8 чорна тура · d8 біла тура · h8 чорна тура · d7 білий король · a6 чорний пішак · g6 білий кінь · d5 чорний кінь · h5 чорний пішак · d4 чорний король · e3 чорний пішак | a8 чорна тура · d8 біла тура · h8 чорна тура · d7 білий король · a6 чорний пішак · g6 білий кінь · d5 чорний кінь · h5 чорний пішак · d4 чорний король · e3 чорний пішак | a8 чорна тура · d8 біла тура · h8 чорна тура · d7 білий король · a6 чорний пішак · g6 білий кінь · d5 чорний кінь · h5 чорний пішак · d4 чорний король · e3 чорний пішак | a8 чорна тура · d8 біла тура · h8 чорна тура · d7 білий король · a6 чорний пішак · g6 білий кінь · d5 чорний кінь · h5 чорний пішак · d4 чорний король · e3 чорний пішак | a8 чорна тура · d8 біла тура · h8 чорна тура · d7 білий король · a6 чорний пішак · g6 білий кінь · d5 чорний кінь · h5 чорний пішак · d4 чорний король · e3 чорний пішак | a8 чорна тура · d8 біла тура · h8 чорна тура · d7 білий король · a6 чорний пішак · g6 білий кінь · d5 чорний кінь · h5 чорний пішак · d4 чорний король · e3 чорний пішак | a8 чорна тура · d8 біла тура · h8 чорна тура · d7 білий король · a6 чорний пішак · g6 білий кінь · d5 чорний кінь · h5 чорний пішак · d4 чорний король · e3 чорний пішак | a8 чорна тура · d8 біла тура · h8 чорна тура · d7 білий король · a6 чорний пішак · g6 білий кінь · d5 чорний кінь · h5 чорний пішак · d4 чорний король · e3 чорний пішак | 7 |
| 6 | a8 чорна тура · d8 біла тура · h8 чорна тура · d7 білий король · a6 чорний пішак · g6 білий кінь · d5 чорний кінь · h5 чорний пішак · d4 чорний король · e3 чорний пішак | a8 чорна тура · d8 біла тура · h8 чорна тура · d7 білий король · a6 чорний пішак · g6 білий кінь · d5 чорний кінь · h5 чорний пішак · d4 чорний король · e3 чорний пішак | a8 чорна тура · d8 біла тура · h8 чорна тура · d7 білий король · a6 чорний пішак · g6 білий кінь · d5 чорний кінь · h5 чорний пішак · d4 чорний король · e3 чорний пішак | a8 чорна тура · d8 біла тура · h8 чорна тура · d7 білий король · a6 чорний пішак · g6 білий кінь · d5 чорний кінь · h5 чорний пішак · d4 чорний король · e3 чорний пішак | a8 чорна тура · d8 біла тура · h8 чорна тура · d7 білий король · a6 чорний пішак · g6 білий кінь · d5 чорний кінь · h5 чорний пішак · d4 чорний король · e3 чорний пішак | a8 чорна тура · d8 біла тура · h8 чорна тура · d7 білий король · a6 чорний пішак · g6 білий кінь · d5 чорний кінь · h5 чорний пішак · d4 чорний король · e3 чорний пішак | a8 чорна тура · d8 біла тура · h8 чорна тура · d7 білий король · a6 чорний пішак · g6 білий кінь · d5 чорний кінь · h5 чорний пішак · d4 чорний король · e3 чорний пішак | a8 чорна тура · d8 біла тура · h8 чорна тура · d7 білий король · a6 чорний пішак · g6 білий кінь · d5 чорний кінь · h5 чорний пішак · d4 чорний король · e3 чорний пішак | 6 |
| 5 | a8 чорна тура · d8 біла тура · h8 чорна тура · d7 білий король · a6 чорний пішак · g6 білий кінь · d5 чорний кінь · h5 чорний пішак · d4 чорний король · e3 чорний пішак | a8 чорна тура · d8 біла тура · h8 чорна тура · d7 білий король · a6 чорний пішак · g6 білий кінь · d5 чорний кінь · h5 чорний пішак · d4 чорний король · e3 чорний пішак | a8 чорна тура · d8 біла тура · h8 чорна тура · d7 білий король · a6 чорний пішак · g6 білий кінь · d5 чорний кінь · h5 чорний пішак · d4 чорний король · e3 чорний пішак | a8 чорна тура · d8 біла тура · h8 чорна тура · d7 білий король · a6 чорний пішак · g6 білий кінь · d5 чорний кінь · h5 чорний пішак · d4 чорний король · e3 чорний пішак | a8 чорна тура · d8 біла тура · h8 чорна тура · d7 білий король · a6 чорний пішак · g6 білий кінь · d5 чорний кінь · h5 чорний пішак · d4 чорний король · e3 чорний пішак | a8 чорна тура · d8 біла тура · h8 чорна тура · d7 білий король · a6 чорний пішак · g6 білий кінь · d5 чорний кінь · h5 чорний пішак · d4 чорний король · e3 чорний пішак | a8 чорна тура · d8 біла тура · h8 чорна тура · d7 білий король · a6 чорний пішак · g6 білий кінь · d5 чорний кінь · h5 чорний пішак · d4 чорний король · e3 чорний пішак | a8 чорна тура · d8 біла тура · h8 чорна тура · d7 білий король · a6 чорний пішак · g6 білий кінь · d5 чорний кінь · h5 чорний пішак · d4 чорний король · e3 чорний пішак | 5 |
| 4 | a8 чорна тура · d8 біла тура · h8 чорна тура · d7 білий король · a6 чорний пішак · g6 білий кінь · d5 чорний кінь · h5 чорний пішак · d4 чорний король · e3 чорний пішак | a8 чорна тура · d8 біла тура · h8 чорна тура · d7 білий король · a6 чорний пішак · g6 білий кінь · d5 чорний кінь · h5 чорний пішак · d4 чорний король · e3 чорний пішак | a8 чорна тура · d8 біла тура · h8 чорна тура · d7 білий король · a6 чорний пішак · g6 білий кінь · d5 чорний кінь · h5 чорний пішак · d4 чорний король · e3 чорний пішак | a8 чорна тура · d8 біла тура · h8 чорна тура · d7 білий король · a6 чорний пішак · g6 білий кінь · d5 чорний кінь · h5 чорний пішак · d4 чорний король · e3 чорний пішак | a8 чорна тура · d8 біла тура · h8 чорна тура · d7 білий король · a6 чорний пішак · g6 білий кінь · d5 чорний кінь · h5 чорний пішак · d4 чорний король · e3 чорний пішак | a8 чорна тура · d8 біла тура · h8 чорна тура · d7 білий король · a6 чорний пішак · g6 білий кінь · d5 чорний кінь · h5 чорний пішак · d4 чорний король · e3 чорний пішак | a8 чорна тура · d8 біла тура · h8 чорна тура · d7 білий король · a6 чорний пішак · g6 білий кінь · d5 чорний кінь · h5 чорний пішак · d4 чорний король · e3 чорний пішак | a8 чорна тура · d8 біла тура · h8 чорна тура · d7 білий король · a6 чорний пішак · g6 білий кінь · d5 чорний кінь · h5 чорний пішак · d4 чорний король · e3 чорний пішак | 4 |
| 3 | a8 чорна тура · d8 біла тура · h8 чорна тура · d7 білий король · a6 чорний пішак · g6 білий кінь · d5 чорний кінь · h5 чорний пішак · d4 чорний король · e3 чорний пішак | a8 чорна тура · d8 біла тура · h8 чорна тура · d7 білий король · a6 чорний пішак · g6 білий кінь · d5 чорний кінь · h5 чорний пішак · d4 чорний король · e3 чорний пішак | a8 чорна тура · d8 біла тура · h8 чорна тура · d7 білий король · a6 чорний пішак · g6 білий кінь · d5 чорний кінь · h5 чорний пішак · d4 чорний король · e3 чорний пішак | a8 чорна тура · d8 біла тура · h8 чорна тура · d7 білий король · a6 чорний пішак · g6 білий кінь · d5 чорний кінь · h5 чорний пішак · d4 чорний король · e3 чорний пішак | a8 чорна тура · d8 біла тура · h8 чорна тура · d7 білий король · a6 чорний пішак · g6 білий кінь · d5 чорний кінь · h5 чорний пішак · d4 чорний король · e3 чорний пішак | a8 чорна тура · d8 біла тура · h8 чорна тура · d7 білий король · a6 чорний пішак · g6 білий кінь · d5 чорний кінь · h5 чорний пішак · d4 чорний король · e3 чорний пішак | a8 чорна тура · d8 біла тура · h8 чорна тура · d7 білий король · a6 чорний пішак · g6 білий кінь · d5 чорний кінь · h5 чорний пішак · d4 чорний король · e3 чорний пішак | a8 чорна тура · d8 біла тура · h8 чорна тура · d7 білий король · a6 чорний пішак · g6 білий кінь · d5 чорний кінь · h5 чорний пішак · d4 чорний король · e3 чорний пішак | 3 |
| 2 | a8 чорна тура · d8 біла тура · h8 чорна тура · d7 білий король · a6 чорний пішак · g6 білий кінь · d5 чорний кінь · h5 чорний пішак · d4 чорний король · e3 чорний пішак | a8 чорна тура · d8 біла тура · h8 чорна тура · d7 білий король · a6 чорний пішак · g6 білий кінь · d5 чорний кінь · h5 чорний пішак · d4 чорний король · e3 чорний пішак | a8 чорна тура · d8 біла тура · h8 чорна тура · d7 білий король · a6 чорний пішак · g6 білий кінь · d5 чорний кінь · h5 чорний пішак · d4 чорний король · e3 чорний пішак | a8 чорна тура · d8 біла тура · h8 чорна тура · d7 білий король · a6 чорний пішак · g6 білий кінь · d5 чорний кінь · h5 чорний пішак · d4 чорний король · e3 чорний пішак | a8 чорна тура · d8 біла тура · h8 чорна тура · d7 білий король · a6 чорний пішак · g6 білий кінь · d5 чорний кінь · h5 чорний пішак · d4 чорний король · e3 чорний пішак | a8 чорна тура · d8 біла тура · h8 чорна тура · d7 білий король · a6 чорний пішак · g6 білий кінь · d5 чорний кінь · h5 чорний пішак · d4 чорний король · e3 чорний пішак | a8 чорна тура · d8 біла тура · h8 чорна тура · d7 білий король · a6 чорний пішак · g6 білий кінь · d5 чорний кінь · h5 чорний пішак · d4 чорний король · e3 чорний пішак | a8 чорна тура · d8 біла тура · h8 чорна тура · d7 білий король · a6 чорний пішак · g6 білий кінь · d5 чорний кінь · h5 чорний пішак · d4 чорний король · e3 чорний пішак | 2 |
| 1 | a8 чорна тура · d8 біла тура · h8 чорна тура · d7 білий король · a6 чорний пішак · g6 білий кінь · d5 чорний кінь · h5 чорний пішак · d4 чорний король · e3 чорний пішак | a8 чорна тура · d8 біла тура · h8 чорна тура · d7 білий король · a6 чорний пішак · g6 білий кінь · d5 чорний кінь · h5 чорний пішак · d4 чорний король · e3 чорний пішак | a8 чорна тура · d8 біла тура · h8 чорна тура · d7 білий король · a6 чорний пішак · g6 білий кінь · d5 чорний кінь · h5 чорний пішак · d4 чорний король · e3 чорний пішак | a8 чорна тура · d8 біла тура · h8 чорна тура · d7 білий король · a6 чорний пішак · g6 білий кінь · d5 чорний кінь · h5 чорний пішак · d4 чорний король · e3 чорний пішак | a8 чорна тура · d8 біла тура · h8 чорна тура · d7 білий король · a6 чорний пішак · g6 білий кінь · d5 чорний кінь · h5 чорний пішак · d4 чорний король · e3 чорний пішак | a8 чорна тура · d8 біла тура · h8 чорна тура · d7 білий король · a6 чорний пішак · g6 білий кінь · d5 чорний кінь · h5 чорний пішак · d4 чорний король · e3 чорний пішак | a8 чорна тура · d8 біла тура · h8 чорна тура · d7 білий король · a6 чорний пішак · g6 білий кінь · d5 чорний кінь · h5 чорний пішак · d4 чорний король · e3 чорний пішак | a8 чорна тура · d8 біла тура · h8 чорна тура · d7 білий король · a6 чорний пішак · g6 білий кінь · d5 чорний кінь · h5 чорний пішак · d4 чорний король · e3 чорний пішак | 1 |
|   | a | b | c | d | e | f | g | h |   |

FEN: r2R3r/3K4/p5N1/3n3p/3k4/4p3/8/8
Zero

a) g6 → b2,   b) d4 ↔ d5
a) 1. Re8 a Rc8 b 2. Re8—e5 c Rc8—c4#  d
b) 1. Rc8 b Re8 a 2. Rc8—c4 d Re8—e5#  c
В першому рішенні чорна тура «а8» ходить своїм маршрутом, а біла тура своїм. У другому рішенні по маршруту білої тури ходить чорна. А по маршруту чорної тури – біла. Таким чином, чорна і біла тура помінялись маршрутами. Тема виражена на тлі чергування полів.
|   | a | b | c | d | e | f | g | h |   |
| 8 | d7 білий король · g7 чорний пішак · e6 білий слон · f6 чорний король · e5 чорний ферзь · e4 чорний кінь · d3 чорний кінь · h3 білий кінь | d7 білий король · g7 чорний пішак · e6 білий слон · f6 чорний король · e5 чорний ферзь · e4 чорний кінь · d3 чорний кінь · h3 білий кінь | d7 білий король · g7 чорний пішак · e6 білий слон · f6 чорний король · e5 чорний ферзь · e4 чорний кінь · d3 чорний кінь · h3 білий кінь | d7 білий король · g7 чорний пішак · e6 білий слон · f6 чорний король · e5 чорний ферзь · e4 чорний кінь · d3 чорний кінь · h3 білий кінь | d7 білий король · g7 чорний пішак · e6 білий слон · f6 чорний король · e5 чорний ферзь · e4 чорний кінь · d3 чорний кінь · h3 білий кінь | d7 білий король · g7 чорний пішак · e6 білий слон · f6 чорний король · e5 чорний ферзь · e4 чорний кінь · d3 чорний кінь · h3 білий кінь | d7 білий король · g7 чорний пішак · e6 білий слон · f6 чорний король · e5 чорний ферзь · e4 чорний кінь · d3 чорний кінь · h3 білий кінь | d7 білий король · g7 чорний пішак · e6 білий слон · f6 чорний король · e5 чорний ферзь · e4 чорний кінь · d3 чорний кінь · h3 білий кінь | 8 |
| 7 | d7 білий король · g7 чорний пішак · e6 білий слон · f6 чорний король · e5 чорний ферзь · e4 чорний кінь · d3 чорний кінь · h3 білий кінь | d7 білий король · g7 чорний пішак · e6 білий слон · f6 чорний король · e5 чорний ферзь · e4 чорний кінь · d3 чорний кінь · h3 білий кінь | d7 білий король · g7 чорний пішак · e6 білий слон · f6 чорний король · e5 чорний ферзь · e4 чорний кінь · d3 чорний кінь · h3 білий кінь | d7 білий король · g7 чорний пішак · e6 білий слон · f6 чорний король · e5 чорний ферзь · e4 чорний кінь · d3 чорний кінь · h3 білий кінь | d7 білий король · g7 чорний пішак · e6 білий слон · f6 чорний король · e5 чорний ферзь · e4 чорний кінь · d3 чорний кінь · h3 білий кінь | d7 білий король · g7 чорний пішак · e6 білий слон · f6 чорний король · e5 чорний ферзь · e4 чорний кінь · d3 чорний кінь · h3 білий кінь | d7 білий король · g7 чорний пішак · e6 білий слон · f6 чорний король · e5 чорний ферзь · e4 чорний кінь · d3 чорний кінь · h3 білий кінь | d7 білий король · g7 чорний пішак · e6 білий слон · f6 чорний король · e5 чорний ферзь · e4 чорний кінь · d3 чорний кінь · h3 білий кінь | 7 |
| 6 | d7 білий король · g7 чорний пішак · e6 білий слон · f6 чорний король · e5 чорний ферзь · e4 чорний кінь · d3 чорний кінь · h3 білий кінь | d7 білий король · g7 чорний пішак · e6 білий слон · f6 чорний король · e5 чорний ферзь · e4 чорний кінь · d3 чорний кінь · h3 білий кінь | d7 білий король · g7 чорний пішак · e6 білий слон · f6 чорний король · e5 чорний ферзь · e4 чорний кінь · d3 чорний кінь · h3 білий кінь | d7 білий король · g7 чорний пішак · e6 білий слон · f6 чорний король · e5 чорний ферзь · e4 чорний кінь · d3 чорний кінь · h3 білий кінь | d7 білий король · g7 чорний пішак · e6 білий слон · f6 чорний король · e5 чорний ферзь · e4 чорний кінь · d3 чорний кінь · h3 білий кінь | d7 білий король · g7 чорний пішак · e6 білий слон · f6 чорний король · e5 чорний ферзь · e4 чорний кінь · d3 чорний кінь · h3 білий кінь | d7 білий король · g7 чорний пішак · e6 білий слон · f6 чорний король · e5 чорний ферзь · e4 чорний кінь · d3 чорний кінь · h3 білий кінь | d7 білий король · g7 чорний пішак · e6 білий слон · f6 чорний король · e5 чорний ферзь · e4 чорний кінь · d3 чорний кінь · h3 білий кінь | 6 |
| 5 | d7 білий король · g7 чорний пішак · e6 білий слон · f6 чорний король · e5 чорний ферзь · e4 чорний кінь · d3 чорний кінь · h3 білий кінь | d7 білий король · g7 чорний пішак · e6 білий слон · f6 чорний король · e5 чорний ферзь · e4 чорний кінь · d3 чорний кінь · h3 білий кінь | d7 білий король · g7 чорний пішак · e6 білий слон · f6 чорний король · e5 чорний ферзь · e4 чорний кінь · d3 чорний кінь · h3 білий кінь | d7 білий король · g7 чорний пішак · e6 білий слон · f6 чорний король · e5 чорний ферзь · e4 чорний кінь · d3 чорний кінь · h3 білий кінь | d7 білий король · g7 чорний пішак · e6 білий слон · f6 чорний король · e5 чорний ферзь · e4 чорний кінь · d3 чорний кінь · h3 білий кінь | d7 білий король · g7 чорний пішак · e6 білий слон · f6 чорний король · e5 чорний ферзь · e4 чорний кінь · d3 чорний кінь · h3 білий кінь | d7 білий король · g7 чорний пішак · e6 білий слон · f6 чорний король · e5 чорний ферзь · e4 чорний кінь · d3 чорний кінь · h3 білий кінь | d7 білий король · g7 чорний пішак · e6 білий слон · f6 чорний король · e5 чорний ферзь · e4 чорний кінь · d3 чорний кінь · h3 білий кінь | 5 |
| 4 | d7 білий король · g7 чорний пішак · e6 білий слон · f6 чорний король · e5 чорний ферзь · e4 чорний кінь · d3 чорний кінь · h3 білий кінь | d7 білий король · g7 чорний пішак · e6 білий слон · f6 чорний король · e5 чорний ферзь · e4 чорний кінь · d3 чорний кінь · h3 білий кінь | d7 білий король · g7 чорний пішак · e6 білий слон · f6 чорний король · e5 чорний ферзь · e4 чорний кінь · d3 чорний кінь · h3 білий кінь | d7 білий король · g7 чорний пішак · e6 білий слон · f6 чорний король · e5 чорний ферзь · e4 чорний кінь · d3 чорний кінь · h3 білий кінь | d7 білий король · g7 чорний пішак · e6 білий слон · f6 чорний король · e5 чорний ферзь · e4 чорний кінь · d3 чорний кінь · h3 білий кінь | d7 білий король · g7 чорний пішак · e6 білий слон · f6 чорний король · e5 чорний ферзь · e4 чорний кінь · d3 чорний кінь · h3 білий кінь | d7 білий король · g7 чорний пішак · e6 білий слон · f6 чорний король · e5 чорний ферзь · e4 чорний кінь · d3 чорний кінь · h3 білий кінь | d7 білий король · g7 чорний пішак · e6 білий слон · f6 чорний король · e5 чорний ферзь · e4 чорний кінь · d3 чорний кінь · h3 білий кінь | 4 |
| 3 | d7 білий король · g7 чорний пішак · e6 білий слон · f6 чорний король · e5 чорний ферзь · e4 чорний кінь · d3 чорний кінь · h3 білий кінь | d7 білий король · g7 чорний пішак · e6 білий слон · f6 чорний король · e5 чорний ферзь · e4 чорний кінь · d3 чорний кінь · h3 білий кінь | d7 білий король · g7 чорний пішак · e6 білий слон · f6 чорний король · e5 чорний ферзь · e4 чорний кінь · d3 чорний кінь · h3 білий кінь | d7 білий король · g7 чорний пішак · e6 білий слон · f6 чорний король · e5 чорний ферзь · e4 чорний кінь · d3 чорний кінь · h3 білий кінь | d7 білий король · g7 чорний пішак · e6 білий слон · f6 чорний король · e5 чорний ферзь · e4 чорний кінь · d3 чорний кінь · h3 білий кінь | d7 білий король · g7 чорний пішак · e6 білий слон · f6 чорний король · e5 чорний ферзь · e4 чорний кінь · d3 чорний кінь · h3 білий кінь | d7 білий король · g7 чорний пішак · e6 білий слон · f6 чорний король · e5 чорний ферзь · e4 чорний кінь · d3 чорний кінь · h3 білий кінь | d7 білий король · g7 чорний пішак · e6 білий слон · f6 чорний король · e5 чорний ферзь · e4 чорний кінь · d3 чорний кінь · h3 білий кінь | 3 |
| 2 | d7 білий король · g7 чорний пішак · e6 білий слон · f6 чорний король · e5 чорний ферзь · e4 чорний кінь · d3 чорний кінь · h3 білий кінь | d7 білий король · g7 чорний пішак · e6 білий слон · f6 чорний король · e5 чорний ферзь · e4 чорний кінь · d3 чорний кінь · h3 білий кінь | d7 білий король · g7 чорний пішак · e6 білий слон · f6 чорний король · e5 чорний ферзь · e4 чорний кінь · d3 чорний кінь · h3 білий кінь | d7 білий король · g7 чорний пішак · e6 білий слон · f6 чорний король · e5 чорний ферзь · e4 чорний кінь · d3 чорний кінь · h3 білий кінь | d7 білий король · g7 чорний пішак · e6 білий слон · f6 чорний король · e5 чорний ферзь · e4 чорний кінь · d3 чорний кінь · h3 білий кінь | d7 білий король · g7 чорний пішак · e6 білий слон · f6 чорний король · e5 чорний ферзь · e4 чорний кінь · d3 чорний кінь · h3 білий кінь | d7 білий король · g7 чорний пішак · e6 білий слон · f6 чорний король · e5 чорний ферзь · e4 чорний кінь · d3 чорний кінь · h3 білий кінь | d7 білий король · g7 чорний пішак · e6 білий слон · f6 чорний король · e5 чорний ферзь · e4 чорний кінь · d3 чорний кінь · h3 білий кінь | 2 |
| 1 | d7 білий король · g7 чорний пішак · e6 білий слон · f6 чорний король · e5 чорний ферзь · e4 чорний кінь · d3 чорний кінь · h3 білий кінь | d7 білий король · g7 чорний пішак · e6 білий слон · f6 чорний король · e5 чорний ферзь · e4 чорний кінь · d3 чорний кінь · h3 білий кінь | d7 білий король · g7 чорний пішак · e6 білий слон · f6 чорний король · e5 чорний ферзь · e4 чорний кінь · d3 чорний кінь · h3 білий кінь | d7 білий король · g7 чорний пішак · e6 білий слон · f6 чорний король · e5 чорний ферзь · e4 чорний кінь · d3 чорний кінь · h3 білий кінь | d7 білий король · g7 чорний пішак · e6 білий слон · f6 чорний король · e5 чорний ферзь · e4 чорний кінь · d3 чорний кінь · h3 білий кінь | d7 білий король · g7 чорний пішак · e6 білий слон · f6 чорний король · e5 чорний ферзь · e4 чорний кінь · d3 чорний кінь · h3 білий кінь | d7 білий король · g7 чорний пішак · e6 білий слон · f6 чорний король · e5 чорний ферзь · e4 чорний кінь · d3 чорний кінь · h3 білий кінь | d7 білий король · g7 чорний пішак · e6 білий слон · f6 чорний король · e5 чорний ферзь · e4 чорний кінь · d3 чорний кінь · h3 білий кінь | 1 |
|   | a | b | c | d | e | f | g | h |   |

FEN: 8/3K2p1/4Bk2/4q3/4n3/3n3N/8/8
b) f6 → h8

a) 1. Sf4 a Sg5 b  2. Sf4—g6 c Sg5—h7# d
b) 1. Sg5 b Sf4 a 2. Sg5—h7 d Sf4—g6# c
У шаховому творі проходить повна змішана анти-форма теми Залокоцького. У першій фазі рішення чорний кінь ходить своїм маршрутом, а білий своїм. У другій фазі чорний кінь ходить маршрутом білого коня, а білий кінь ходить маршрутом чорного коня. Рух коней проходить в одному напрямку. Це є пряма повна змішана (чорно-біла) форма теми Залокоцького, яка виражена на тлі чергування полів.

## Симбіоз форм теми
Симбіоз форм теми Залокоцького – поєднання в одному шаховому творі декілька різних форм теми Залокоцького — як зворотної, так і прямої.
Нижче приводиться унікальний приклад поєднання форм теми.
|   | a | b | c | d | e | f | g | h |   |
| 8 | b7 чорний ферзь · c7 чорна тура · d6 чорний кінь · e6 чорний пішак · b5 чорний пішак · d5 чорний король · e5 білий кінь · f5 чорний пішак · g5 чорний пішак · h5 чорний пішак · b4 чорний кінь · c4 чорний слон · e4 чорний пішак · f4 чорний пішак · a3 чорна тура · f2 білий слон · e1 білий король | b7 чорний ферзь · c7 чорна тура · d6 чорний кінь · e6 чорний пішак · b5 чорний пішак · d5 чорний король · e5 білий кінь · f5 чорний пішак · g5 чорний пішак · h5 чорний пішак · b4 чорний кінь · c4 чорний слон · e4 чорний пішак · f4 чорний пішак · a3 чорна тура · f2 білий слон · e1 білий король | b7 чорний ферзь · c7 чорна тура · d6 чорний кінь · e6 чорний пішак · b5 чорний пішак · d5 чорний король · e5 білий кінь · f5 чорний пішак · g5 чорний пішак · h5 чорний пішак · b4 чорний кінь · c4 чорний слон · e4 чорний пішак · f4 чорний пішак · a3 чорна тура · f2 білий слон · e1 білий король | b7 чорний ферзь · c7 чорна тура · d6 чорний кінь · e6 чорний пішак · b5 чорний пішак · d5 чорний король · e5 білий кінь · f5 чорний пішак · g5 чорний пішак · h5 чорний пішак · b4 чорний кінь · c4 чорний слон · e4 чорний пішак · f4 чорний пішак · a3 чорна тура · f2 білий слон · e1 білий король | b7 чорний ферзь · c7 чорна тура · d6 чорний кінь · e6 чорний пішак · b5 чорний пішак · d5 чорний король · e5 білий кінь · f5 чорний пішак · g5 чорний пішак · h5 чорний пішак · b4 чорний кінь · c4 чорний слон · e4 чорний пішак · f4 чорний пішак · a3 чорна тура · f2 білий слон · e1 білий король | b7 чорний ферзь · c7 чорна тура · d6 чорний кінь · e6 чорний пішак · b5 чорний пішак · d5 чорний король · e5 білий кінь · f5 чорний пішак · g5 чорний пішак · h5 чорний пішак · b4 чорний кінь · c4 чорний слон · e4 чорний пішак · f4 чорний пішак · a3 чорна тура · f2 білий слон · e1 білий король | b7 чорний ферзь · c7 чорна тура · d6 чорний кінь · e6 чорний пішак · b5 чорний пішак · d5 чорний король · e5 білий кінь · f5 чорний пішак · g5 чорний пішак · h5 чорний пішак · b4 чорний кінь · c4 чорний слон · e4 чорний пішак · f4 чорний пішак · a3 чорна тура · f2 білий слон · e1 білий король | b7 чорний ферзь · c7 чорна тура · d6 чорний кінь · e6 чорний пішак · b5 чорний пішак · d5 чорний король · e5 білий кінь · f5 чорний пішак · g5 чорний пішак · h5 чорний пішак · b4 чорний кінь · c4 чорний слон · e4 чорний пішак · f4 чорний пішак · a3 чорна тура · f2 білий слон · e1 білий король | 8 |
| 7 | b7 чорний ферзь · c7 чорна тура · d6 чорний кінь · e6 чорний пішак · b5 чорний пішак · d5 чорний король · e5 білий кінь · f5 чорний пішак · g5 чорний пішак · h5 чорний пішак · b4 чорний кінь · c4 чорний слон · e4 чорний пішак · f4 чорний пішак · a3 чорна тура · f2 білий слон · e1 білий король | b7 чорний ферзь · c7 чорна тура · d6 чорний кінь · e6 чорний пішак · b5 чорний пішак · d5 чорний король · e5 білий кінь · f5 чорний пішак · g5 чорний пішак · h5 чорний пішак · b4 чорний кінь · c4 чорний слон · e4 чорний пішак · f4 чорний пішак · a3 чорна тура · f2 білий слон · e1 білий король | b7 чорний ферзь · c7 чорна тура · d6 чорний кінь · e6 чорний пішак · b5 чорний пішак · d5 чорний король · e5 білий кінь · f5 чорний пішак · g5 чорний пішак · h5 чорний пішак · b4 чорний кінь · c4 чорний слон · e4 чорний пішак · f4 чорний пішак · a3 чорна тура · f2 білий слон · e1 білий король | b7 чорний ферзь · c7 чорна тура · d6 чорний кінь · e6 чорний пішак · b5 чорний пішак · d5 чорний король · e5 білий кінь · f5 чорний пішак · g5 чорний пішак · h5 чорний пішак · b4 чорний кінь · c4 чорний слон · e4 чорний пішак · f4 чорний пішак · a3 чорна тура · f2 білий слон · e1 білий король | b7 чорний ферзь · c7 чорна тура · d6 чорний кінь · e6 чорний пішак · b5 чорний пішак · d5 чорний король · e5 білий кінь · f5 чорний пішак · g5 чорний пішак · h5 чорний пішак · b4 чорний кінь · c4 чорний слон · e4 чорний пішак · f4 чорний пішак · a3 чорна тура · f2 білий слон · e1 білий король | b7 чорний ферзь · c7 чорна тура · d6 чорний кінь · e6 чорний пішак · b5 чорний пішак · d5 чорний король · e5 білий кінь · f5 чорний пішак · g5 чорний пішак · h5 чорний пішак · b4 чорний кінь · c4 чорний слон · e4 чорний пішак · f4 чорний пішак · a3 чорна тура · f2 білий слон · e1 білий король | b7 чорний ферзь · c7 чорна тура · d6 чорний кінь · e6 чорний пішак · b5 чорний пішак · d5 чорний король · e5 білий кінь · f5 чорний пішак · g5 чорний пішак · h5 чорний пішак · b4 чорний кінь · c4 чорний слон · e4 чорний пішак · f4 чорний пішак · a3 чорна тура · f2 білий слон · e1 білий король | b7 чорний ферзь · c7 чорна тура · d6 чорний кінь · e6 чорний пішак · b5 чорний пішак · d5 чорний король · e5 білий кінь · f5 чорний пішак · g5 чорний пішак · h5 чорний пішак · b4 чорний кінь · c4 чорний слон · e4 чорний пішак · f4 чорний пішак · a3 чорна тура · f2 білий слон · e1 білий король | 7 |
| 6 | b7 чорний ферзь · c7 чорна тура · d6 чорний кінь · e6 чорний пішак · b5 чорний пішак · d5 чорний король · e5 білий кінь · f5 чорний пішак · g5 чорний пішак · h5 чорний пішак · b4 чорний кінь · c4 чорний слон · e4 чорний пішак · f4 чорний пішак · a3 чорна тура · f2 білий слон · e1 білий король | b7 чорний ферзь · c7 чорна тура · d6 чорний кінь · e6 чорний пішак · b5 чорний пішак · d5 чорний король · e5 білий кінь · f5 чорний пішак · g5 чорний пішак · h5 чорний пішак · b4 чорний кінь · c4 чорний слон · e4 чорний пішак · f4 чорний пішак · a3 чорна тура · f2 білий слон · e1 білий король | b7 чорний ферзь · c7 чорна тура · d6 чорний кінь · e6 чорний пішак · b5 чорний пішак · d5 чорний король · e5 білий кінь · f5 чорний пішак · g5 чорний пішак · h5 чорний пішак · b4 чорний кінь · c4 чорний слон · e4 чорний пішак · f4 чорний пішак · a3 чорна тура · f2 білий слон · e1 білий король | b7 чорний ферзь · c7 чорна тура · d6 чорний кінь · e6 чорний пішак · b5 чорний пішак · d5 чорний король · e5 білий кінь · f5 чорний пішак · g5 чорний пішак · h5 чорний пішак · b4 чорний кінь · c4 чорний слон · e4 чорний пішак · f4 чорний пішак · a3 чорна тура · f2 білий слон · e1 білий король | b7 чорний ферзь · c7 чорна тура · d6 чорний кінь · e6 чорний пішак · b5 чорний пішак · d5 чорний король · e5 білий кінь · f5 чорний пішак · g5 чорний пішак · h5 чорний пішак · b4 чорний кінь · c4 чорний слон · e4 чорний пішак · f4 чорний пішак · a3 чорна тура · f2 білий слон · e1 білий король | b7 чорний ферзь · c7 чорна тура · d6 чорний кінь · e6 чорний пішак · b5 чорний пішак · d5 чорний король · e5 білий кінь · f5 чорний пішак · g5 чорний пішак · h5 чорний пішак · b4 чорний кінь · c4 чорний слон · e4 чорний пішак · f4 чорний пішак · a3 чорна тура · f2 білий слон · e1 білий король | b7 чорний ферзь · c7 чорна тура · d6 чорний кінь · e6 чорний пішак · b5 чорний пішак · d5 чорний король · e5 білий кінь · f5 чорний пішак · g5 чорний пішак · h5 чорний пішак · b4 чорний кінь · c4 чорний слон · e4 чорний пішак · f4 чорний пішак · a3 чорна тура · f2 білий слон · e1 білий король | b7 чорний ферзь · c7 чорна тура · d6 чорний кінь · e6 чорний пішак · b5 чорний пішак · d5 чорний король · e5 білий кінь · f5 чорний пішак · g5 чорний пішак · h5 чорний пішак · b4 чорний кінь · c4 чорний слон · e4 чорний пішак · f4 чорний пішак · a3 чорна тура · f2 білий слон · e1 білий король | 6 |
| 5 | b7 чорний ферзь · c7 чорна тура · d6 чорний кінь · e6 чорний пішак · b5 чорний пішак · d5 чорний король · e5 білий кінь · f5 чорний пішак · g5 чорний пішак · h5 чорний пішак · b4 чорний кінь · c4 чорний слон · e4 чорний пішак · f4 чорний пішак · a3 чорна тура · f2 білий слон · e1 білий король | b7 чорний ферзь · c7 чорна тура · d6 чорний кінь · e6 чорний пішак · b5 чорний пішак · d5 чорний король · e5 білий кінь · f5 чорний пішак · g5 чорний пішак · h5 чорний пішак · b4 чорний кінь · c4 чорний слон · e4 чорний пішак · f4 чорний пішак · a3 чорна тура · f2 білий слон · e1 білий король | b7 чорний ферзь · c7 чорна тура · d6 чорний кінь · e6 чорний пішак · b5 чорний пішак · d5 чорний король · e5 білий кінь · f5 чорний пішак · g5 чорний пішак · h5 чорний пішак · b4 чорний кінь · c4 чорний слон · e4 чорний пішак · f4 чорний пішак · a3 чорна тура · f2 білий слон · e1 білий король | b7 чорний ферзь · c7 чорна тура · d6 чорний кінь · e6 чорний пішак · b5 чорний пішак · d5 чорний король · e5 білий кінь · f5 чорний пішак · g5 чорний пішак · h5 чорний пішак · b4 чорний кінь · c4 чорний слон · e4 чорний пішак · f4 чорний пішак · a3 чорна тура · f2 білий слон · e1 білий король | b7 чорний ферзь · c7 чорна тура · d6 чорний кінь · e6 чорний пішак · b5 чорний пішак · d5 чорний король · e5 білий кінь · f5 чорний пішак · g5 чорний пішак · h5 чорний пішак · b4 чорний кінь · c4 чорний слон · e4 чорний пішак · f4 чорний пішак · a3 чорна тура · f2 білий слон · e1 білий король | b7 чорний ферзь · c7 чорна тура · d6 чорний кінь · e6 чорний пішак · b5 чорний пішак · d5 чорний король · e5 білий кінь · f5 чорний пішак · g5 чорний пішак · h5 чорний пішак · b4 чорний кінь · c4 чорний слон · e4 чорний пішак · f4 чорний пішак · a3 чорна тура · f2 білий слон · e1 білий король | b7 чорний ферзь · c7 чорна тура · d6 чорний кінь · e6 чорний пішак · b5 чорний пішак · d5 чорний король · e5 білий кінь · f5 чорний пішак · g5 чорний пішак · h5 чорний пішак · b4 чорний кінь · c4 чорний слон · e4 чорний пішак · f4 чорний пішак · a3 чорна тура · f2 білий слон · e1 білий король | b7 чорний ферзь · c7 чорна тура · d6 чорний кінь · e6 чорний пішак · b5 чорний пішак · d5 чорний король · e5 білий кінь · f5 чорний пішак · g5 чорний пішак · h5 чорний пішак · b4 чорний кінь · c4 чорний слон · e4 чорний пішак · f4 чорний пішак · a3 чорна тура · f2 білий слон · e1 білий король | 5 |
| 4 | b7 чорний ферзь · c7 чорна тура · d6 чорний кінь · e6 чорний пішак · b5 чорний пішак · d5 чорний король · e5 білий кінь · f5 чорний пішак · g5 чорний пішак · h5 чорний пішак · b4 чорний кінь · c4 чорний слон · e4 чорний пішак · f4 чорний пішак · a3 чорна тура · f2 білий слон · e1 білий король | b7 чорний ферзь · c7 чорна тура · d6 чорний кінь · e6 чорний пішак · b5 чорний пішак · d5 чорний король · e5 білий кінь · f5 чорний пішак · g5 чорний пішак · h5 чорний пішак · b4 чорний кінь · c4 чорний слон · e4 чорний пішак · f4 чорний пішак · a3 чорна тура · f2 білий слон · e1 білий король | b7 чорний ферзь · c7 чорна тура · d6 чорний кінь · e6 чорний пішак · b5 чорний пішак · d5 чорний король · e5 білий кінь · f5 чорний пішак · g5 чорний пішак · h5 чорний пішак · b4 чорний кінь · c4 чорний слон · e4 чорний пішак · f4 чорний пішак · a3 чорна тура · f2 білий слон · e1 білий король | b7 чорний ферзь · c7 чорна тура · d6 чорний кінь · e6 чорний пішак · b5 чорний пішак · d5 чорний король · e5 білий кінь · f5 чорний пішак · g5 чорний пішак · h5 чорний пішак · b4 чорний кінь · c4 чорний слон · e4 чорний пішак · f4 чорний пішак · a3 чорна тура · f2 білий слон · e1 білий король | b7 чорний ферзь · c7 чорна тура · d6 чорний кінь · e6 чорний пішак · b5 чорний пішак · d5 чорний король · e5 білий кінь · f5 чорний пішак · g5 чорний пішак · h5 чорний пішак · b4 чорний кінь · c4 чорний слон · e4 чорний пішак · f4 чорний пішак · a3 чорна тура · f2 білий слон · e1 білий король | b7 чорний ферзь · c7 чорна тура · d6 чорний кінь · e6 чорний пішак · b5 чорний пішак · d5 чорний король · e5 білий кінь · f5 чорний пішак · g5 чорний пішак · h5 чорний пішак · b4 чорний кінь · c4 чорний слон · e4 чорний пішак · f4 чорний пішак · a3 чорна тура · f2 білий слон · e1 білий король | b7 чорний ферзь · c7 чорна тура · d6 чорний кінь · e6 чорний пішак · b5 чорний пішак · d5 чорний король · e5 білий кінь · f5 чорний пішак · g5 чорний пішак · h5 чорний пішак · b4 чорний кінь · c4 чорний слон · e4 чорний пішак · f4 чорний пішак · a3 чорна тура · f2 білий слон · e1 білий король | b7 чорний ферзь · c7 чорна тура · d6 чорний кінь · e6 чорний пішак · b5 чорний пішак · d5 чорний король · e5 білий кінь · f5 чорний пішак · g5 чорний пішак · h5 чорний пішак · b4 чорний кінь · c4 чорний слон · e4 чорний пішак · f4 чорний пішак · a3 чорна тура · f2 білий слон · e1 білий король | 4 |
| 3 | b7 чорний ферзь · c7 чорна тура · d6 чорний кінь · e6 чорний пішак · b5 чорний пішак · d5 чорний король · e5 білий кінь · f5 чорний пішак · g5 чорний пішак · h5 чорний пішак · b4 чорний кінь · c4 чорний слон · e4 чорний пішак · f4 чорний пішак · a3 чорна тура · f2 білий слон · e1 білий король | b7 чорний ферзь · c7 чорна тура · d6 чорний кінь · e6 чорний пішак · b5 чорний пішак · d5 чорний король · e5 білий кінь · f5 чорний пішак · g5 чорний пішак · h5 чорний пішак · b4 чорний кінь · c4 чорний слон · e4 чорний пішак · f4 чорний пішак · a3 чорна тура · f2 білий слон · e1 білий король | b7 чорний ферзь · c7 чорна тура · d6 чорний кінь · e6 чорний пішак · b5 чорний пішак · d5 чорний король · e5 білий кінь · f5 чорний пішак · g5 чорний пішак · h5 чорний пішак · b4 чорний кінь · c4 чорний слон · e4 чорний пішак · f4 чорний пішак · a3 чорна тура · f2 білий слон · e1 білий король | b7 чорний ферзь · c7 чорна тура · d6 чорний кінь · e6 чорний пішак · b5 чорний пішак · d5 чорний король · e5 білий кінь · f5 чорний пішак · g5 чорний пішак · h5 чорний пішак · b4 чорний кінь · c4 чорний слон · e4 чорний пішак · f4 чорний пішак · a3 чорна тура · f2 білий слон · e1 білий король | b7 чорний ферзь · c7 чорна тура · d6 чорний кінь · e6 чорний пішак · b5 чорний пішак · d5 чорний король · e5 білий кінь · f5 чорний пішак · g5 чорний пішак · h5 чорний пішак · b4 чорний кінь · c4 чорний слон · e4 чорний пішак · f4 чорний пішак · a3 чорна тура · f2 білий слон · e1 білий король | b7 чорний ферзь · c7 чорна тура · d6 чорний кінь · e6 чорний пішак · b5 чорний пішак · d5 чорний король · e5 білий кінь · f5 чорний пішак · g5 чорний пішак · h5 чорний пішак · b4 чорний кінь · c4 чорний слон · e4 чорний пішак · f4 чорний пішак · a3 чорна тура · f2 білий слон · e1 білий король | b7 чорний ферзь · c7 чорна тура · d6 чорний кінь · e6 чорний пішак · b5 чорний пішак · d5 чорний король · e5 білий кінь · f5 чорний пішак · g5 чорний пішак · h5 чорний пішак · b4 чорний кінь · c4 чорний слон · e4 чорний пішак · f4 чорний пішак · a3 чорна тура · f2 білий слон · e1 білий король | b7 чорний ферзь · c7 чорна тура · d6 чорний кінь · e6 чорний пішак · b5 чорний пішак · d5 чорний король · e5 білий кінь · f5 чорний пішак · g5 чорний пішак · h5 чорний пішак · b4 чорний кінь · c4 чорний слон · e4 чорний пішак · f4 чорний пішак · a3 чорна тура · f2 білий слон · e1 білий король | 3 |
| 2 | b7 чорний ферзь · c7 чорна тура · d6 чорний кінь · e6 чорний пішак · b5 чорний пішак · d5 чорний король · e5 білий кінь · f5 чорний пішак · g5 чорний пішак · h5 чорний пішак · b4 чорний кінь · c4 чорний слон · e4 чорний пішак · f4 чорний пішак · a3 чорна тура · f2 білий слон · e1 білий король | b7 чорний ферзь · c7 чорна тура · d6 чорний кінь · e6 чорний пішак · b5 чорний пішак · d5 чорний король · e5 білий кінь · f5 чорний пішак · g5 чорний пішак · h5 чорний пішак · b4 чорний кінь · c4 чорний слон · e4 чорний пішак · f4 чорний пішак · a3 чорна тура · f2 білий слон · e1 білий король | b7 чорний ферзь · c7 чорна тура · d6 чорний кінь · e6 чорний пішак · b5 чорний пішак · d5 чорний король · e5 білий кінь · f5 чорний пішак · g5 чорний пішак · h5 чорний пішак · b4 чорний кінь · c4 чорний слон · e4 чорний пішак · f4 чорний пішак · a3 чорна тура · f2 білий слон · e1 білий король | b7 чорний ферзь · c7 чорна тура · d6 чорний кінь · e6 чорний пішак · b5 чорний пішак · d5 чорний король · e5 білий кінь · f5 чорний пішак · g5 чорний пішак · h5 чорний пішак · b4 чорний кінь · c4 чорний слон · e4 чорний пішак · f4 чорний пішак · a3 чорна тура · f2 білий слон · e1 білий король | b7 чорний ферзь · c7 чорна тура · d6 чорний кінь · e6 чорний пішак · b5 чорний пішак · d5 чорний король · e5 білий кінь · f5 чорний пішак · g5 чорний пішак · h5 чорний пішак · b4 чорний кінь · c4 чорний слон · e4 чорний пішак · f4 чорний пішак · a3 чорна тура · f2 білий слон · e1 білий король | b7 чорний ферзь · c7 чорна тура · d6 чорний кінь · e6 чорний пішак · b5 чорний пішак · d5 чорний король · e5 білий кінь · f5 чорний пішак · g5 чорний пішак · h5 чорний пішак · b4 чорний кінь · c4 чорний слон · e4 чорний пішак · f4 чорний пішак · a3 чорна тура · f2 білий слон · e1 білий король | b7 чорний ферзь · c7 чорна тура · d6 чорний кінь · e6 чорний пішак · b5 чорний пішак · d5 чорний король · e5 білий кінь · f5 чорний пішак · g5 чорний пішак · h5 чорний пішак · b4 чорний кінь · c4 чорний слон · e4 чорний пішак · f4 чорний пішак · a3 чорна тура · f2 білий слон · e1 білий король | b7 чорний ферзь · c7 чорна тура · d6 чорний кінь · e6 чорний пішак · b5 чорний пішак · d5 чорний король · e5 білий кінь · f5 чорний пішак · g5 чорний пішак · h5 чорний пішак · b4 чорний кінь · c4 чорний слон · e4 чорний пішак · f4 чорний пішак · a3 чорна тура · f2 білий слон · e1 білий король | 2 |
| 1 | b7 чорний ферзь · c7 чорна тура · d6 чорний кінь · e6 чорний пішак · b5 чорний пішак · d5 чорний король · e5 білий кінь · f5 чорний пішак · g5 чорний пішак · h5 чорний пішак · b4 чорний кінь · c4 чорний слон · e4 чорний пішак · f4 чорний пішак · a3 чорна тура · f2 білий слон · e1 білий король | b7 чорний ферзь · c7 чорна тура · d6 чорний кінь · e6 чорний пішак · b5 чорний пішак · d5 чорний король · e5 білий кінь · f5 чорний пішак · g5 чорний пішак · h5 чорний пішак · b4 чорний кінь · c4 чорний слон · e4 чорний пішак · f4 чорний пішак · a3 чорна тура · f2 білий слон · e1 білий король | b7 чорний ферзь · c7 чорна тура · d6 чорний кінь · e6 чорний пішак · b5 чорний пішак · d5 чорний король · e5 білий кінь · f5 чорний пішак · g5 чорний пішак · h5 чорний пішак · b4 чорний кінь · c4 чорний слон · e4 чорний пішак · f4 чорний пішак · a3 чорна тура · f2 білий слон · e1 білий король | b7 чорний ферзь · c7 чорна тура · d6 чорний кінь · e6 чорний пішак · b5 чорний пішак · d5 чорний король · e5 білий кінь · f5 чорний пішак · g5 чорний пішак · h5 чорний пішак · b4 чорний кінь · c4 чорний слон · e4 чорний пішак · f4 чорний пішак · a3 чорна тура · f2 білий слон · e1 білий король | b7 чорний ферзь · c7 чорна тура · d6 чорний кінь · e6 чорний пішак · b5 чорний пішак · d5 чорний король · e5 білий кінь · f5 чорний пішак · g5 чорний пішак · h5 чорний пішак · b4 чорний кінь · c4 чорний слон · e4 чорний пішак · f4 чорний пішак · a3 чорна тура · f2 білий слон · e1 білий король | b7 чорний ферзь · c7 чорна тура · d6 чорний кінь · e6 чорний пішак · b5 чорний пішак · d5 чорний король · e5 білий кінь · f5 чорний пішак · g5 чорний пішак · h5 чорний пішак · b4 чорний кінь · c4 чорний слон · e4 чорний пішак · f4 чорний пішак · a3 чорна тура · f2 білий слон · e1 білий король | b7 чорний ферзь · c7 чорна тура · d6 чорний кінь · e6 чорний пішак · b5 чорний пішак · d5 чорний король · e5 білий кінь · f5 чорний пішак · g5 чорний пішак · h5 чорний пішак · b4 чорний кінь · c4 чорний слон · e4 чорний пішак · f4 чорний пішак · a3 чорна тура · f2 білий слон · e1 білий король | b7 чорний ферзь · c7 чорна тура · d6 чорний кінь · e6 чорний пішак · b5 чорний пішак · d5 чорний король · e5 білий кінь · f5 чорний пішак · g5 чорний пішак · h5 чорний пішак · b4 чорний кінь · c4 чорний слон · e4 чорний пішак · f4 чорний пішак · a3 чорна тура · f2 білий слон · e1 білий король | 1 |
|   | a | b | c | d | e | f | g | h |   |

FEN: 8/1qr5/3np3/1p1kNppp/1nb1pp2/r7/5B2/4K3
b) з матової позиції d5 → h3, c) з матової позиції g4 → c2, d) з матової позиції d3 → d7

a) 1. Sc6 Sd3 2. Se5 Sb4  #
b) 1. Kg4 Sc6 2. Th3 S:e5 #
c) 1. Tc3 Sc6 2. Kd3 Sb4  #
d) 1. Ld5 Sd3 2. Kc6 Se5 #
В шаховому творі виражено ряд форм теми Залокоцького, що є симбіозом:
1. Пряма змішана (чорно-біла) форма теми.
2. Зворотна змішана (чорно-біла) форма теми.
3. Зворотна біла форма теми – двічі.
1. У близнюку b) білий кінь рухається прямо по тих самих полях, що і чорний кінь у близнюку а). У творі втілено пряму змішану (чорно-білу) форму теми Залокоцького.
2. У близнюку c) білий кінь рухається по тих самих полях, що і чорний кінь в близнюку  а), але у зворотному напрямку. Водночас кінь рухається по тих самих полях, що і білий кінь у близнюку b) , але у зворотному напрямку. У творі втілено зворотну змішану (чорно-білу) форму теми Залокоцького та зворотну білу форму теми Залокоцького.
3. у близнюку d) білий кінь рухається по тих самих полях, що і білий кінь в першому рішенні, але у зворотному напрямку. У творі втілено зворотну білу форму теми Залокоцького.

## Синтез з іншими темами
Тема Залокоцького гармонійно синтезується з іншими темами. Нижче приводяться задачі на такий синтез.
|   | a | b | c | d | e | f | g | h |   |
| 8 | e8 чорна тура · e6 чорний ферзь · a5 чорний слон · e4 чорний слон · f4 білий кінь · g4 чорний пішак · d3 чорний пішак · f3 біла тура · d2 чорний кінь · g2 чорна тура · h2 чорний король · e1 білий король · h1 чорний кінь | e8 чорна тура · e6 чорний ферзь · a5 чорний слон · e4 чорний слон · f4 білий кінь · g4 чорний пішак · d3 чорний пішак · f3 біла тура · d2 чорний кінь · g2 чорна тура · h2 чорний король · e1 білий король · h1 чорний кінь | e8 чорна тура · e6 чорний ферзь · a5 чорний слон · e4 чорний слон · f4 білий кінь · g4 чорний пішак · d3 чорний пішак · f3 біла тура · d2 чорний кінь · g2 чорна тура · h2 чорний король · e1 білий король · h1 чорний кінь | e8 чорна тура · e6 чорний ферзь · a5 чорний слон · e4 чорний слон · f4 білий кінь · g4 чорний пішак · d3 чорний пішак · f3 біла тура · d2 чорний кінь · g2 чорна тура · h2 чорний король · e1 білий король · h1 чорний кінь | e8 чорна тура · e6 чорний ферзь · a5 чорний слон · e4 чорний слон · f4 білий кінь · g4 чорний пішак · d3 чорний пішак · f3 біла тура · d2 чорний кінь · g2 чорна тура · h2 чорний король · e1 білий король · h1 чорний кінь | e8 чорна тура · e6 чорний ферзь · a5 чорний слон · e4 чорний слон · f4 білий кінь · g4 чорний пішак · d3 чорний пішак · f3 біла тура · d2 чорний кінь · g2 чорна тура · h2 чорний король · e1 білий король · h1 чорний кінь | e8 чорна тура · e6 чорний ферзь · a5 чорний слон · e4 чорний слон · f4 білий кінь · g4 чорний пішак · d3 чорний пішак · f3 біла тура · d2 чорний кінь · g2 чорна тура · h2 чорний король · e1 білий король · h1 чорний кінь | e8 чорна тура · e6 чорний ферзь · a5 чорний слон · e4 чорний слон · f4 білий кінь · g4 чорний пішак · d3 чорний пішак · f3 біла тура · d2 чорний кінь · g2 чорна тура · h2 чорний король · e1 білий король · h1 чорний кінь | 8 |
| 7 | e8 чорна тура · e6 чорний ферзь · a5 чорний слон · e4 чорний слон · f4 білий кінь · g4 чорний пішак · d3 чорний пішак · f3 біла тура · d2 чорний кінь · g2 чорна тура · h2 чорний король · e1 білий король · h1 чорний кінь | e8 чорна тура · e6 чорний ферзь · a5 чорний слон · e4 чорний слон · f4 білий кінь · g4 чорний пішак · d3 чорний пішак · f3 біла тура · d2 чорний кінь · g2 чорна тура · h2 чорний король · e1 білий король · h1 чорний кінь | e8 чорна тура · e6 чорний ферзь · a5 чорний слон · e4 чорний слон · f4 білий кінь · g4 чорний пішак · d3 чорний пішак · f3 біла тура · d2 чорний кінь · g2 чорна тура · h2 чорний король · e1 білий король · h1 чорний кінь | e8 чорна тура · e6 чорний ферзь · a5 чорний слон · e4 чорний слон · f4 білий кінь · g4 чорний пішак · d3 чорний пішак · f3 біла тура · d2 чорний кінь · g2 чорна тура · h2 чорний король · e1 білий король · h1 чорний кінь | e8 чорна тура · e6 чорний ферзь · a5 чорний слон · e4 чорний слон · f4 білий кінь · g4 чорний пішак · d3 чорний пішак · f3 біла тура · d2 чорний кінь · g2 чорна тура · h2 чорний король · e1 білий король · h1 чорний кінь | e8 чорна тура · e6 чорний ферзь · a5 чорний слон · e4 чорний слон · f4 білий кінь · g4 чорний пішак · d3 чорний пішак · f3 біла тура · d2 чорний кінь · g2 чорна тура · h2 чорний король · e1 білий король · h1 чорний кінь | e8 чорна тура · e6 чорний ферзь · a5 чорний слон · e4 чорний слон · f4 білий кінь · g4 чорний пішак · d3 чорний пішак · f3 біла тура · d2 чорний кінь · g2 чорна тура · h2 чорний король · e1 білий король · h1 чорний кінь | e8 чорна тура · e6 чорний ферзь · a5 чорний слон · e4 чорний слон · f4 білий кінь · g4 чорний пішак · d3 чорний пішак · f3 біла тура · d2 чорний кінь · g2 чорна тура · h2 чорний король · e1 білий король · h1 чорний кінь | 7 |
| 6 | e8 чорна тура · e6 чорний ферзь · a5 чорний слон · e4 чорний слон · f4 білий кінь · g4 чорний пішак · d3 чорний пішак · f3 біла тура · d2 чорний кінь · g2 чорна тура · h2 чорний король · e1 білий король · h1 чорний кінь | e8 чорна тура · e6 чорний ферзь · a5 чорний слон · e4 чорний слон · f4 білий кінь · g4 чорний пішак · d3 чорний пішак · f3 біла тура · d2 чорний кінь · g2 чорна тура · h2 чорний король · e1 білий король · h1 чорний кінь | e8 чорна тура · e6 чорний ферзь · a5 чорний слон · e4 чорний слон · f4 білий кінь · g4 чорний пішак · d3 чорний пішак · f3 біла тура · d2 чорний кінь · g2 чорна тура · h2 чорний король · e1 білий король · h1 чорний кінь | e8 чорна тура · e6 чорний ферзь · a5 чорний слон · e4 чорний слон · f4 білий кінь · g4 чорний пішак · d3 чорний пішак · f3 біла тура · d2 чорний кінь · g2 чорна тура · h2 чорний король · e1 білий король · h1 чорний кінь | e8 чорна тура · e6 чорний ферзь · a5 чорний слон · e4 чорний слон · f4 білий кінь · g4 чорний пішак · d3 чорний пішак · f3 біла тура · d2 чорний кінь · g2 чорна тура · h2 чорний король · e1 білий король · h1 чорний кінь | e8 чорна тура · e6 чорний ферзь · a5 чорний слон · e4 чорний слон · f4 білий кінь · g4 чорний пішак · d3 чорний пішак · f3 біла тура · d2 чорний кінь · g2 чорна тура · h2 чорний король · e1 білий король · h1 чорний кінь | e8 чорна тура · e6 чорний ферзь · a5 чорний слон · e4 чорний слон · f4 білий кінь · g4 чорний пішак · d3 чорний пішак · f3 біла тура · d2 чорний кінь · g2 чорна тура · h2 чорний король · e1 білий король · h1 чорний кінь | e8 чорна тура · e6 чорний ферзь · a5 чорний слон · e4 чорний слон · f4 білий кінь · g4 чорний пішак · d3 чорний пішак · f3 біла тура · d2 чорний кінь · g2 чорна тура · h2 чорний король · e1 білий король · h1 чорний кінь | 6 |
| 5 | e8 чорна тура · e6 чорний ферзь · a5 чорний слон · e4 чорний слон · f4 білий кінь · g4 чорний пішак · d3 чорний пішак · f3 біла тура · d2 чорний кінь · g2 чорна тура · h2 чорний король · e1 білий король · h1 чорний кінь | e8 чорна тура · e6 чорний ферзь · a5 чорний слон · e4 чорний слон · f4 білий кінь · g4 чорний пішак · d3 чорний пішак · f3 біла тура · d2 чорний кінь · g2 чорна тура · h2 чорний король · e1 білий король · h1 чорний кінь | e8 чорна тура · e6 чорний ферзь · a5 чорний слон · e4 чорний слон · f4 білий кінь · g4 чорний пішак · d3 чорний пішак · f3 біла тура · d2 чорний кінь · g2 чорна тура · h2 чорний король · e1 білий король · h1 чорний кінь | e8 чорна тура · e6 чорний ферзь · a5 чорний слон · e4 чорний слон · f4 білий кінь · g4 чорний пішак · d3 чорний пішак · f3 біла тура · d2 чорний кінь · g2 чорна тура · h2 чорний король · e1 білий король · h1 чорний кінь | e8 чорна тура · e6 чорний ферзь · a5 чорний слон · e4 чорний слон · f4 білий кінь · g4 чорний пішак · d3 чорний пішак · f3 біла тура · d2 чорний кінь · g2 чорна тура · h2 чорний король · e1 білий король · h1 чорний кінь | e8 чорна тура · e6 чорний ферзь · a5 чорний слон · e4 чорний слон · f4 білий кінь · g4 чорний пішак · d3 чорний пішак · f3 біла тура · d2 чорний кінь · g2 чорна тура · h2 чорний король · e1 білий король · h1 чорний кінь | e8 чорна тура · e6 чорний ферзь · a5 чорний слон · e4 чорний слон · f4 білий кінь · g4 чорний пішак · d3 чорний пішак · f3 біла тура · d2 чорний кінь · g2 чорна тура · h2 чорний король · e1 білий король · h1 чорний кінь | e8 чорна тура · e6 чорний ферзь · a5 чорний слон · e4 чорний слон · f4 білий кінь · g4 чорний пішак · d3 чорний пішак · f3 біла тура · d2 чорний кінь · g2 чорна тура · h2 чорний король · e1 білий король · h1 чорний кінь | 5 |
| 4 | e8 чорна тура · e6 чорний ферзь · a5 чорний слон · e4 чорний слон · f4 білий кінь · g4 чорний пішак · d3 чорний пішак · f3 біла тура · d2 чорний кінь · g2 чорна тура · h2 чорний король · e1 білий король · h1 чорний кінь | e8 чорна тура · e6 чорний ферзь · a5 чорний слон · e4 чорний слон · f4 білий кінь · g4 чорний пішак · d3 чорний пішак · f3 біла тура · d2 чорний кінь · g2 чорна тура · h2 чорний король · e1 білий король · h1 чорний кінь | e8 чорна тура · e6 чорний ферзь · a5 чорний слон · e4 чорний слон · f4 білий кінь · g4 чорний пішак · d3 чорний пішак · f3 біла тура · d2 чорний кінь · g2 чорна тура · h2 чорний король · e1 білий король · h1 чорний кінь | e8 чорна тура · e6 чорний ферзь · a5 чорний слон · e4 чорний слон · f4 білий кінь · g4 чорний пішак · d3 чорний пішак · f3 біла тура · d2 чорний кінь · g2 чорна тура · h2 чорний король · e1 білий король · h1 чорний кінь | e8 чорна тура · e6 чорний ферзь · a5 чорний слон · e4 чорний слон · f4 білий кінь · g4 чорний пішак · d3 чорний пішак · f3 біла тура · d2 чорний кінь · g2 чорна тура · h2 чорний король · e1 білий король · h1 чорний кінь | e8 чорна тура · e6 чорний ферзь · a5 чорний слон · e4 чорний слон · f4 білий кінь · g4 чорний пішак · d3 чорний пішак · f3 біла тура · d2 чорний кінь · g2 чорна тура · h2 чорний король · e1 білий король · h1 чорний кінь | e8 чорна тура · e6 чорний ферзь · a5 чорний слон · e4 чорний слон · f4 білий кінь · g4 чорний пішак · d3 чорний пішак · f3 біла тура · d2 чорний кінь · g2 чорна тура · h2 чорний король · e1 білий король · h1 чорний кінь | e8 чорна тура · e6 чорний ферзь · a5 чорний слон · e4 чорний слон · f4 білий кінь · g4 чорний пішак · d3 чорний пішак · f3 біла тура · d2 чорний кінь · g2 чорна тура · h2 чорний король · e1 білий король · h1 чорний кінь | 4 |
| 3 | e8 чорна тура · e6 чорний ферзь · a5 чорний слон · e4 чорний слон · f4 білий кінь · g4 чорний пішак · d3 чорний пішак · f3 біла тура · d2 чорний кінь · g2 чорна тура · h2 чорний король · e1 білий король · h1 чорний кінь | e8 чорна тура · e6 чорний ферзь · a5 чорний слон · e4 чорний слон · f4 білий кінь · g4 чорний пішак · d3 чорний пішак · f3 біла тура · d2 чорний кінь · g2 чорна тура · h2 чорний король · e1 білий король · h1 чорний кінь | e8 чорна тура · e6 чорний ферзь · a5 чорний слон · e4 чорний слон · f4 білий кінь · g4 чорний пішак · d3 чорний пішак · f3 біла тура · d2 чорний кінь · g2 чорна тура · h2 чорний король · e1 білий король · h1 чорний кінь | e8 чорна тура · e6 чорний ферзь · a5 чорний слон · e4 чорний слон · f4 білий кінь · g4 чорний пішак · d3 чорний пішак · f3 біла тура · d2 чорний кінь · g2 чорна тура · h2 чорний король · e1 білий король · h1 чорний кінь | e8 чорна тура · e6 чорний ферзь · a5 чорний слон · e4 чорний слон · f4 білий кінь · g4 чорний пішак · d3 чорний пішак · f3 біла тура · d2 чорний кінь · g2 чорна тура · h2 чорний король · e1 білий король · h1 чорний кінь | e8 чорна тура · e6 чорний ферзь · a5 чорний слон · e4 чорний слон · f4 білий кінь · g4 чорний пішак · d3 чорний пішак · f3 біла тура · d2 чорний кінь · g2 чорна тура · h2 чорний король · e1 білий король · h1 чорний кінь | e8 чорна тура · e6 чорний ферзь · a5 чорний слон · e4 чорний слон · f4 білий кінь · g4 чорний пішак · d3 чорний пішак · f3 біла тура · d2 чорний кінь · g2 чорна тура · h2 чорний король · e1 білий король · h1 чорний кінь | e8 чорна тура · e6 чорний ферзь · a5 чорний слон · e4 чорний слон · f4 білий кінь · g4 чорний пішак · d3 чорний пішак · f3 біла тура · d2 чорний кінь · g2 чорна тура · h2 чорний король · e1 білий король · h1 чорний кінь | 3 |
| 2 | e8 чорна тура · e6 чорний ферзь · a5 чорний слон · e4 чорний слон · f4 білий кінь · g4 чорний пішак · d3 чорний пішак · f3 біла тура · d2 чорний кінь · g2 чорна тура · h2 чорний король · e1 білий король · h1 чорний кінь | e8 чорна тура · e6 чорний ферзь · a5 чорний слон · e4 чорний слон · f4 білий кінь · g4 чорний пішак · d3 чорний пішак · f3 біла тура · d2 чорний кінь · g2 чорна тура · h2 чорний король · e1 білий король · h1 чорний кінь | e8 чорна тура · e6 чорний ферзь · a5 чорний слон · e4 чорний слон · f4 білий кінь · g4 чорний пішак · d3 чорний пішак · f3 біла тура · d2 чорний кінь · g2 чорна тура · h2 чорний король · e1 білий король · h1 чорний кінь | e8 чорна тура · e6 чорний ферзь · a5 чорний слон · e4 чорний слон · f4 білий кінь · g4 чорний пішак · d3 чорний пішак · f3 біла тура · d2 чорний кінь · g2 чорна тура · h2 чорний король · e1 білий король · h1 чорний кінь | e8 чорна тура · e6 чорний ферзь · a5 чорний слон · e4 чорний слон · f4 білий кінь · g4 чорний пішак · d3 чорний пішак · f3 біла тура · d2 чорний кінь · g2 чорна тура · h2 чорний король · e1 білий король · h1 чорний кінь | e8 чорна тура · e6 чорний ферзь · a5 чорний слон · e4 чорний слон · f4 білий кінь · g4 чорний пішак · d3 чорний пішак · f3 біла тура · d2 чорний кінь · g2 чорна тура · h2 чорний король · e1 білий король · h1 чорний кінь | e8 чорна тура · e6 чорний ферзь · a5 чорний слон · e4 чорний слон · f4 білий кінь · g4 чорний пішак · d3 чорний пішак · f3 біла тура · d2 чорний кінь · g2 чорна тура · h2 чорний король · e1 білий король · h1 чорний кінь | e8 чорна тура · e6 чорний ферзь · a5 чорний слон · e4 чорний слон · f4 білий кінь · g4 чорний пішак · d3 чорний пішак · f3 біла тура · d2 чорний кінь · g2 чорна тура · h2 чорний король · e1 білий король · h1 чорний кінь | 2 |
| 1 | e8 чорна тура · e6 чорний ферзь · a5 чорний слон · e4 чорний слон · f4 білий кінь · g4 чорний пішак · d3 чорний пішак · f3 біла тура · d2 чорний кінь · g2 чорна тура · h2 чорний король · e1 білий король · h1 чорний кінь | e8 чорна тура · e6 чорний ферзь · a5 чорний слон · e4 чорний слон · f4 білий кінь · g4 чорний пішак · d3 чорний пішак · f3 біла тура · d2 чорний кінь · g2 чорна тура · h2 чорний король · e1 білий король · h1 чорний кінь | e8 чорна тура · e6 чорний ферзь · a5 чорний слон · e4 чорний слон · f4 білий кінь · g4 чорний пішак · d3 чорний пішак · f3 біла тура · d2 чорний кінь · g2 чорна тура · h2 чорний король · e1 білий король · h1 чорний кінь | e8 чорна тура · e6 чорний ферзь · a5 чорний слон · e4 чорний слон · f4 білий кінь · g4 чорний пішак · d3 чорний пішак · f3 біла тура · d2 чорний кінь · g2 чорна тура · h2 чорний король · e1 білий король · h1 чорний кінь | e8 чорна тура · e6 чорний ферзь · a5 чорний слон · e4 чорний слон · f4 білий кінь · g4 чорний пішак · d3 чорний пішак · f3 біла тура · d2 чорний кінь · g2 чорна тура · h2 чорний король · e1 білий король · h1 чорний кінь | e8 чорна тура · e6 чорний ферзь · a5 чорний слон · e4 чорний слон · f4 білий кінь · g4 чорний пішак · d3 чорний пішак · f3 біла тура · d2 чорний кінь · g2 чорна тура · h2 чорний король · e1 білий король · h1 чорний кінь | e8 чорна тура · e6 чорний ферзь · a5 чорний слон · e4 чорний слон · f4 білий кінь · g4 чорний пішак · d3 чорний пішак · f3 біла тура · d2 чорний кінь · g2 чорна тура · h2 чорний король · e1 білий король · h1 чорний кінь | e8 чорна тура · e6 чорний ферзь · a5 чорний слон · e4 чорний слон · f4 білий кінь · g4 чорний пішак · d3 чорний пішак · f3 біла тура · d2 чорний кінь · g2 чорна тура · h2 чорний король · e1 білий король · h1 чорний кінь | 1 |
|   | a | b | c | d | e | f | g | h |   |

FEN: 4r3/8/4q3/b7/4bNp1/3p1R2/3n2rk/4K2n
b) h2 → g1

a) 1. Rf2 Rg3 2. Rf3 Rg2#
b) 1. Rg3 Rf2 2. Rf3 Rg2#
Цю унікальну задачу можна віднести до зворотної чорної однофігурної форми теми, або до зворотної білої однофігурної форми теми, або навіть до зворотної змішаної повної форми теми Залокоцького. Це також симбіоз форм теми Залокоцького.
У творі чорна тура рухається то за годинниковою стрілкою, то проти неї. Водночас в такому ж напрямку рухається і біла тура.
Тема виражена на тлі Рівненської теми.